# フランシスコ・デ・スルバラン

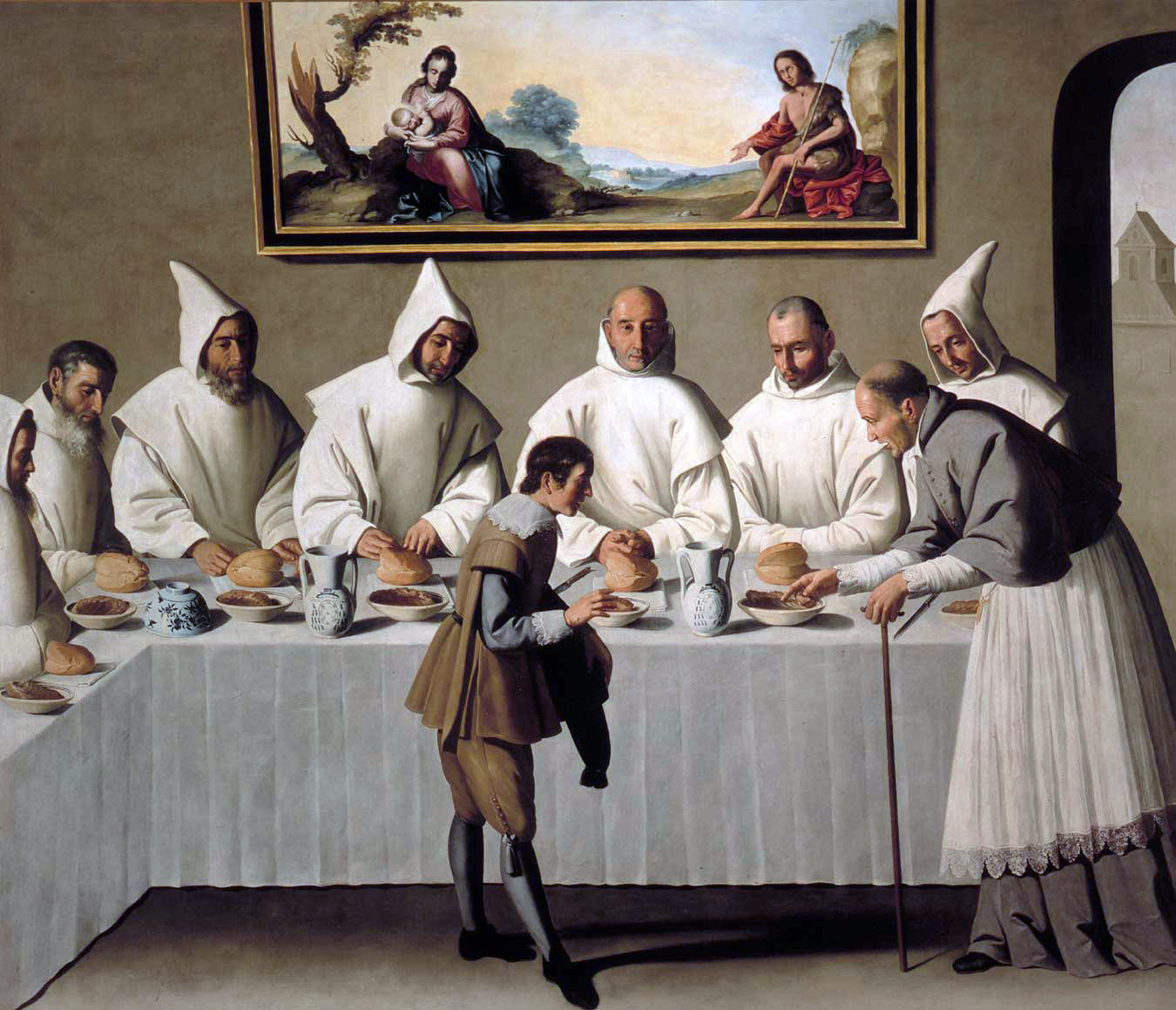
『聖ウーゴと食卓の奇蹟』　セビーリャ美術館

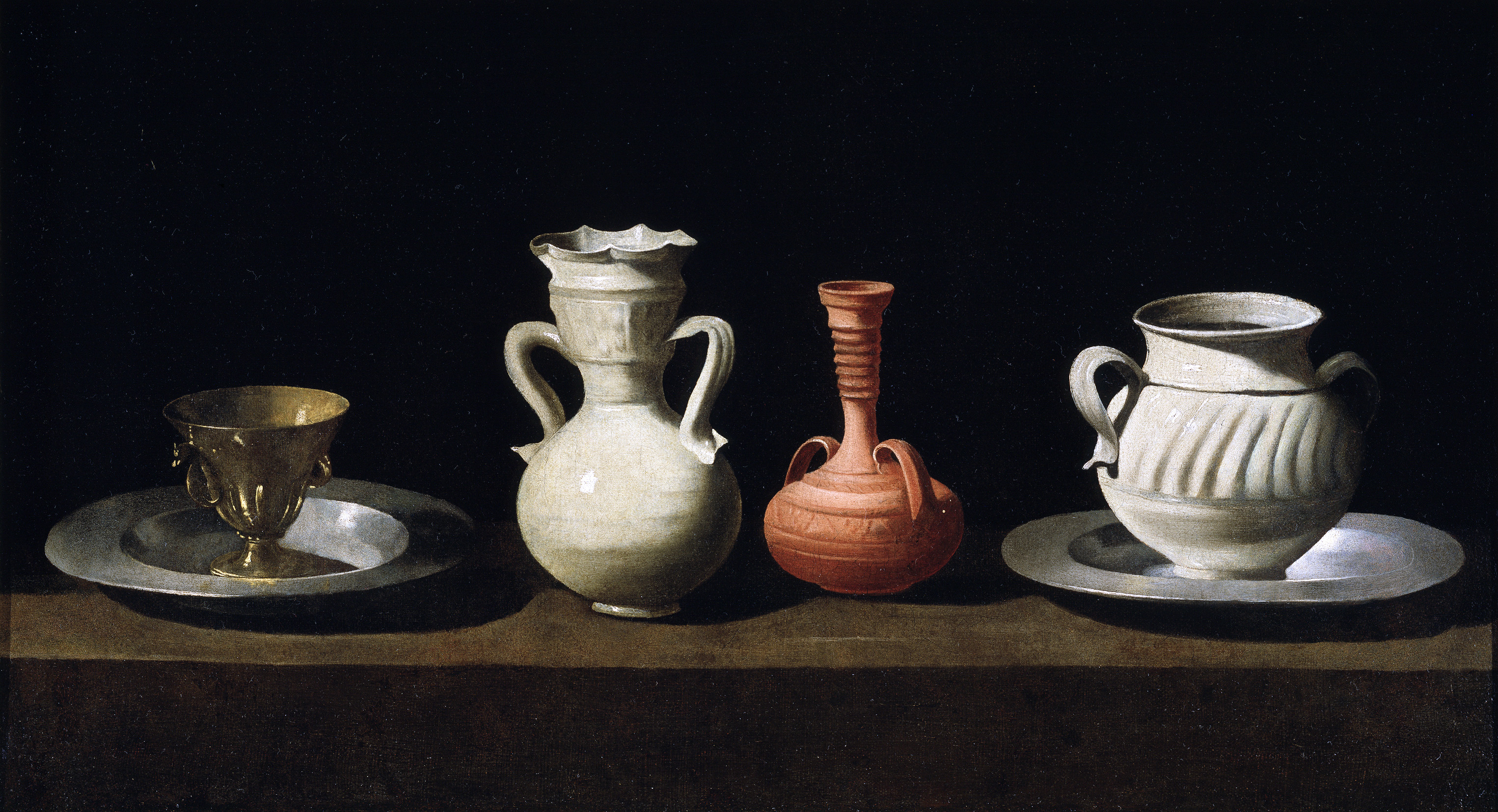
『壺のある静物』(1658-1564年)　プラド美術館

フランシスコ・デ・スルバラン（Francisco de Zurbarán, 1598年11月7日（洗礼を受けた日） - 1664年8月27日）は、バロック期のスペインの画家。スペイン絵画の黄金時代と言われる17世紀前半に活動した画家であり、宗教画、静物画に優れた。

## 生涯
スペイン南西部、エストレマドゥーラ地方のフエンテ・デ・カントスに生まれる。1614年から1617年にかけてセビリアの画家ペトロ・ディアス・ビジャヌエバに師事した。なお、この師については詳しいことはわかっていない。1617年にはエストレマドゥーラ地方の町リェレーナに移り、同地で結婚した。1625年には13歳年下の未亡人と再婚。翌1626年からセビリアで活動している。このセビーリャ進出については再婚した妻の縁者のつてがあったと言われている。
1628年にはメルセス会（13世紀にスペインで成立した修道会）の注文で、同会の創設者・聖ペドロ・ノラスコの生涯を描いた連作を制作している。以後、1630年代にはセビリアを中心に活動している。1634年にはマドリードのブエンレティーロ宮「諸王国の間」の装飾という大仕事を依頼されている。これには同時代の大画家ベラスケスの引きがあったと言われている。1638－1639年にはグアダルーペ修道院聖具室の装飾に携わっており、この頃がスルバランの全盛期であった。
1640年代にはスルバランの人気は急速に衰えた。この頃のスペイン画壇では、甘美で感傷的なマリア像などを描いて人気のあったムリーリョが一世を風靡し、厳格な様式のスルバランの絵画は時代遅れと見なされていたのであった。また、この頃にはセビリアの街そのものが独占貿易権を失ったことによって、かつての活気を失っていた。街を襲ったペスト禍もそれに追い討ちをかけた。
1658年、ベラスケスを頼りマドリードへ出るが、かつての精彩はなく、1664年、マドリードにて没した。

## 作風
スルバランの作品には、カラヴァッジオ（イタリア・バロック期の巨匠）のように明暗の劇的な対比を見せたものが多く、「スペインのカラヴァッジョ」の呼称もある。しかし、スルバランの作風はカラヴァッジョのように革新的なものではなく、構図は単純で静的であり、題材も伝統的な宗教画や静物画などに限定されている。個性の表出よりは注文主の意向に忠実に描いた画家と言え、この点が17世紀の後半になって彼の絵が急速に時代遅れと見なされた一因と思われる。革新性やダイナミックな躍動感には欠けるが、キリスト教を題材にした作品には深い宗教的感情が表現されている。また、静物画はごく少数が現存するのみであるが、迫真の描写力を発揮し、独自の世界をつくっている。

## 代表作
- 『聖ペドロ・ノラスコに現れる聖ペテロ』（1629年）プラド美術館
- 『聖ウーゴと食卓の奇蹟』（1630－1635年）（1625年頃あるいは1645－55年頃とも）セビーリャ美術館

## ギャラリー

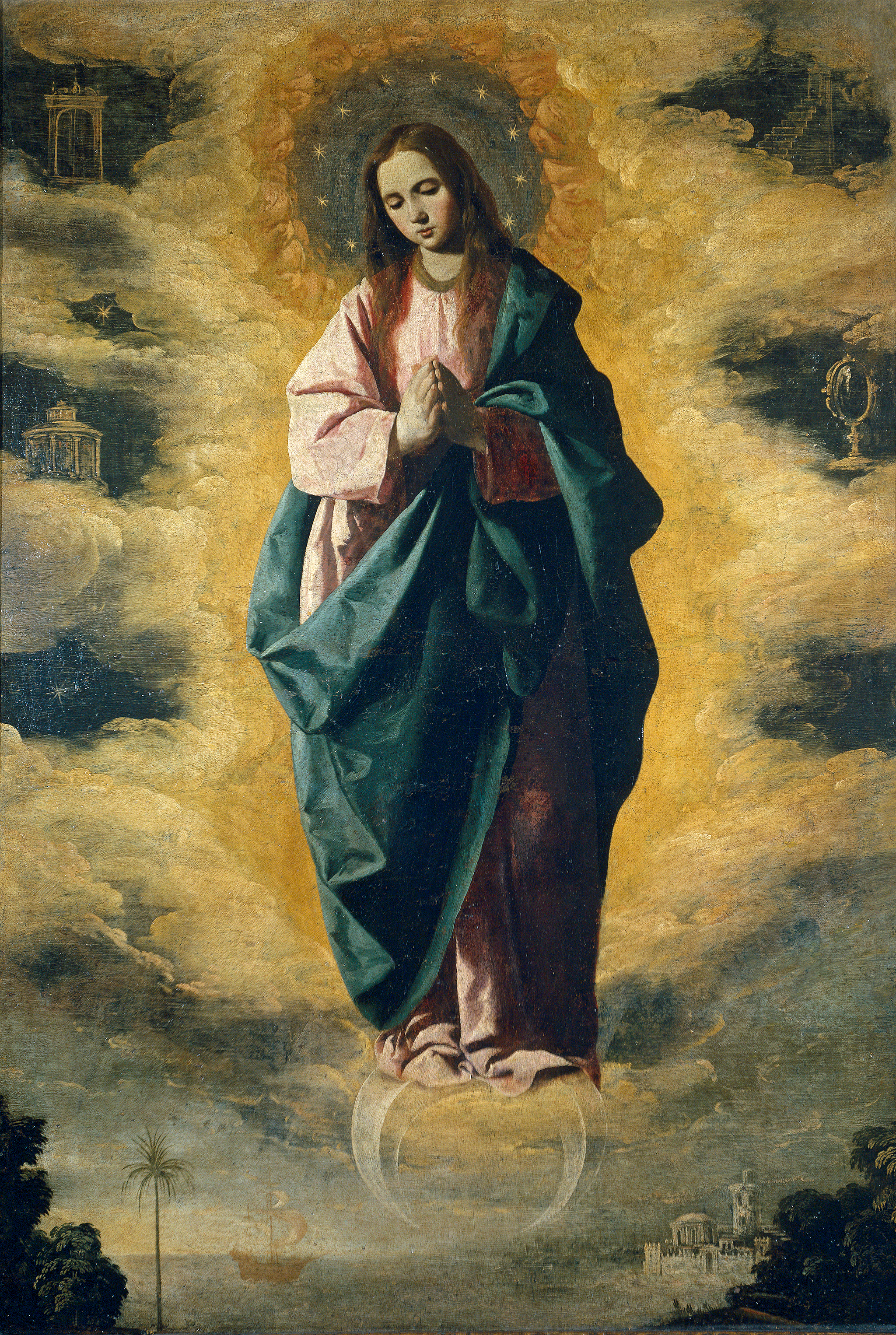
『無原罪の御宿り』プラド美術館
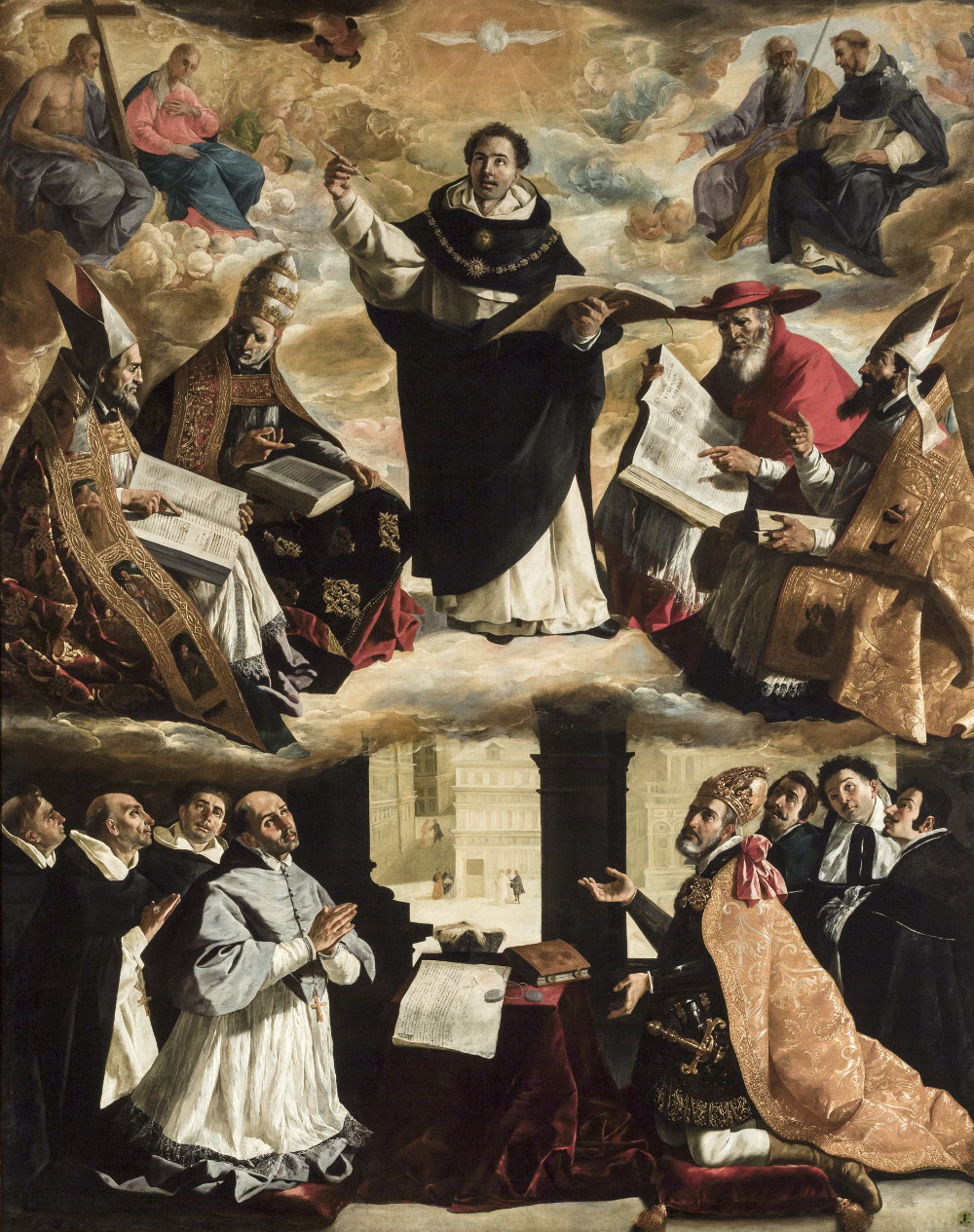
『聖トマス・アクィナスの神格化』セビーリャ美術館
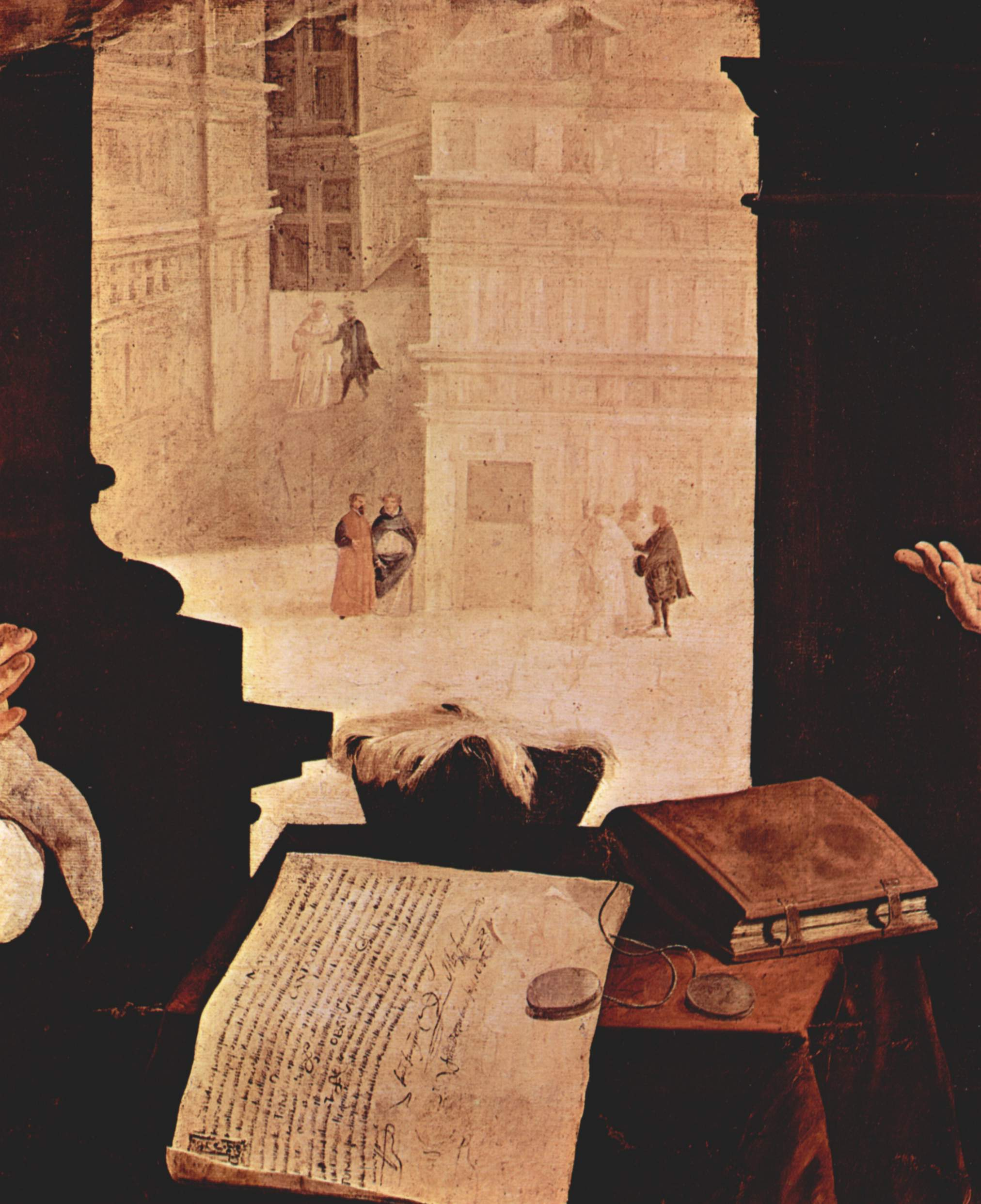
『聖トマス・アクィナスの神格化』 (部分)
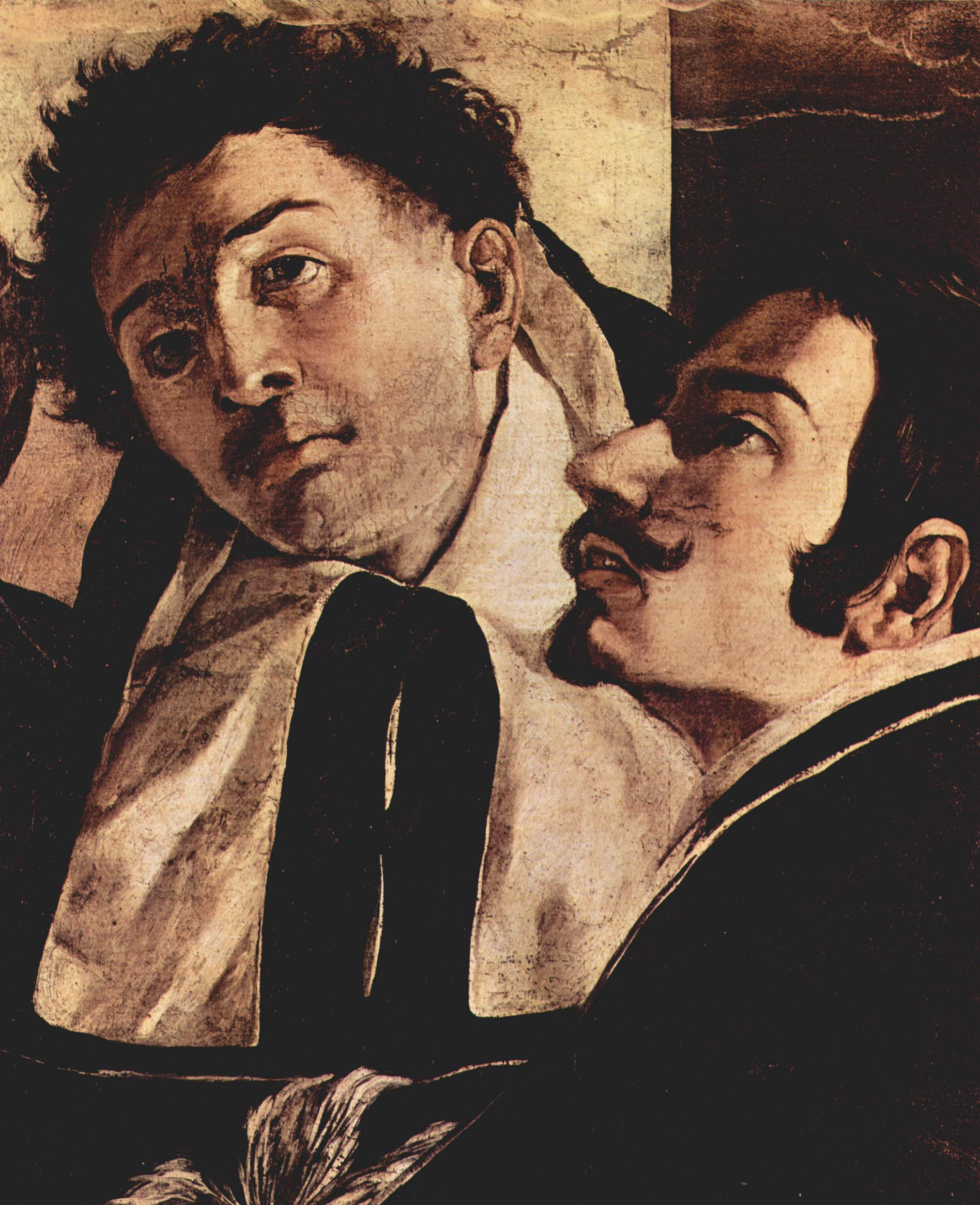
『聖トマス・アクィナスの神格化』(部分)
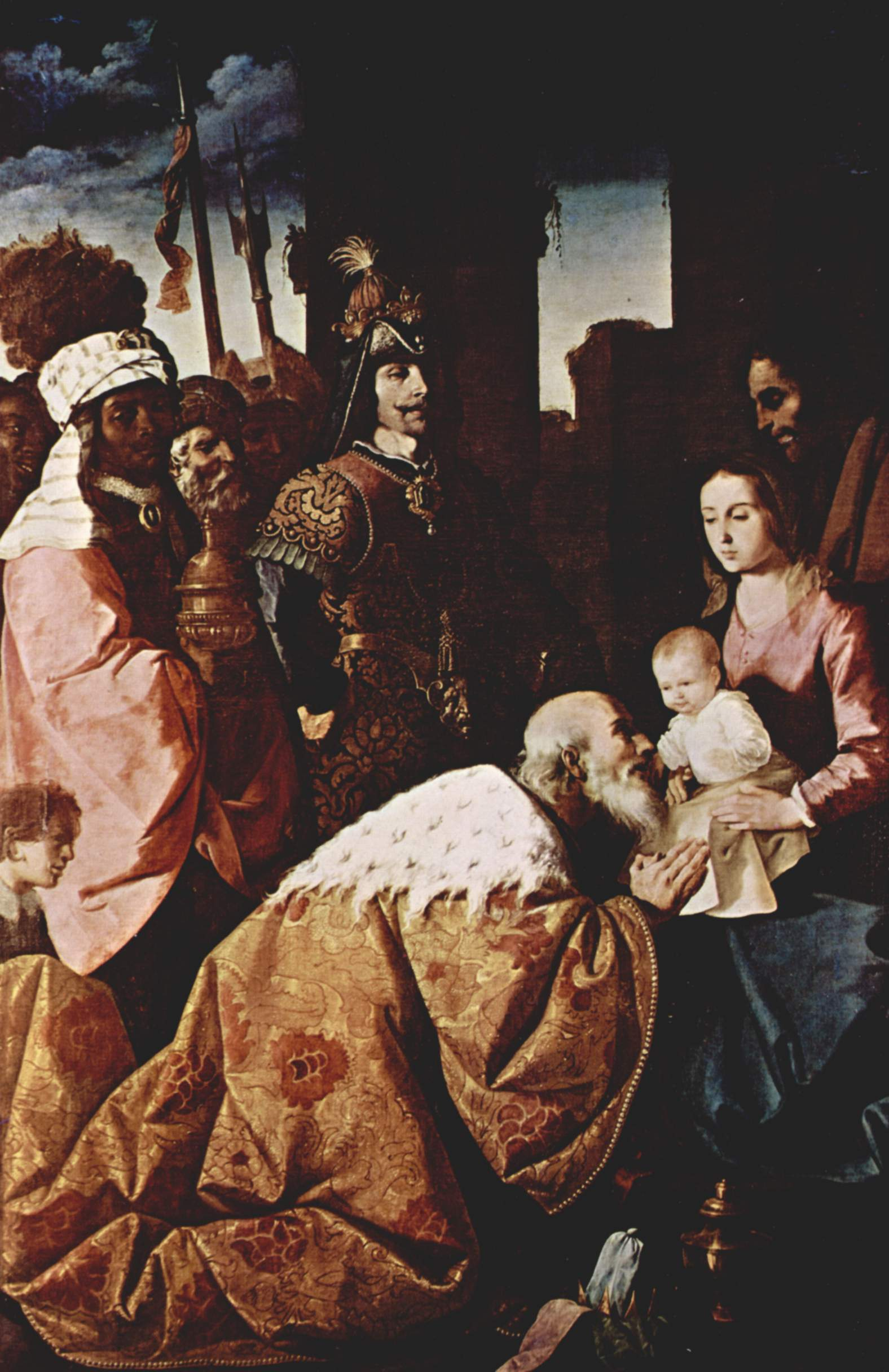
『東方三博士の礼拝』(1638-1639年) グルノーブル美術館
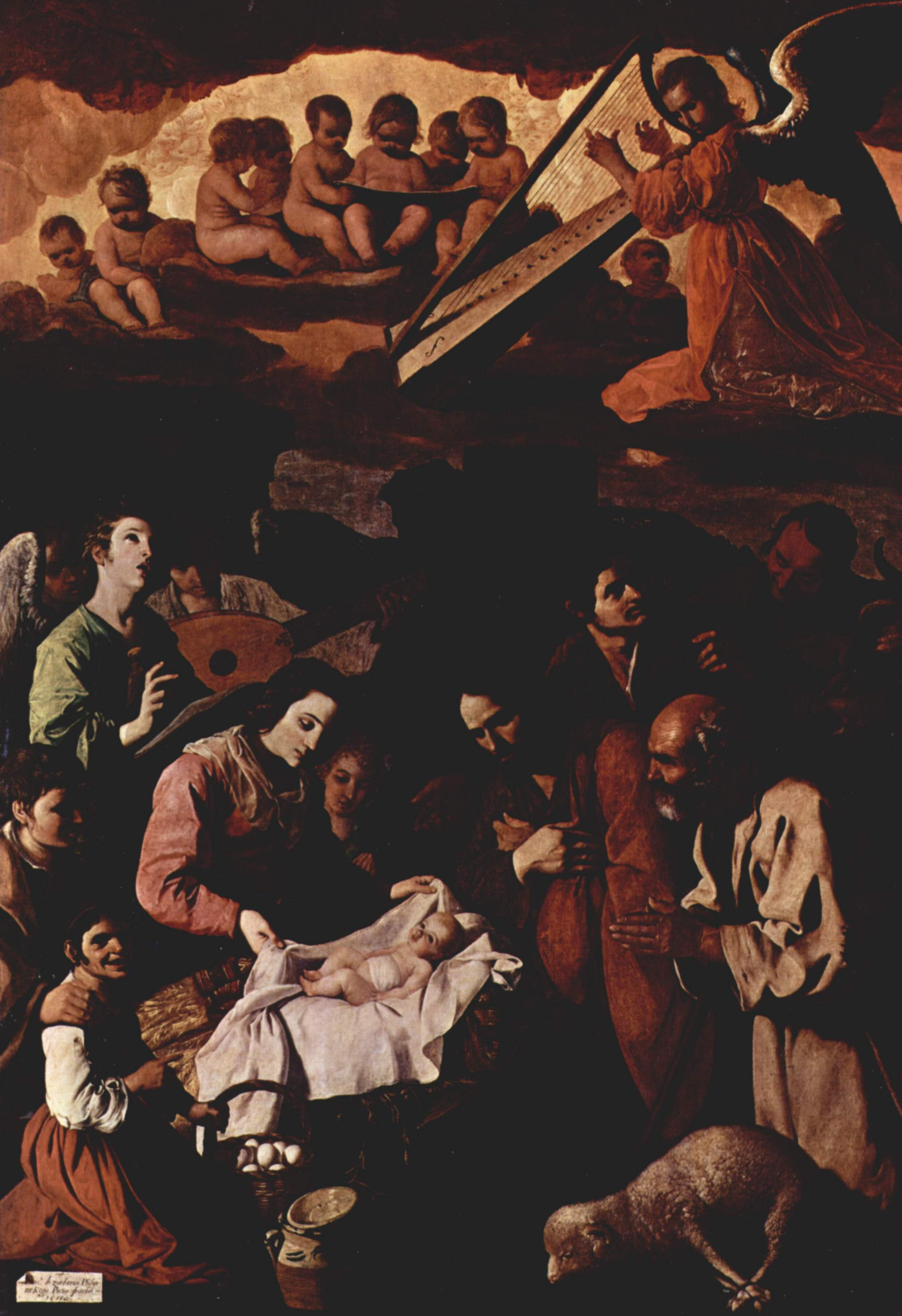
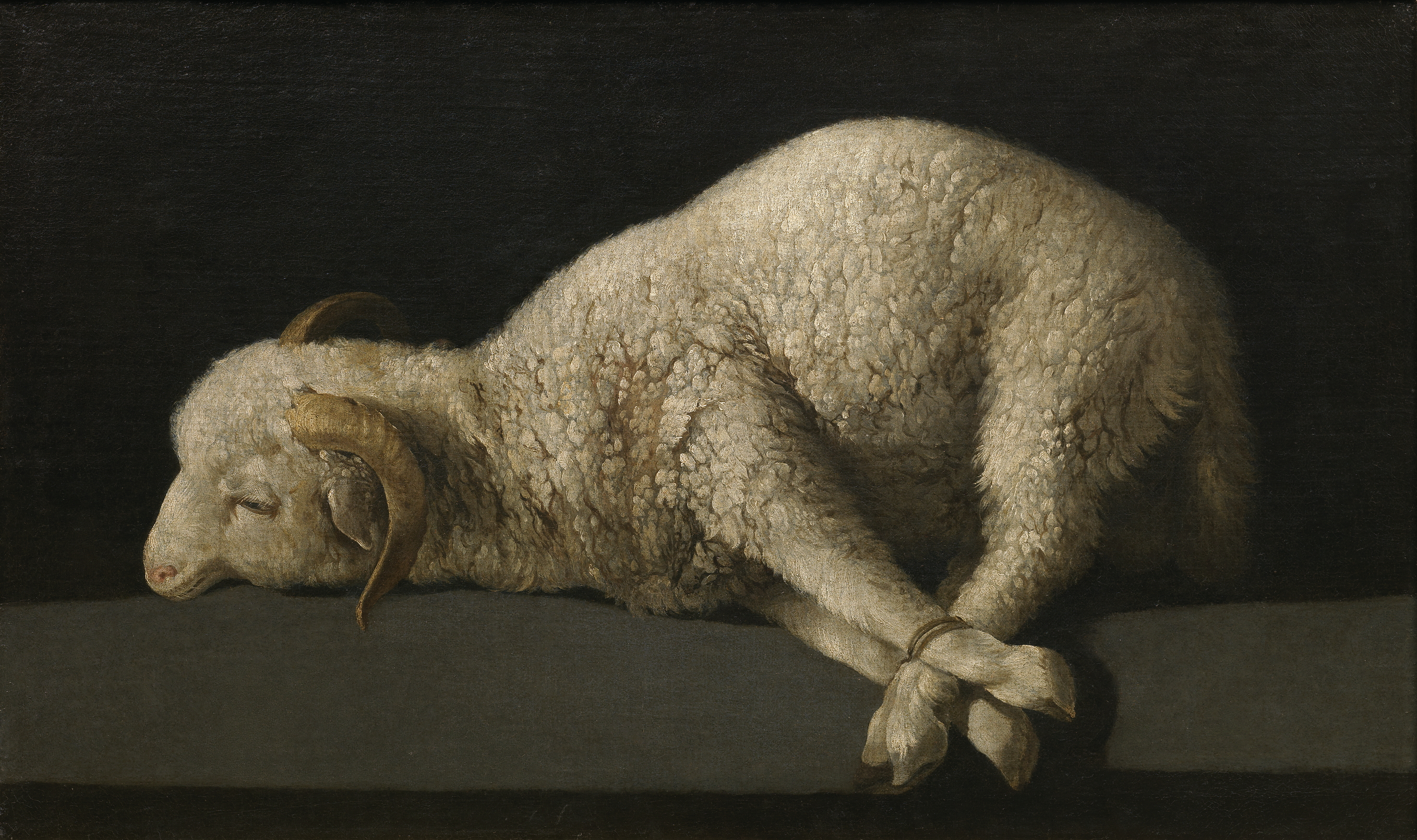
『神の仔羊』(1635-1640年) プラド美術館
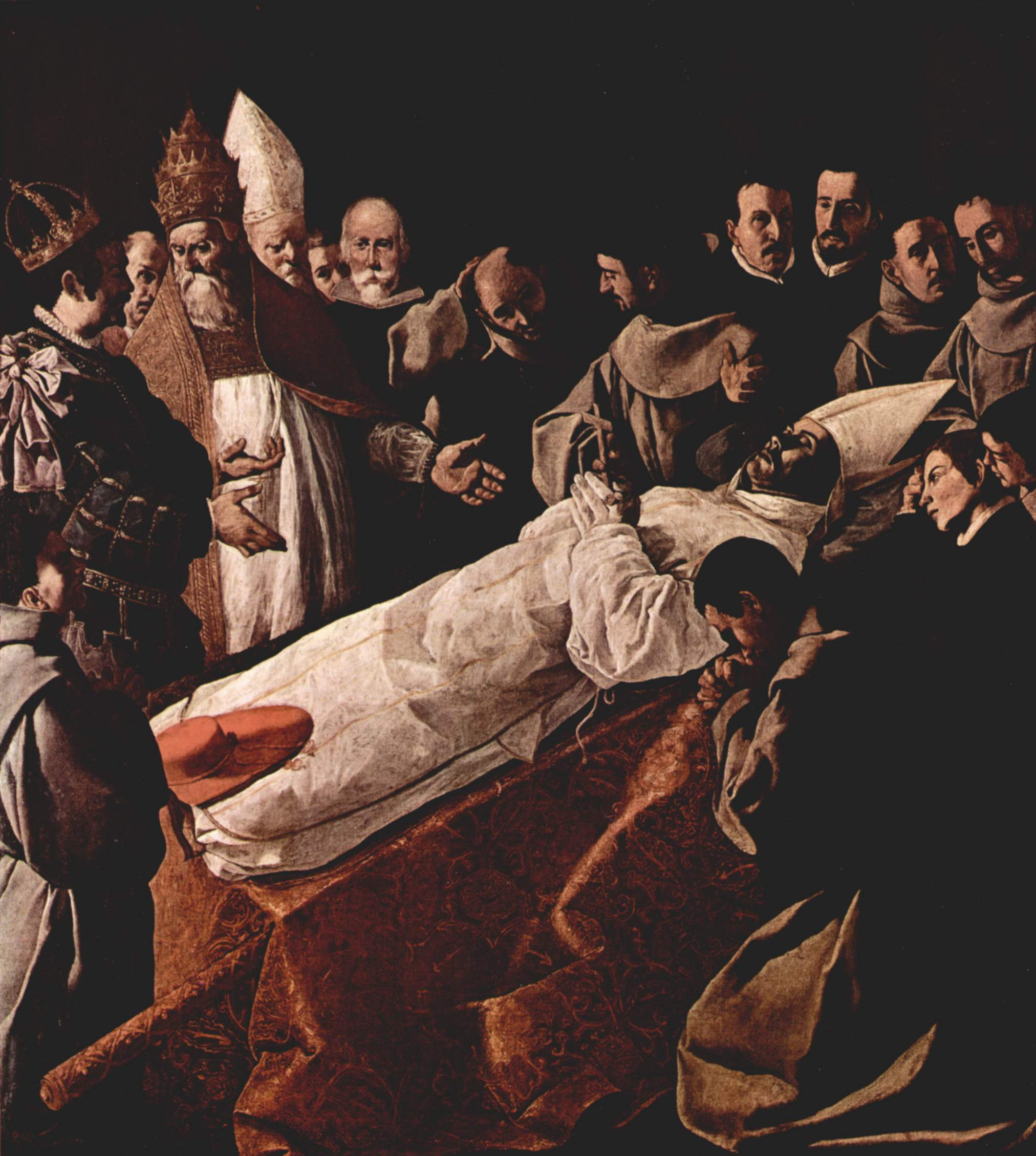
『聖ボナヴェントゥーラの遺体安置』(1629年) ルーヴル美術館
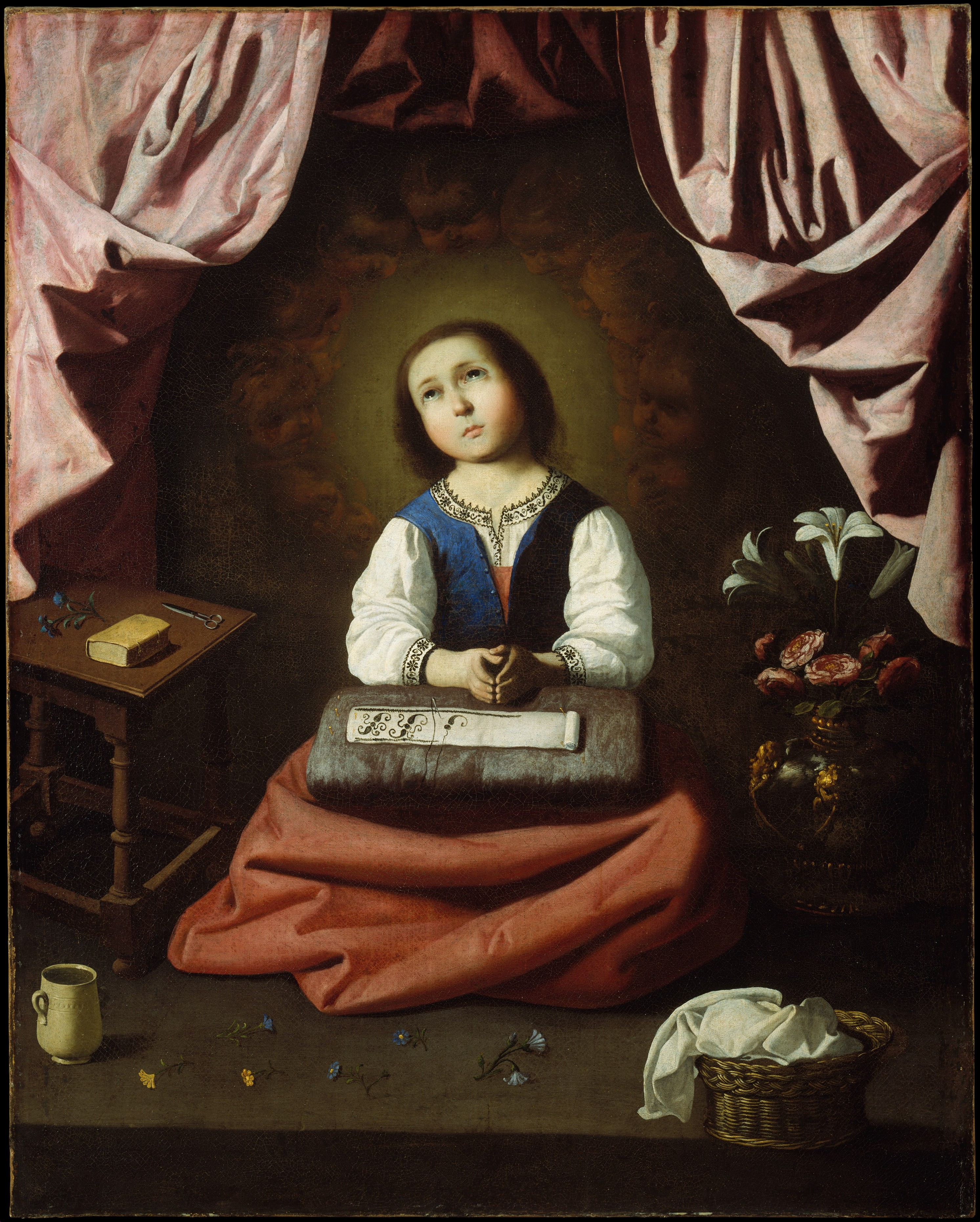
『幼い聖母マリア』(1632-1633年頃) メトロポリタン美術館
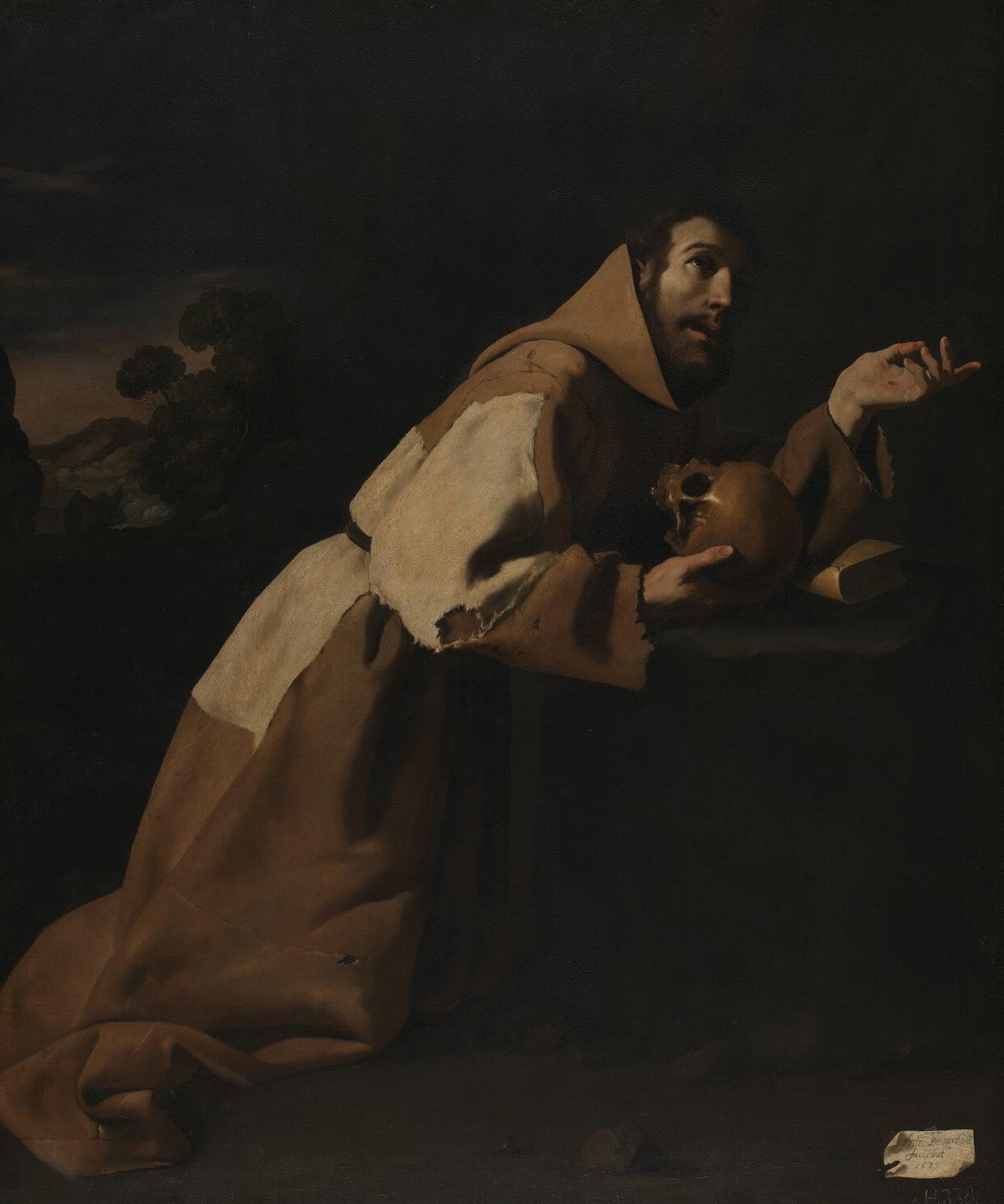
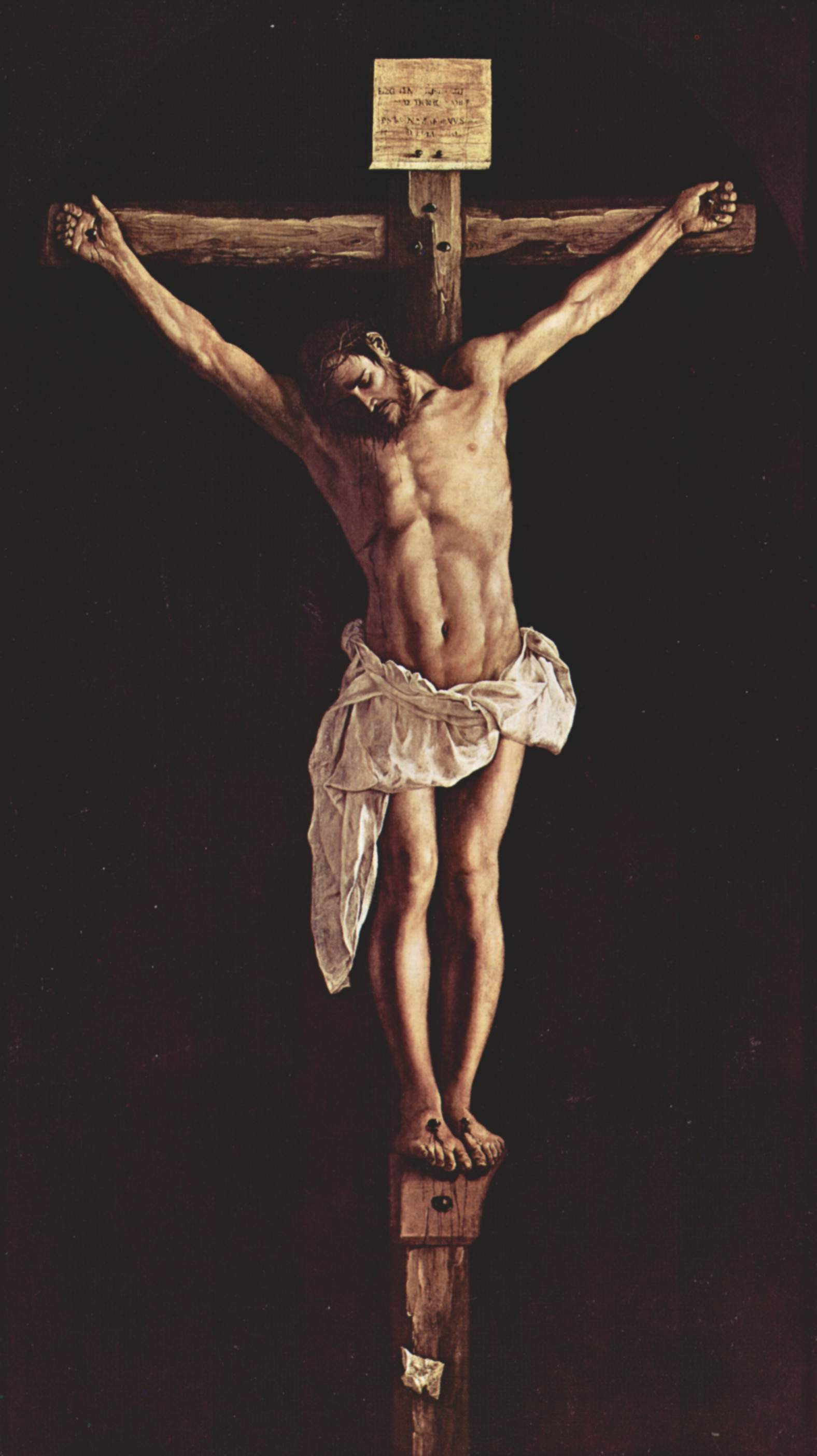
『十字架上のキリスト』(1627年) シカゴ美術館
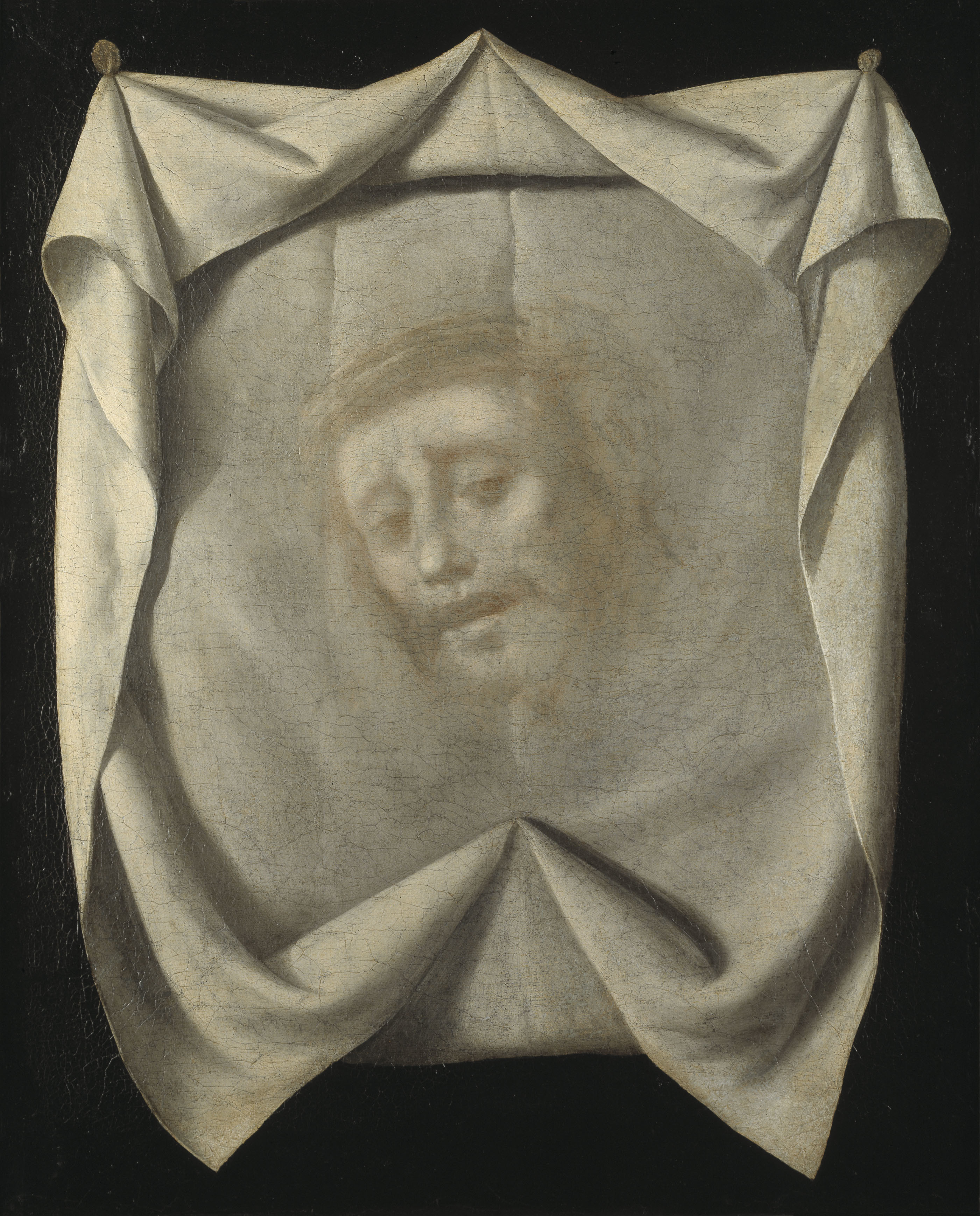
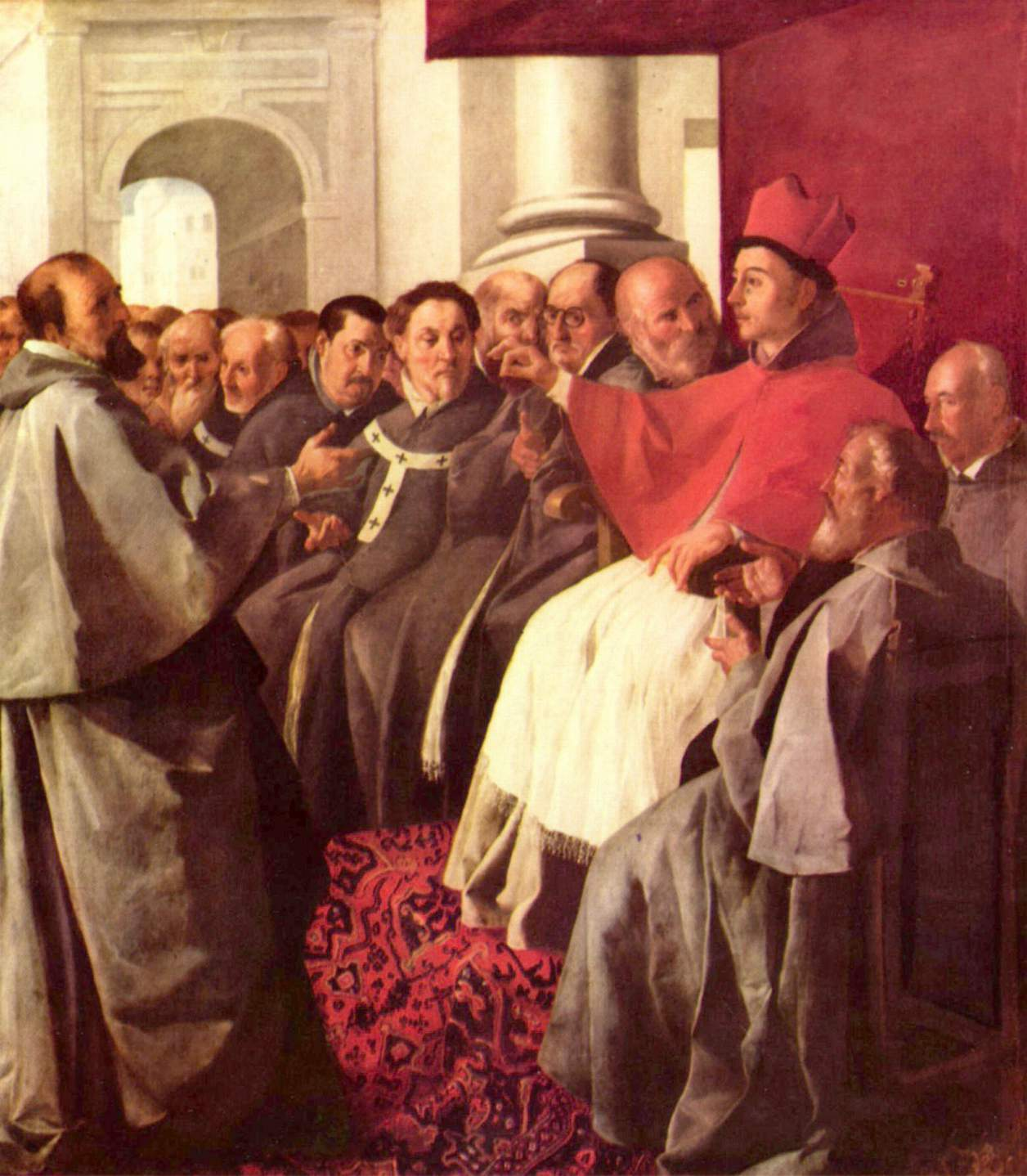
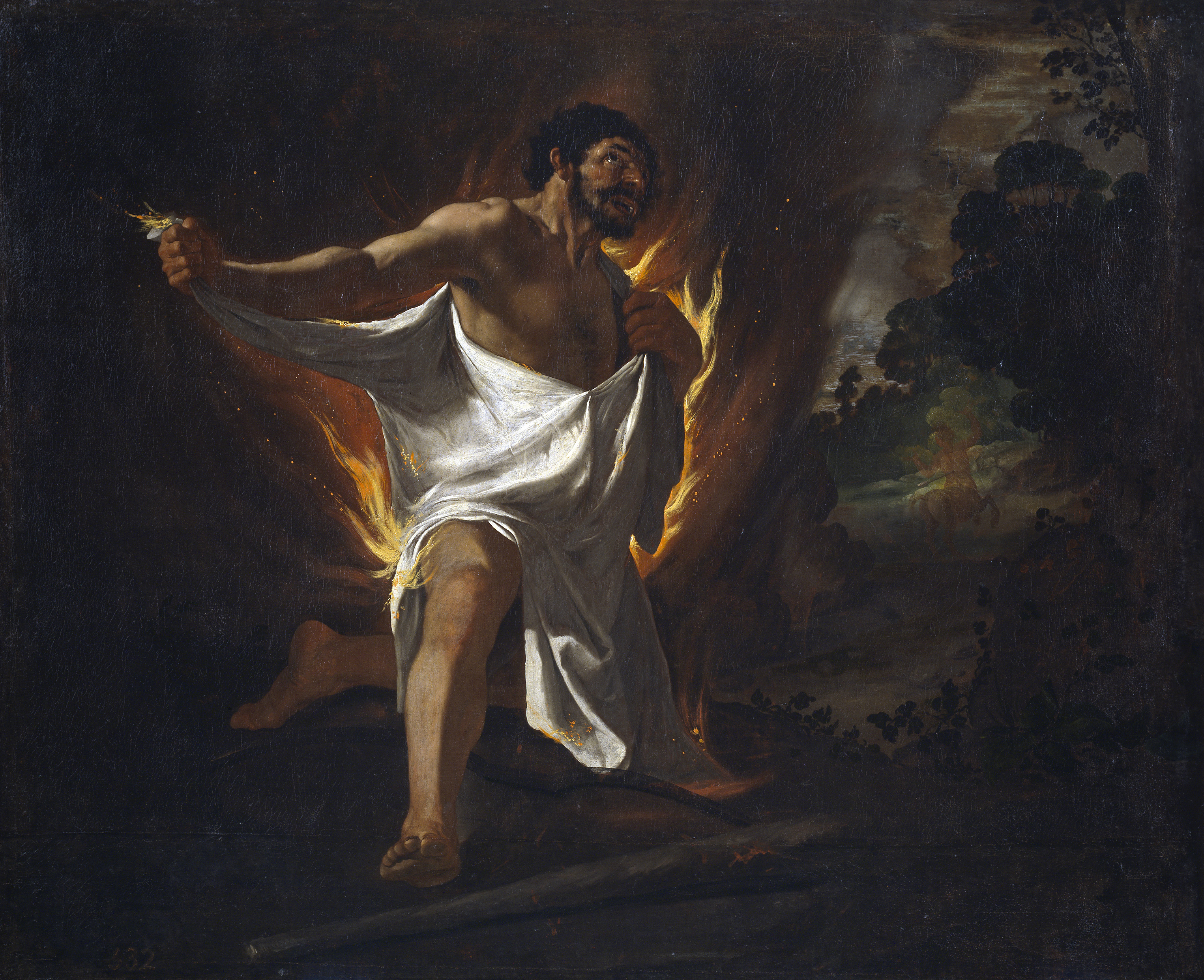
『ヘラクレスの死』(1634年) プラド美術館
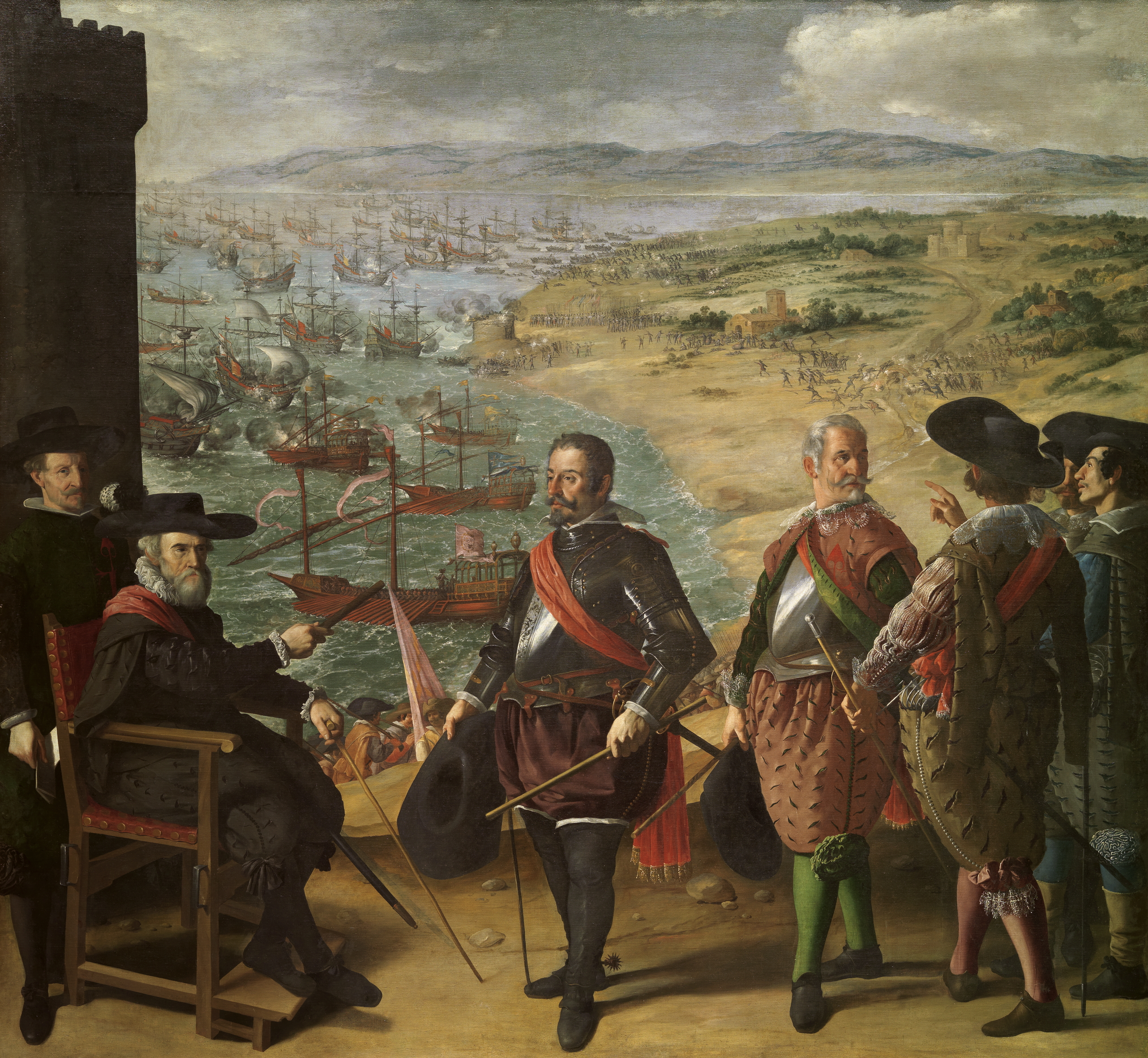
『カディスの防衛』(1634年) プラド美術館
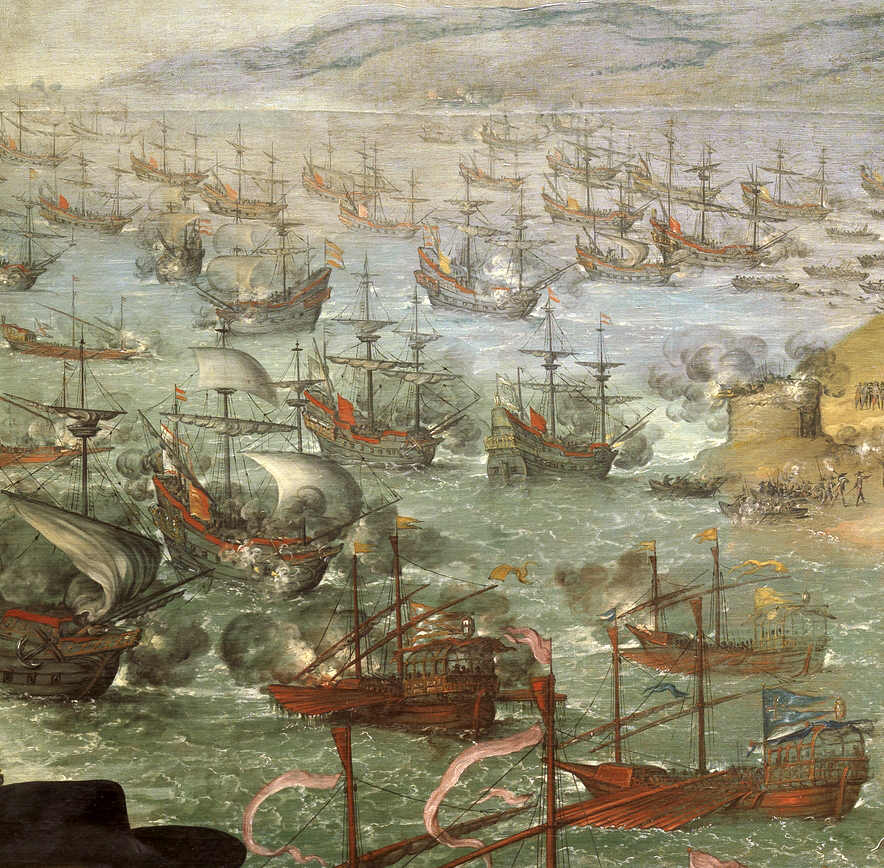
『カディスの防衛』(部分)
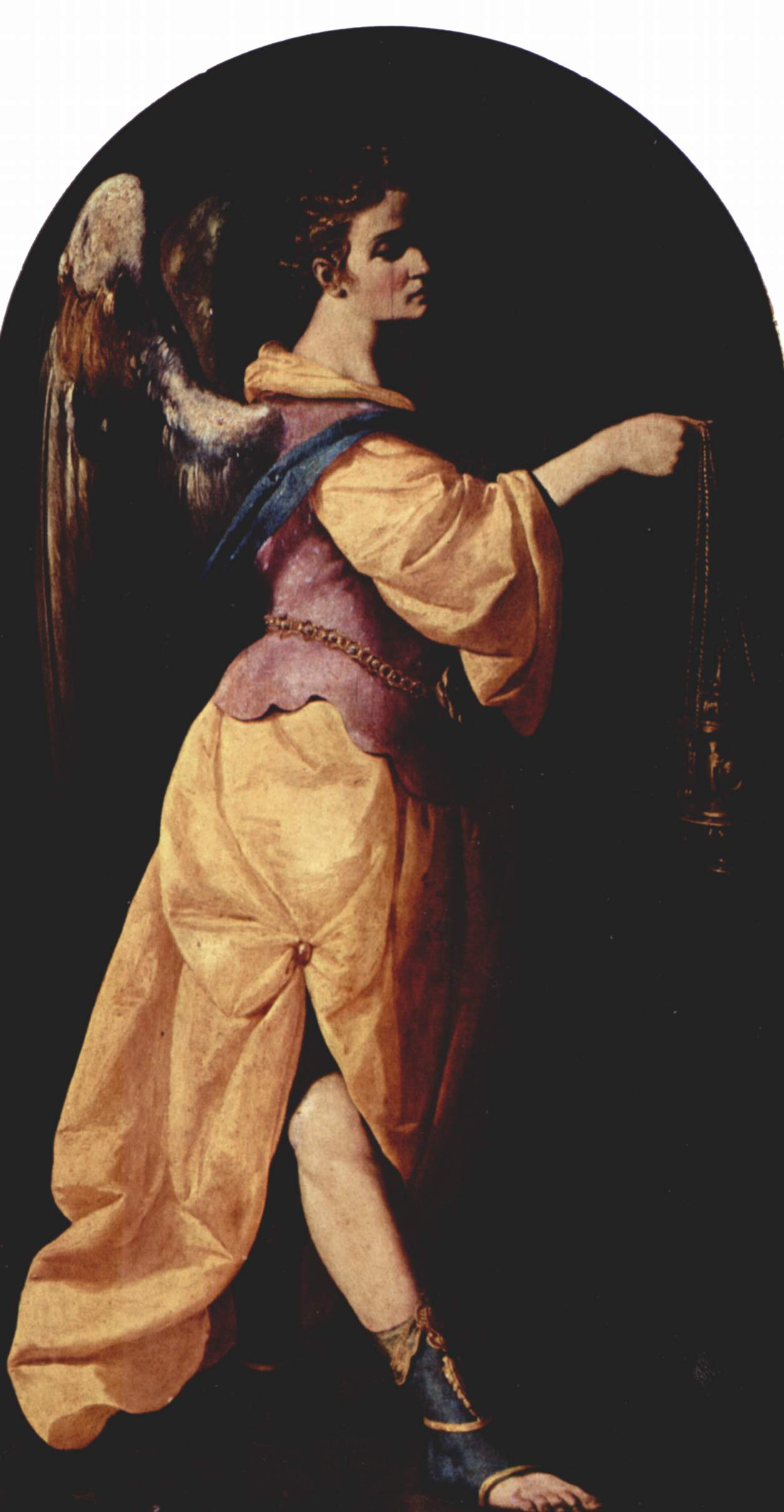
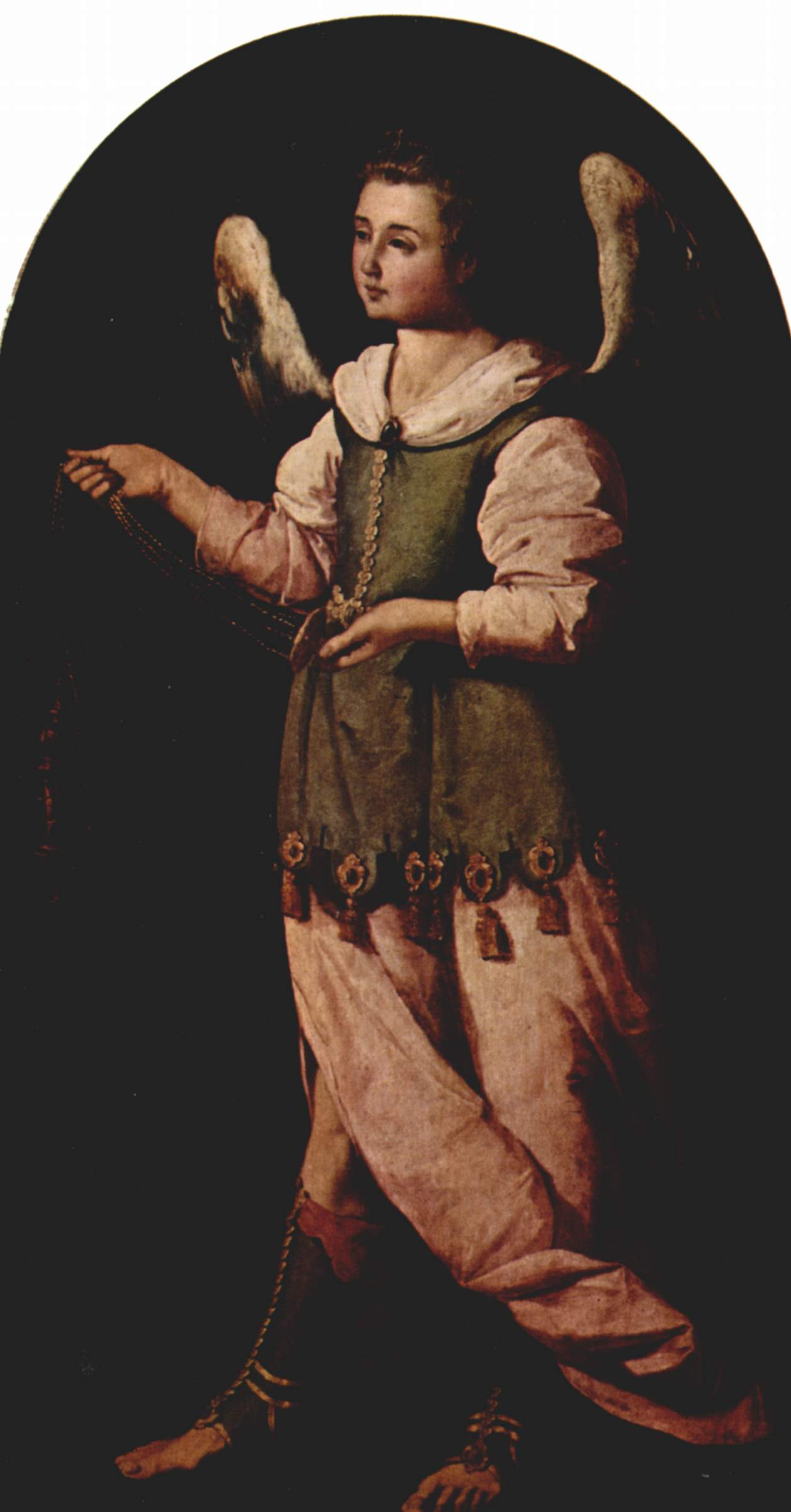
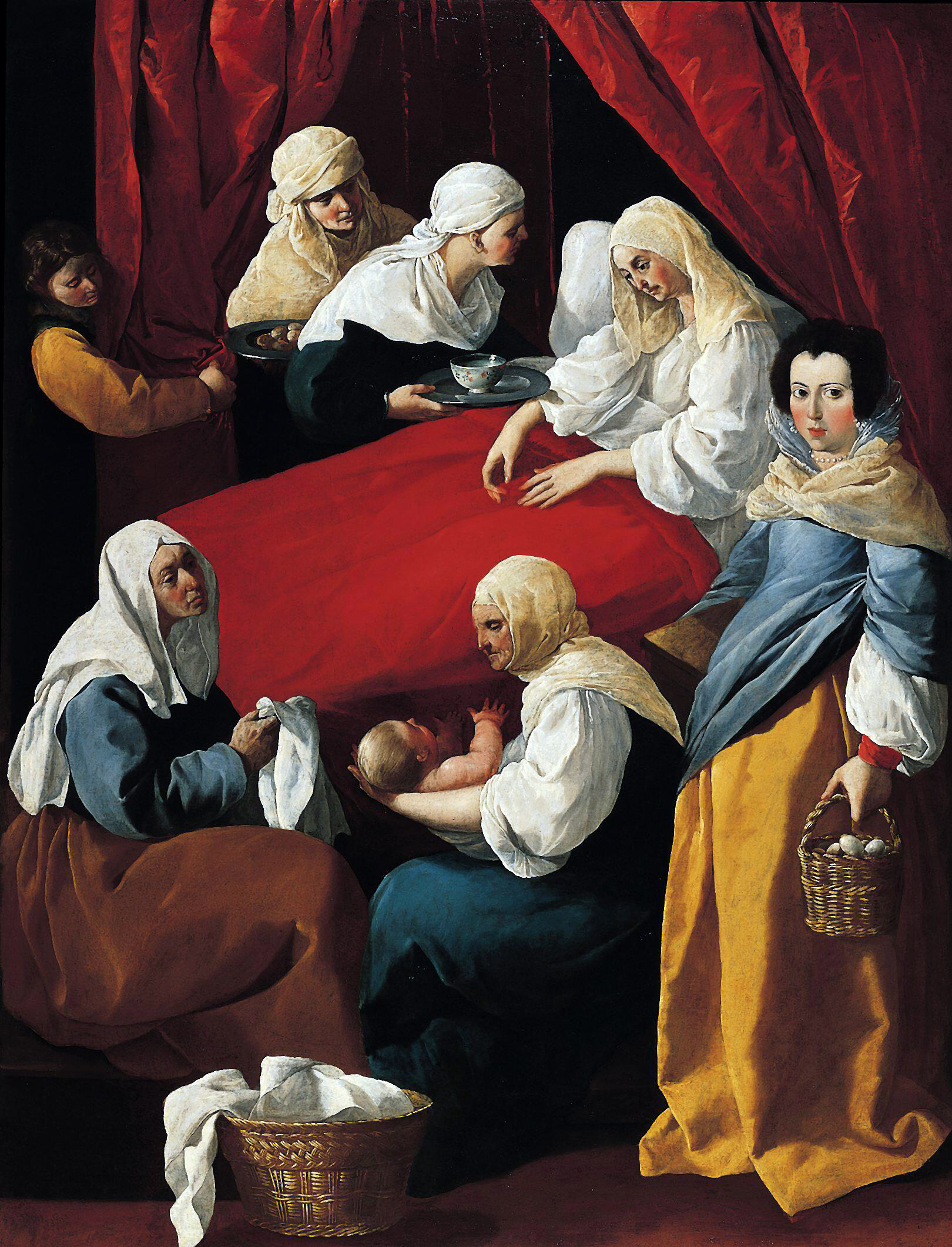
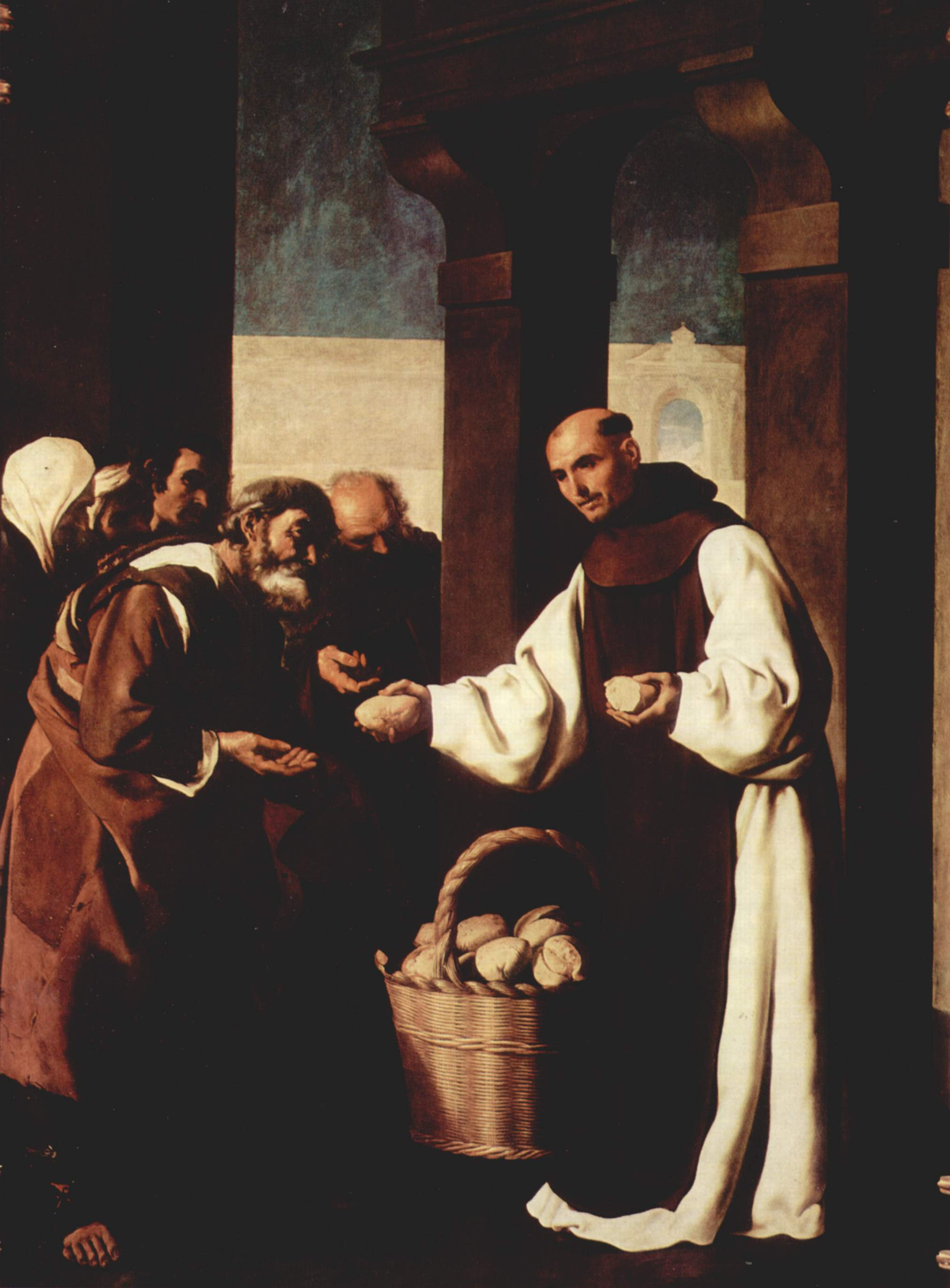
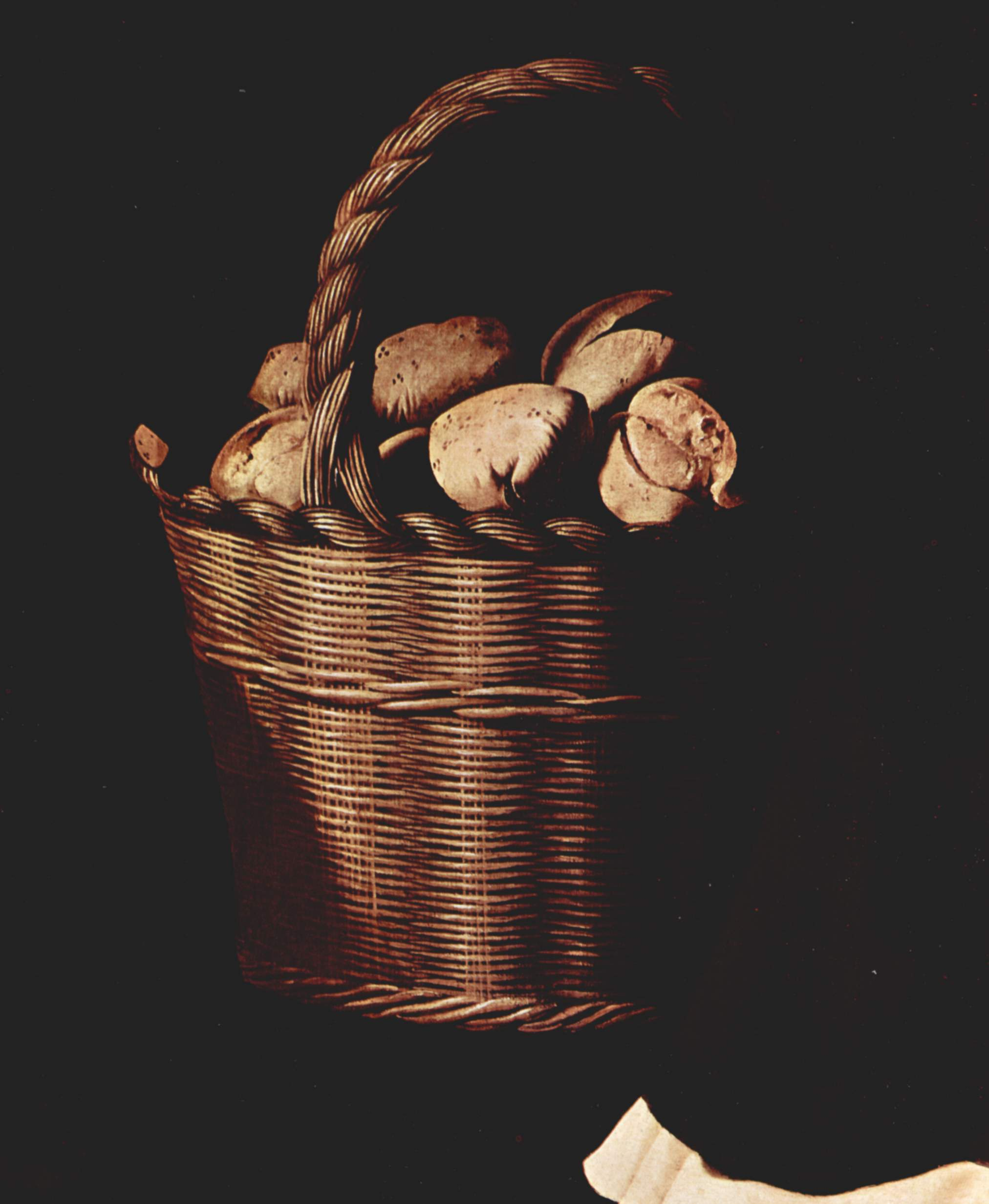
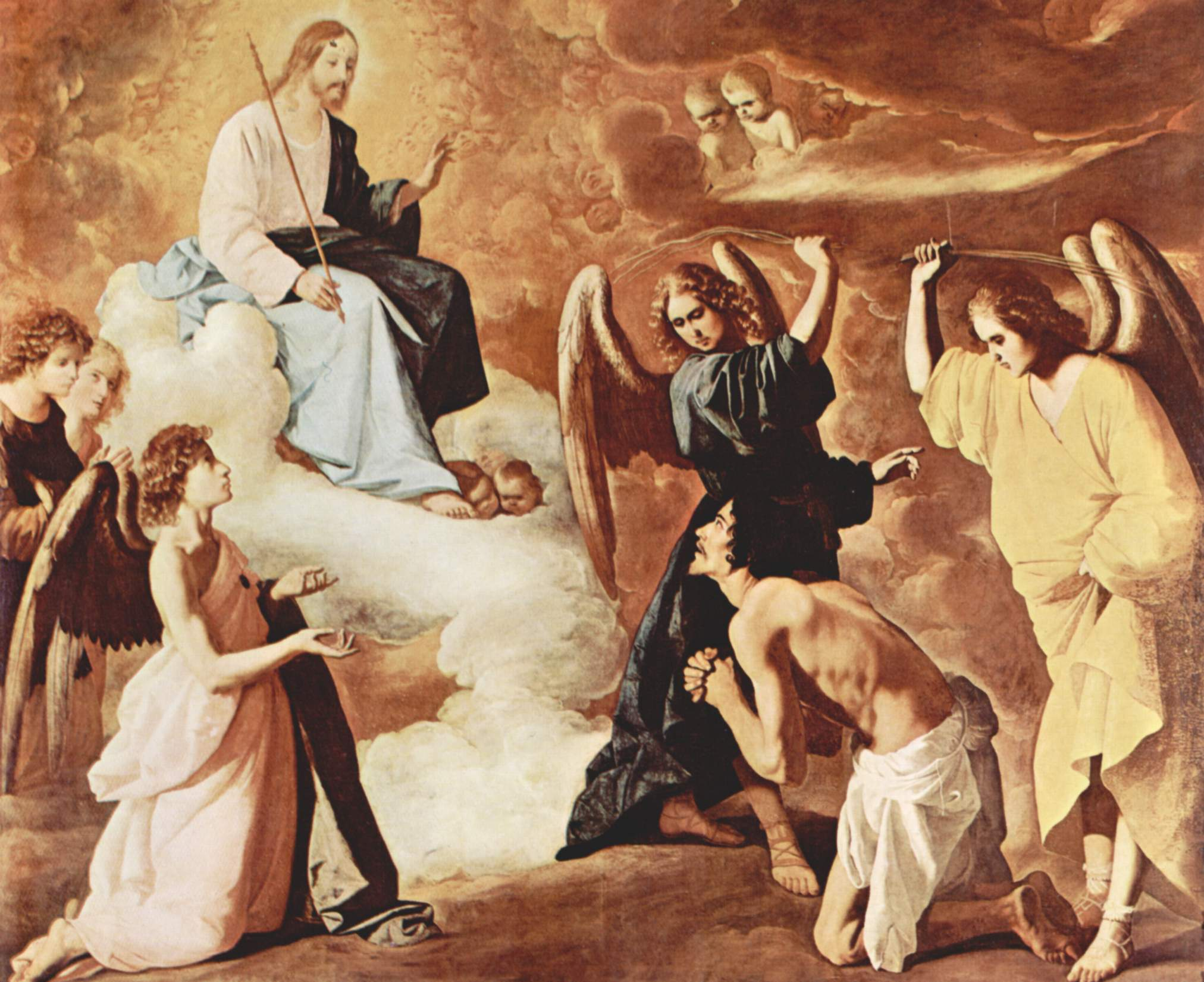
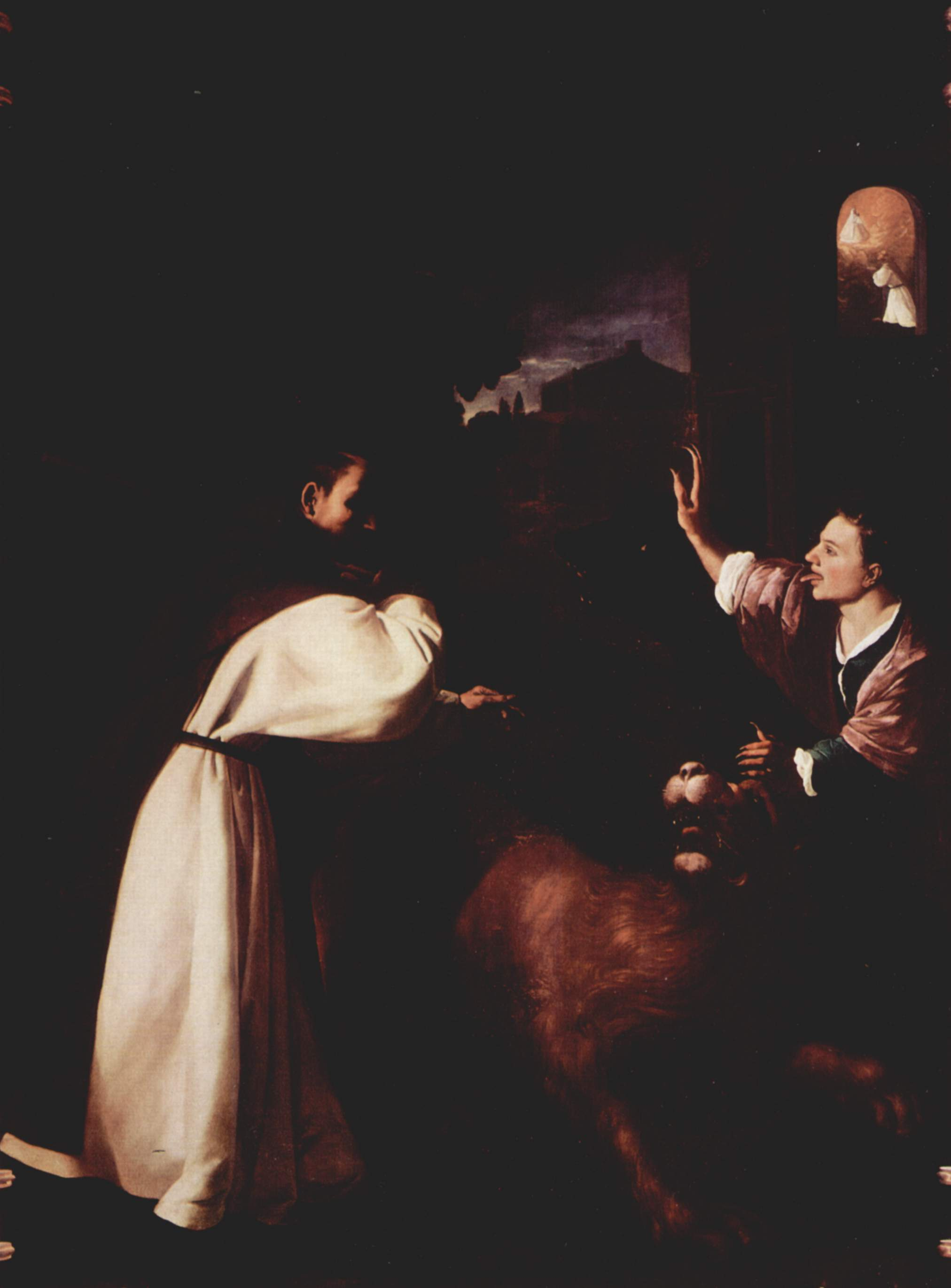
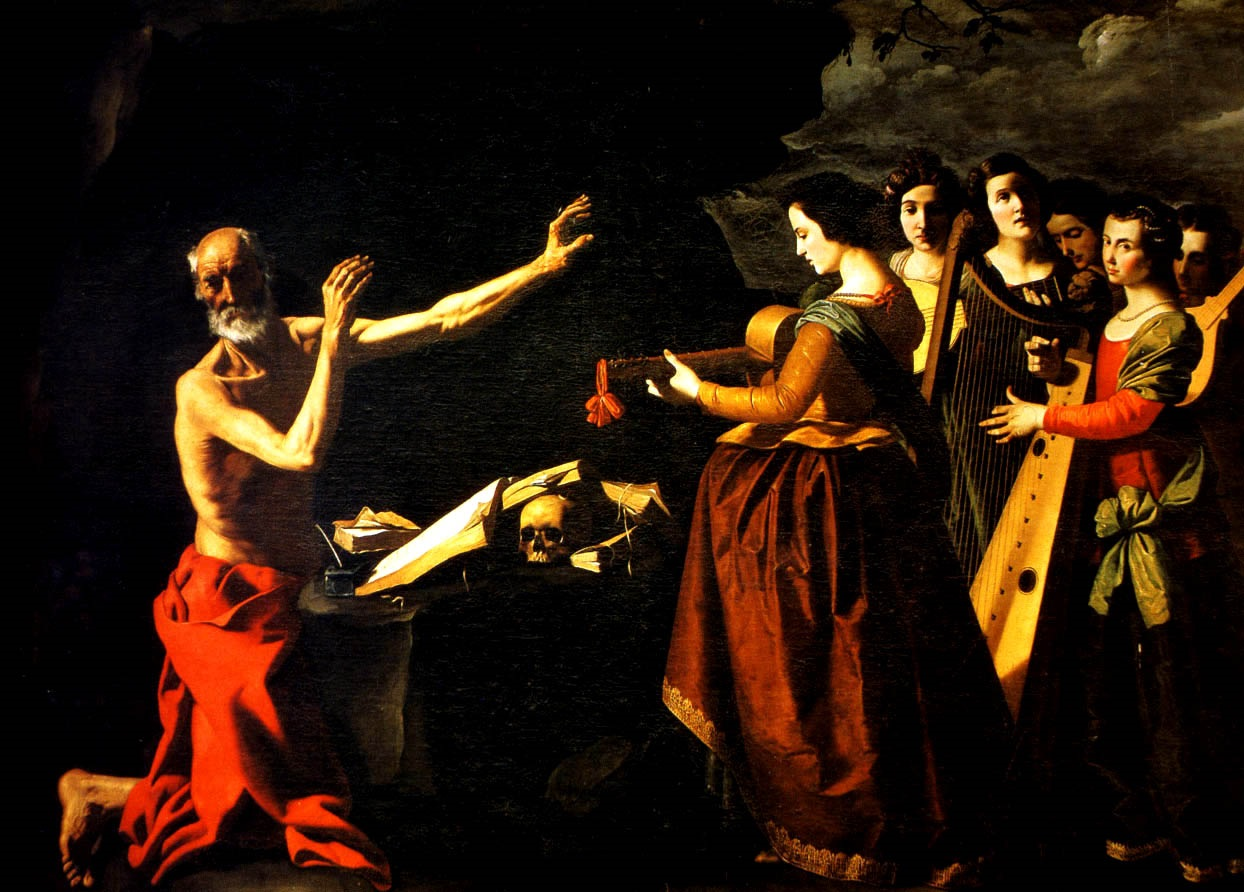
『聖ヒエロニムスの誘惑』(1640年代) サンタ・マリア・デ・グアダルーペ王立修道院
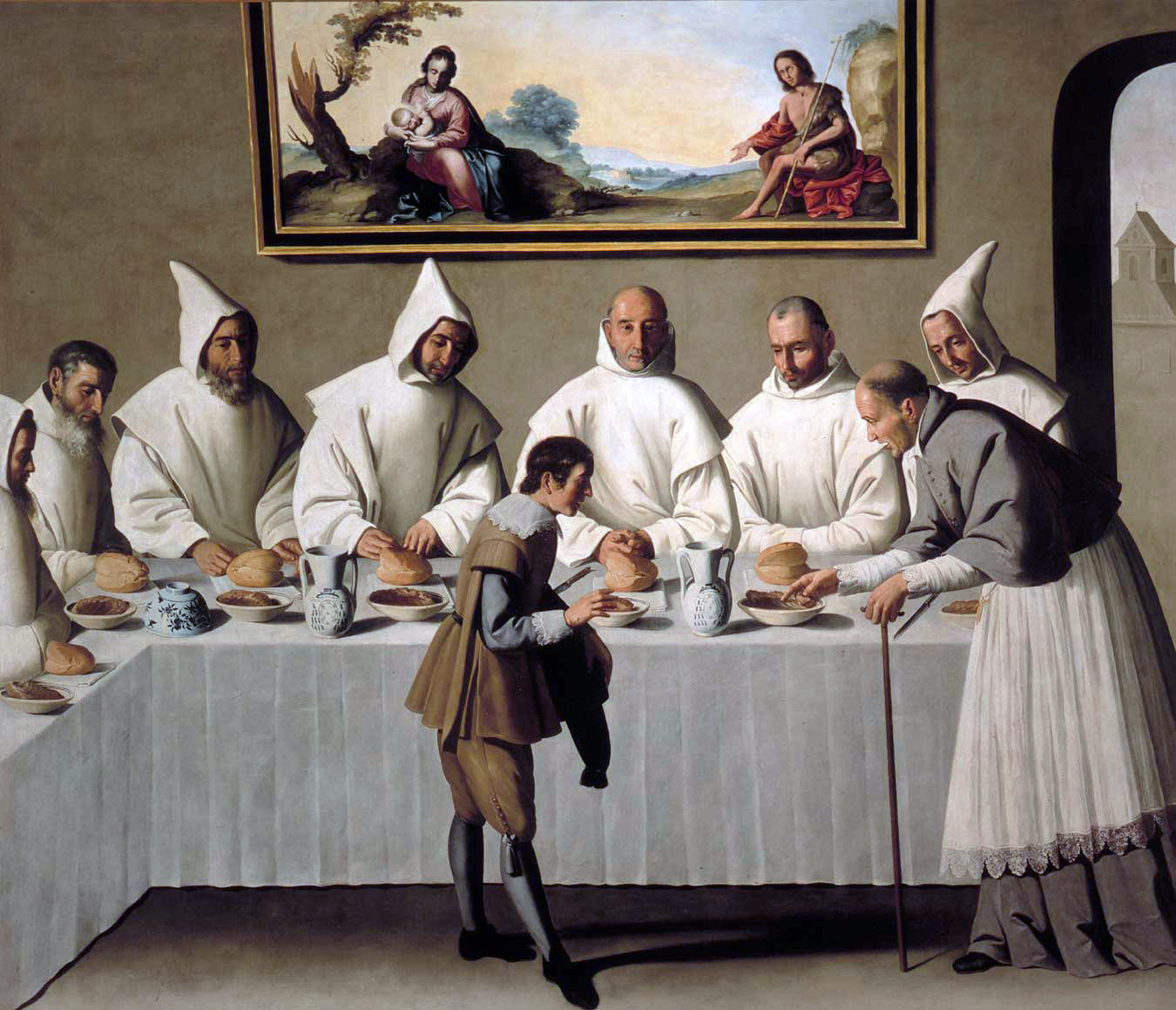
『聖ウーゴと食卓の奇蹟』(1655年)　セビーリャ美術館
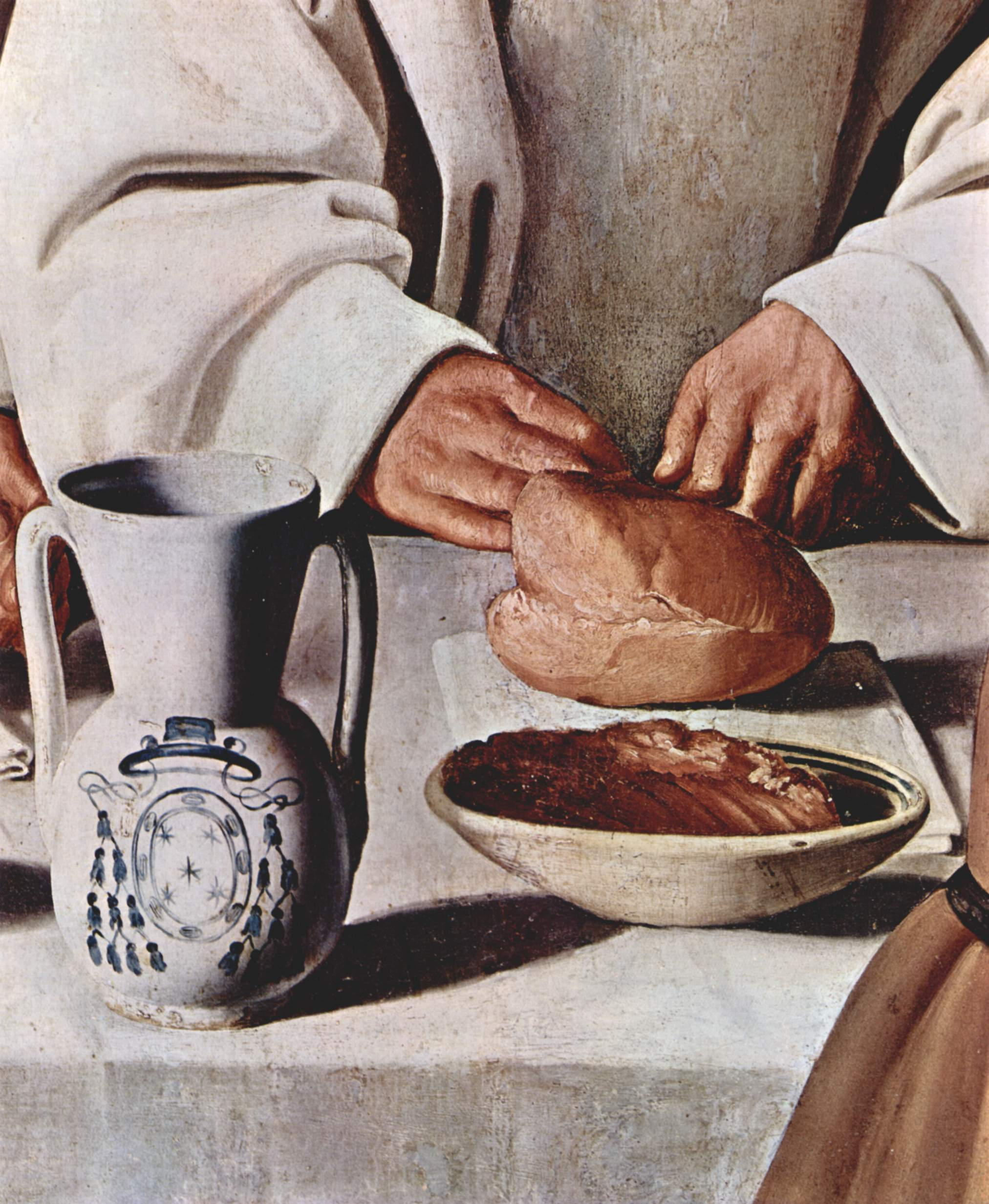
『聖ウーゴと食卓の奇蹟』(部分)
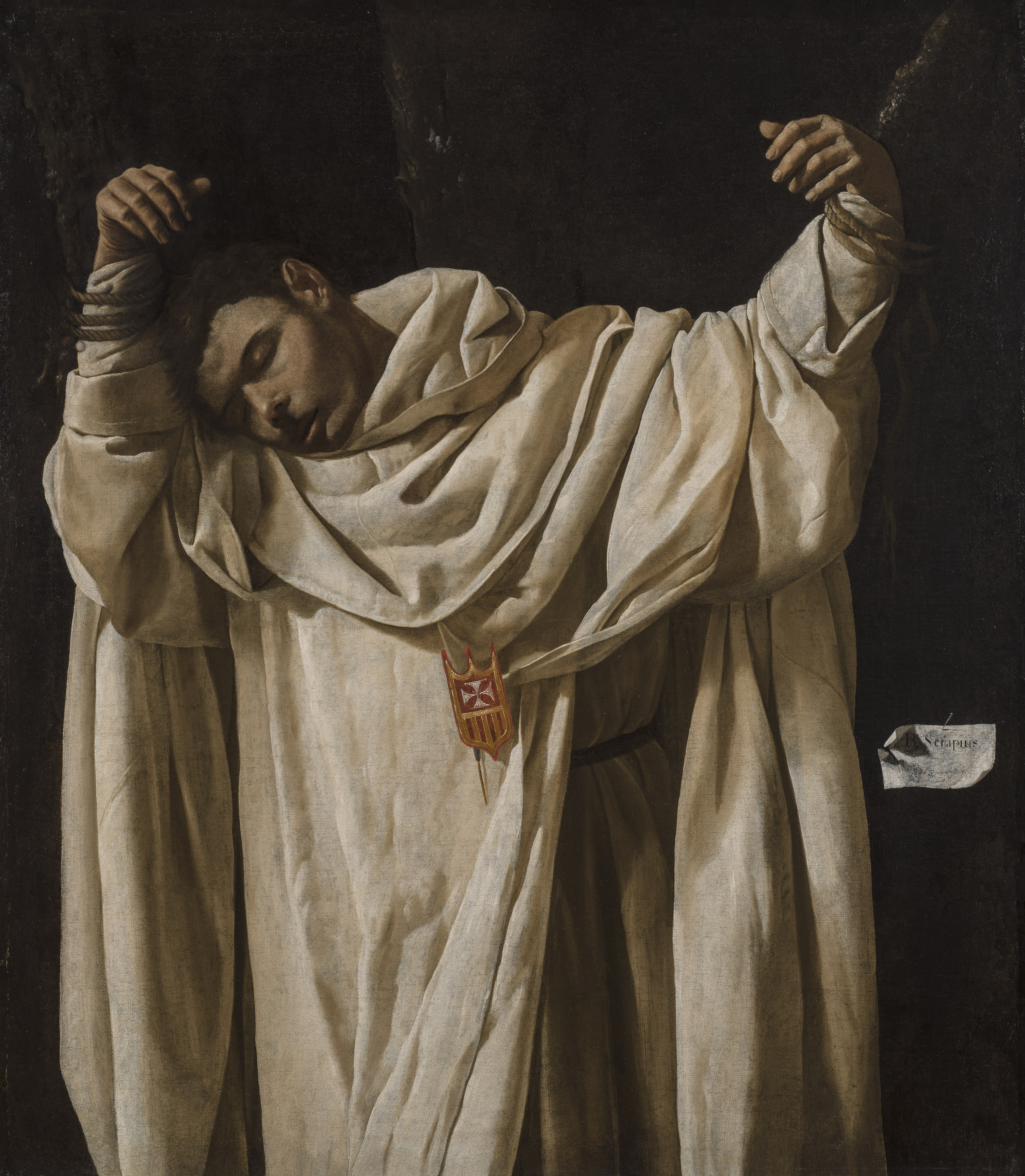
『聖セラピオン』 (1628年)　ワズワース・アテネウム美術館
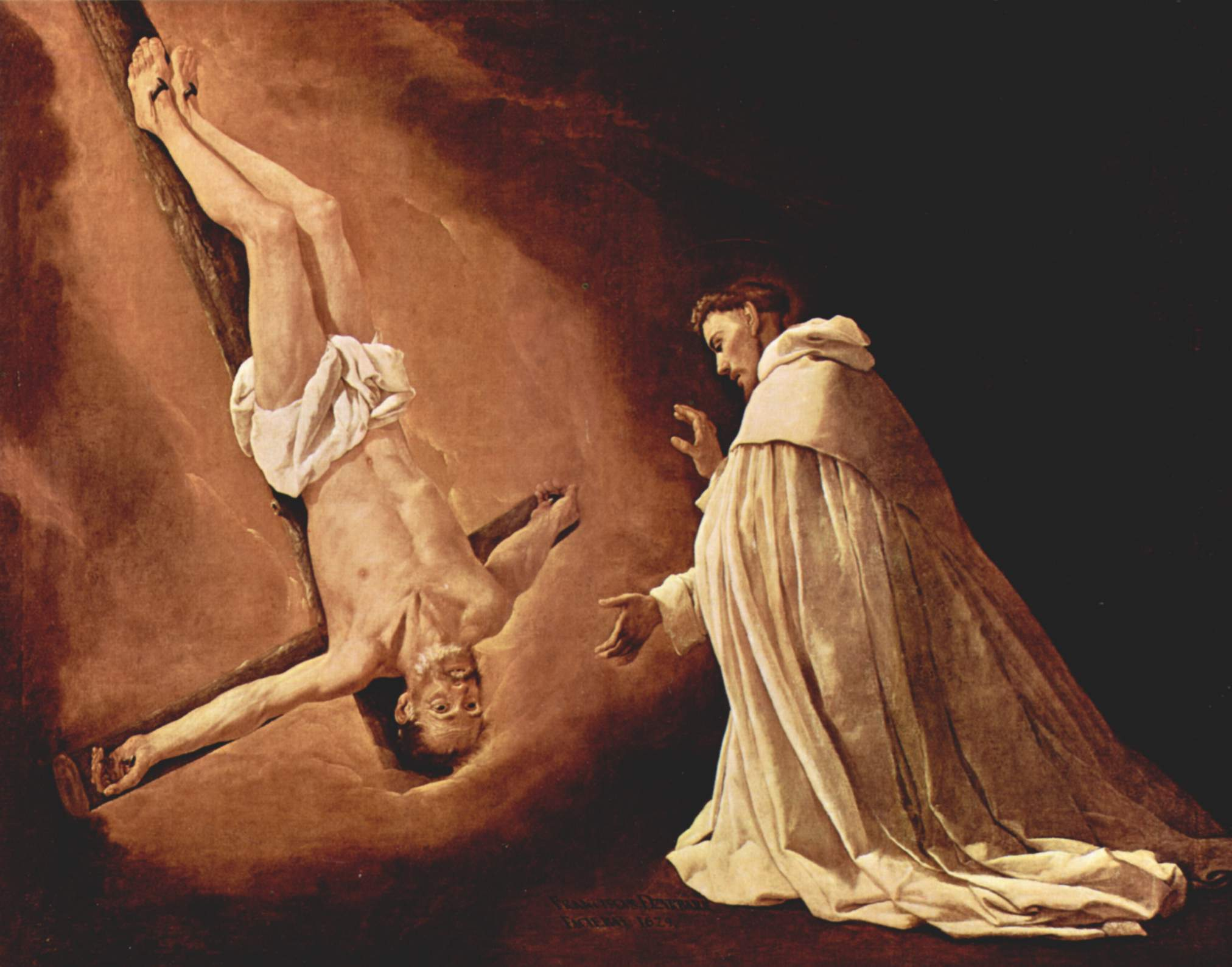
『聖ペドロ・ノラスコに現れる聖ペテロ』（1629年）プラド美術館
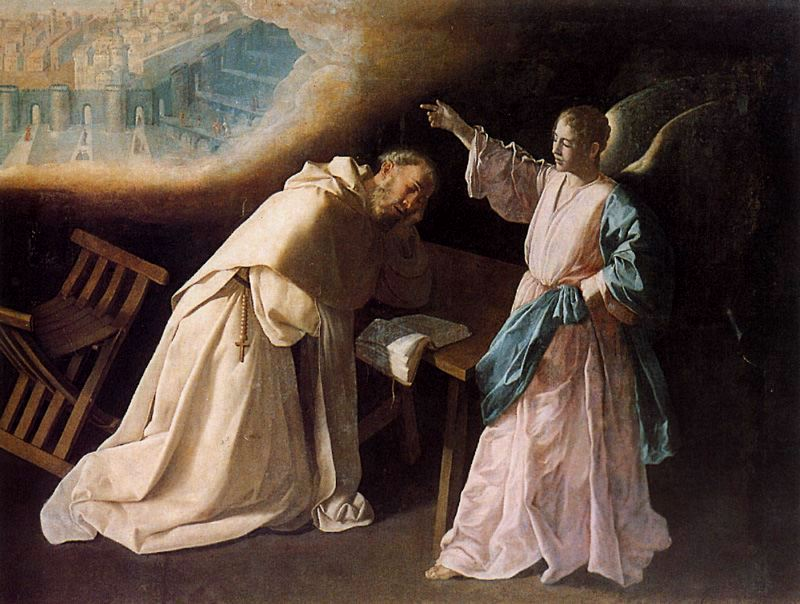
『聖ペドロ・ノラスコの幻視』(1629年) プラド美術館
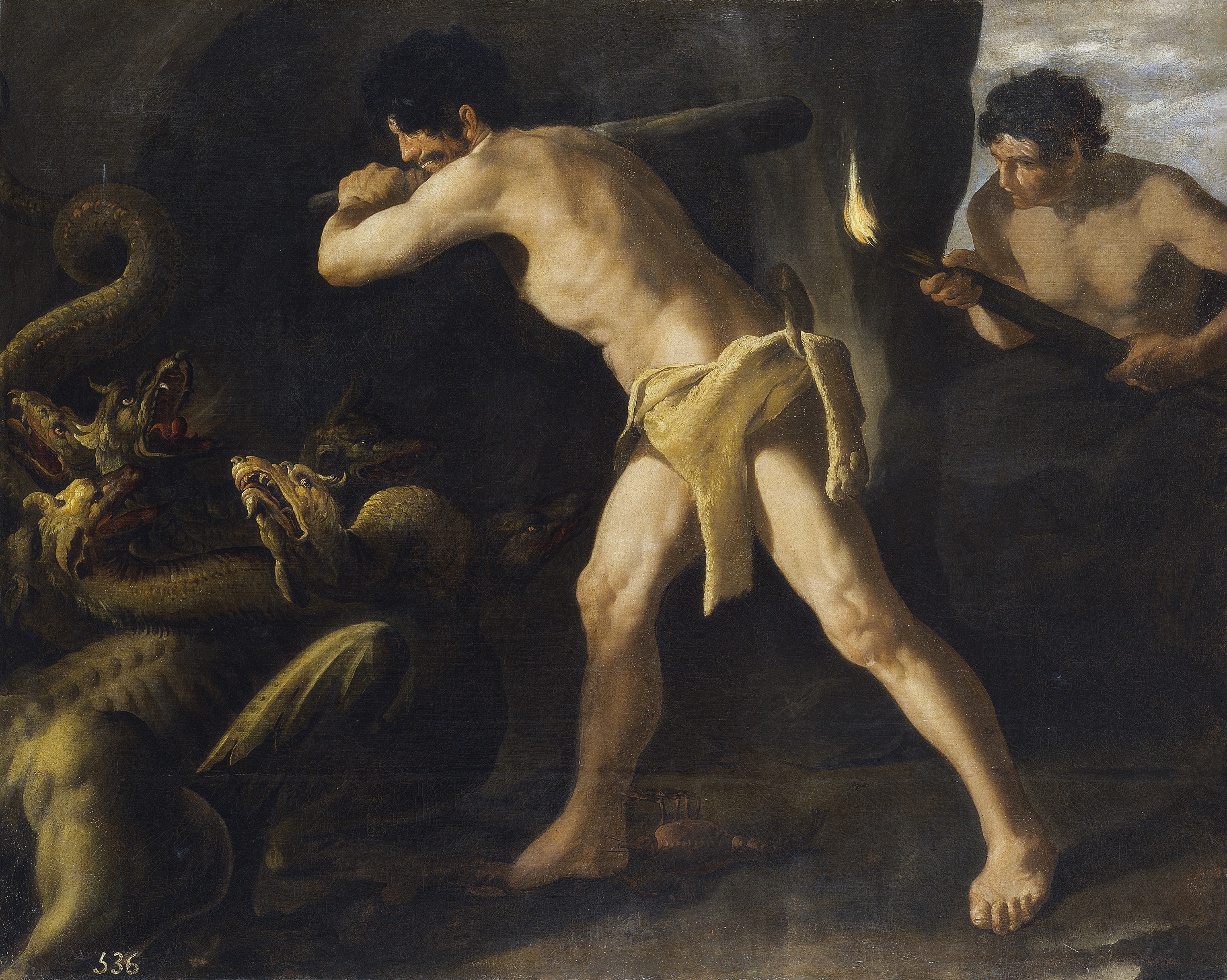
『ヘラクレスとヒュドラ』(1634年) プラド美術館
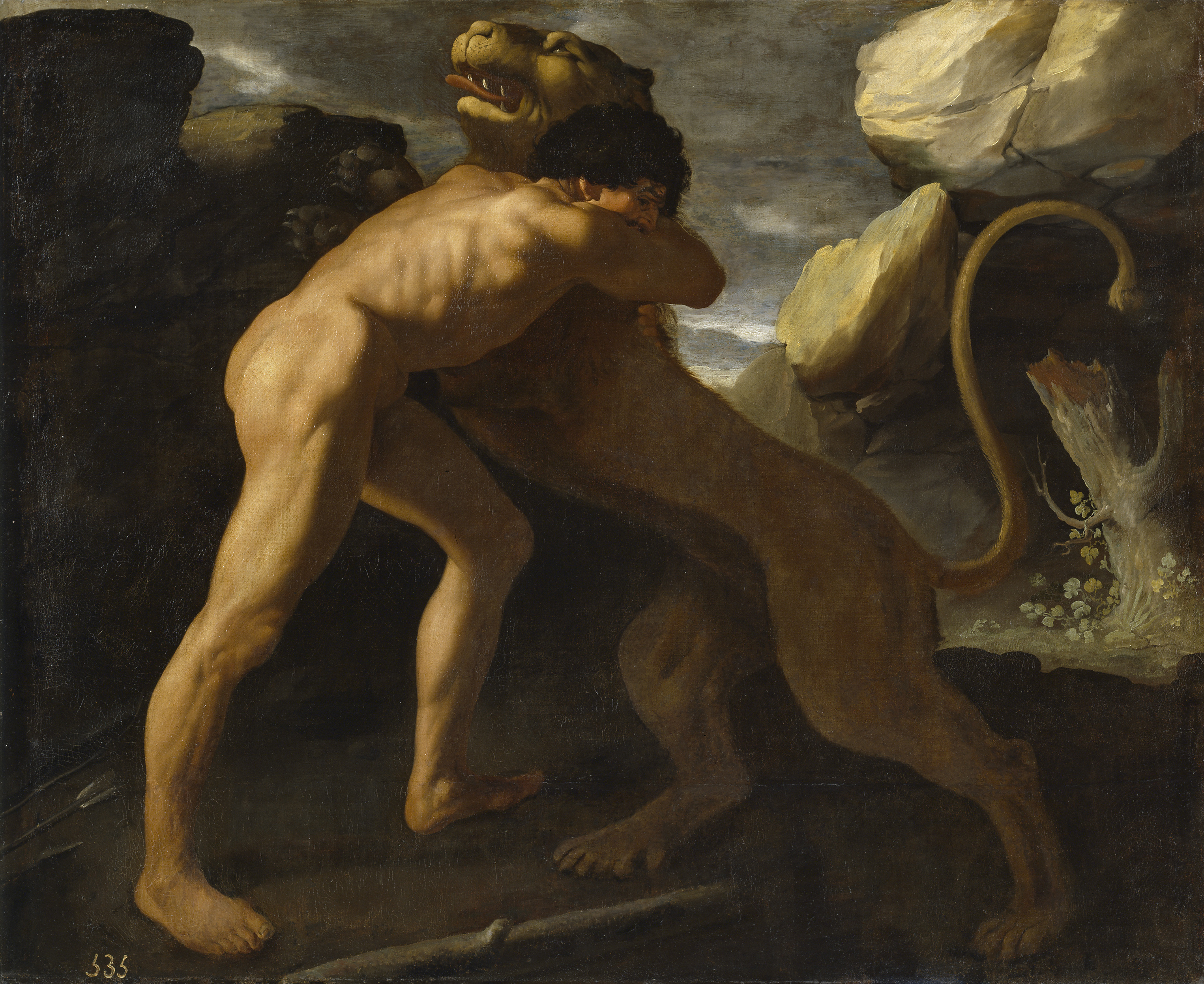
『ネメアのライオンと闘うヘラクレス』 (1634年) プラド美術館
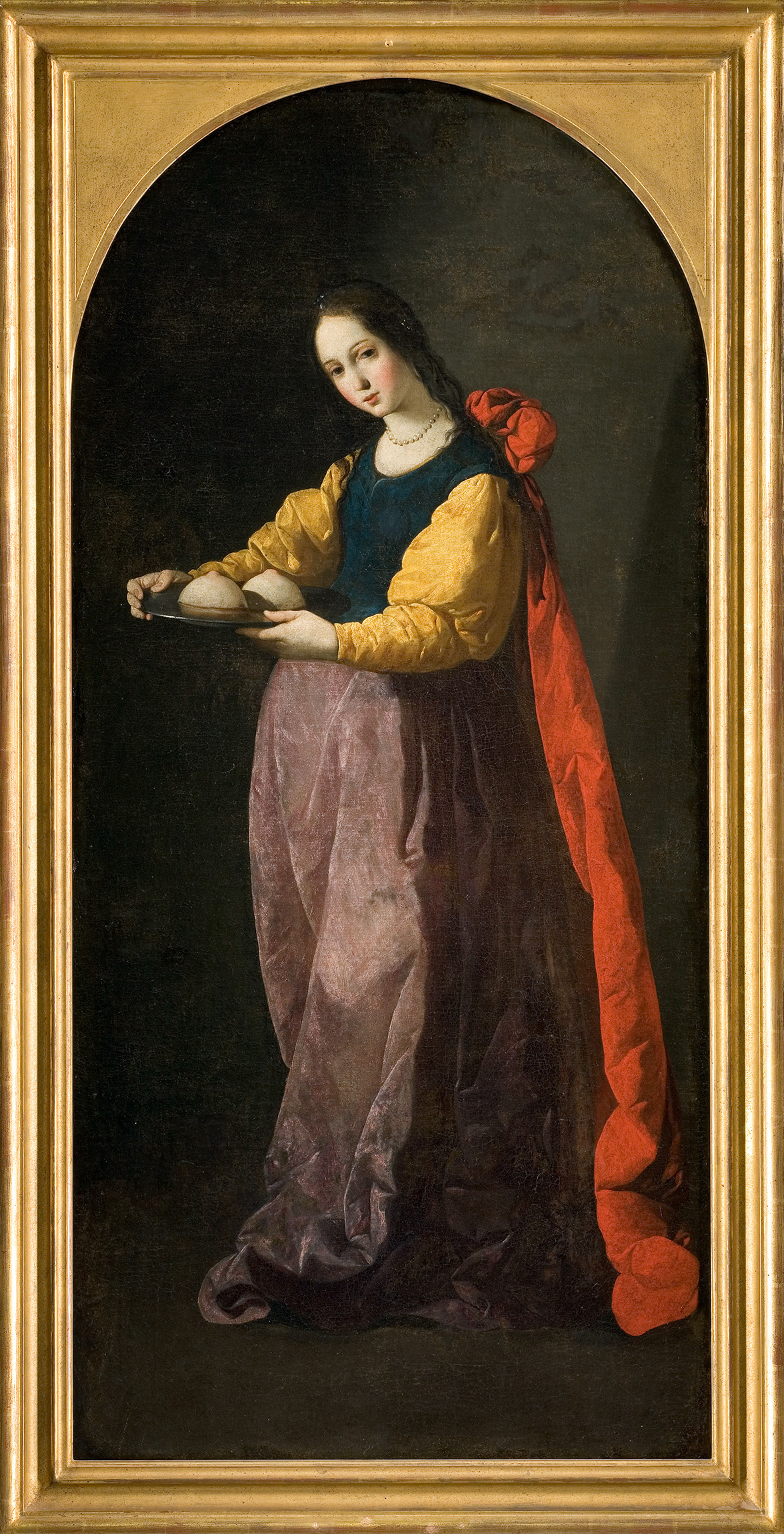
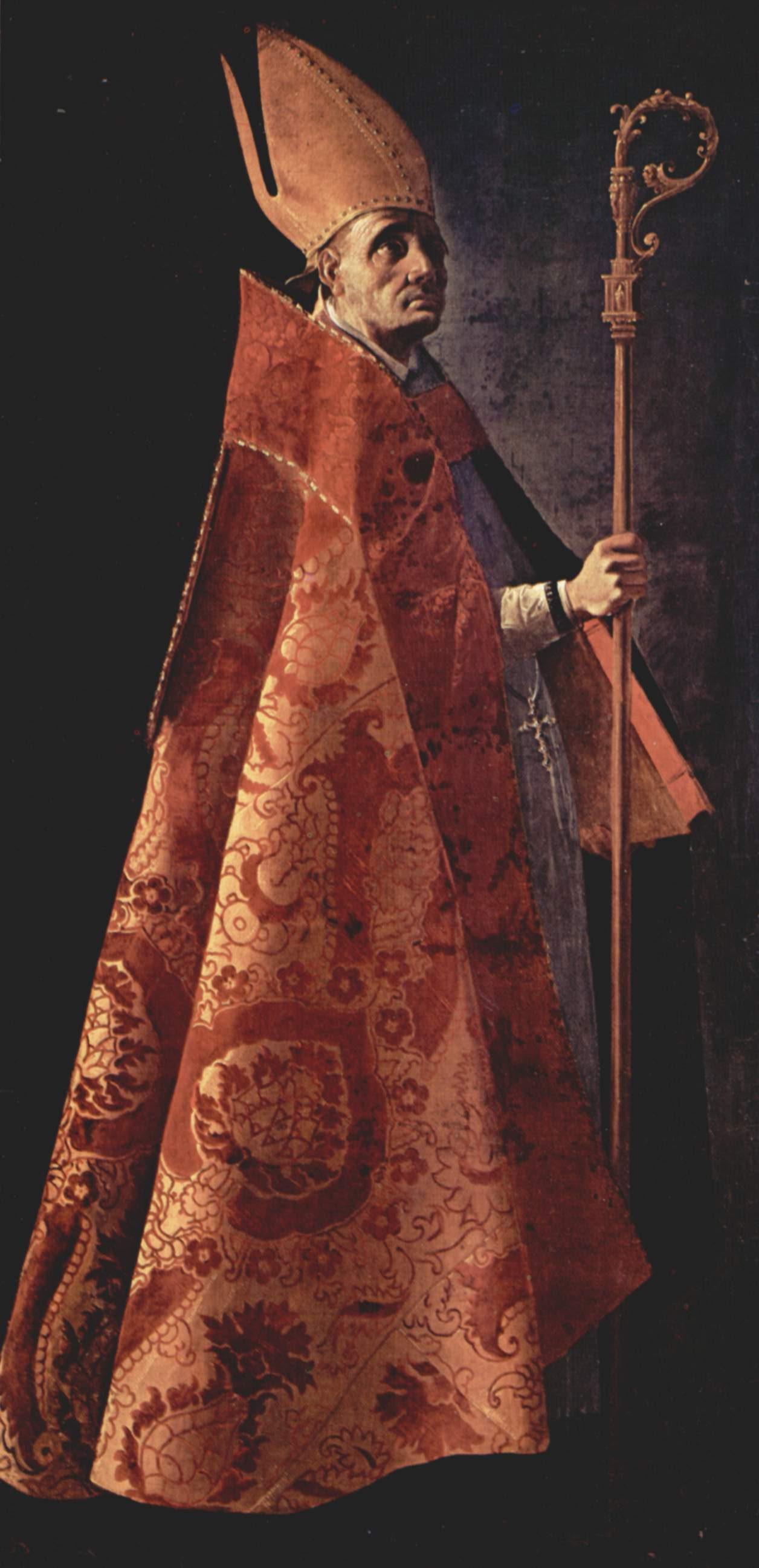
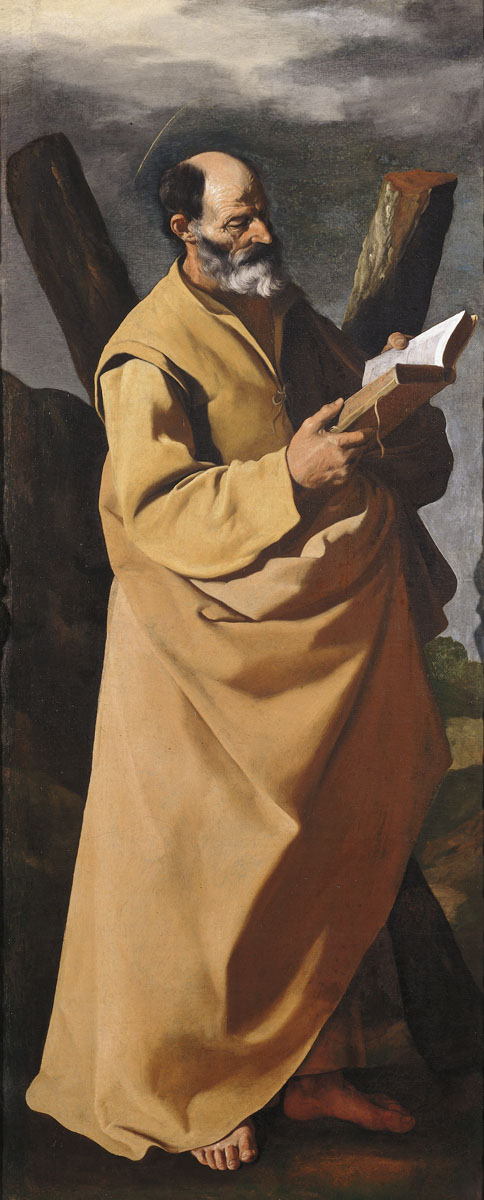
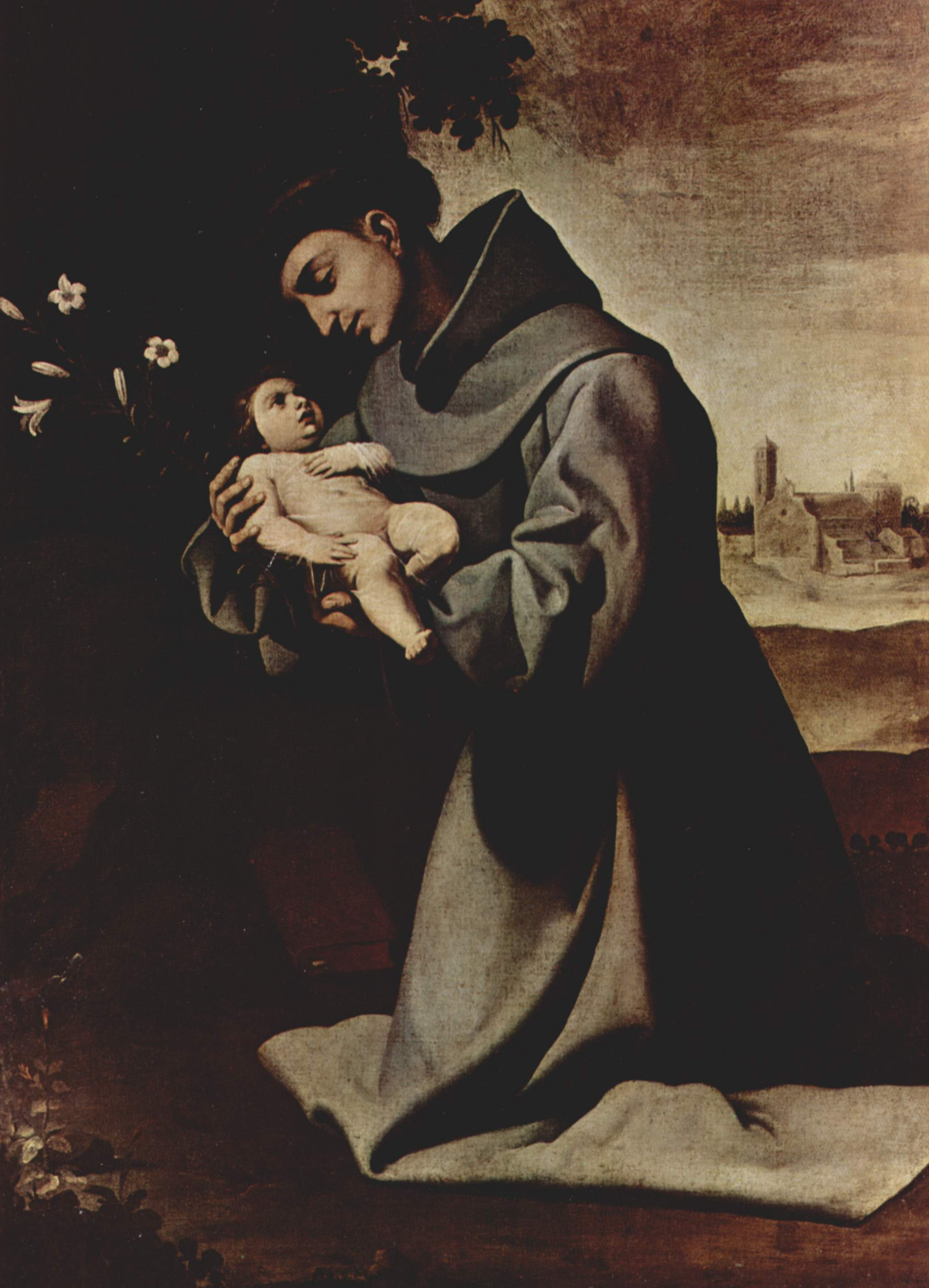
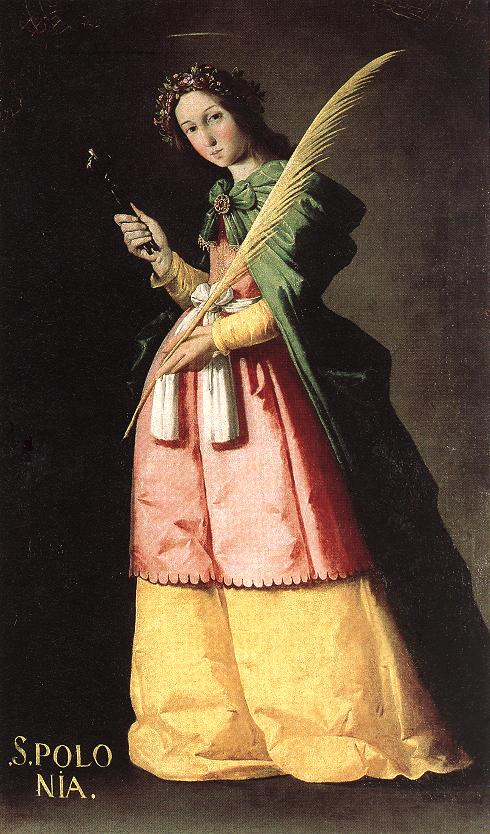
『聖アポロニア』 (1636年) ルーヴル美術館
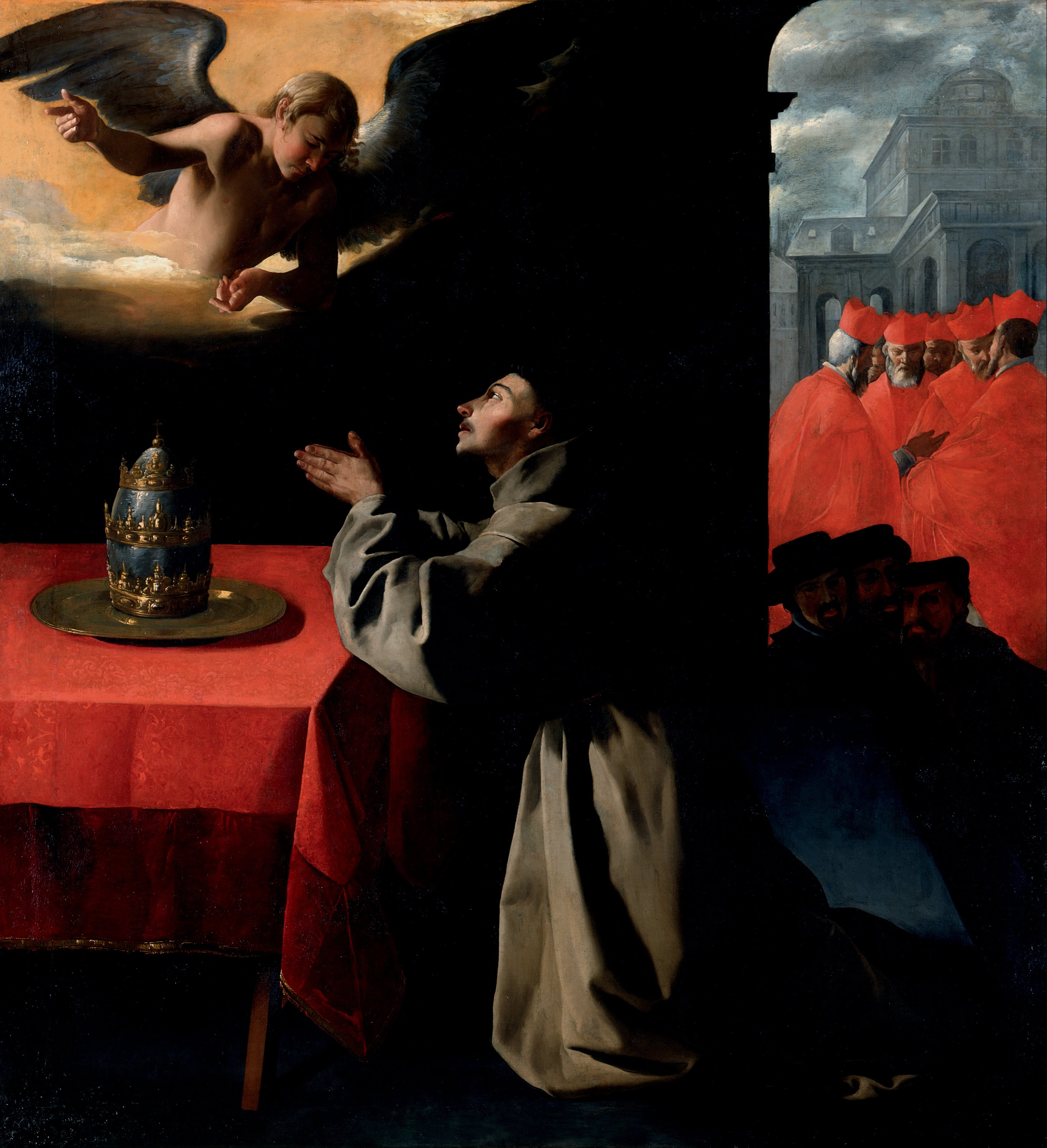
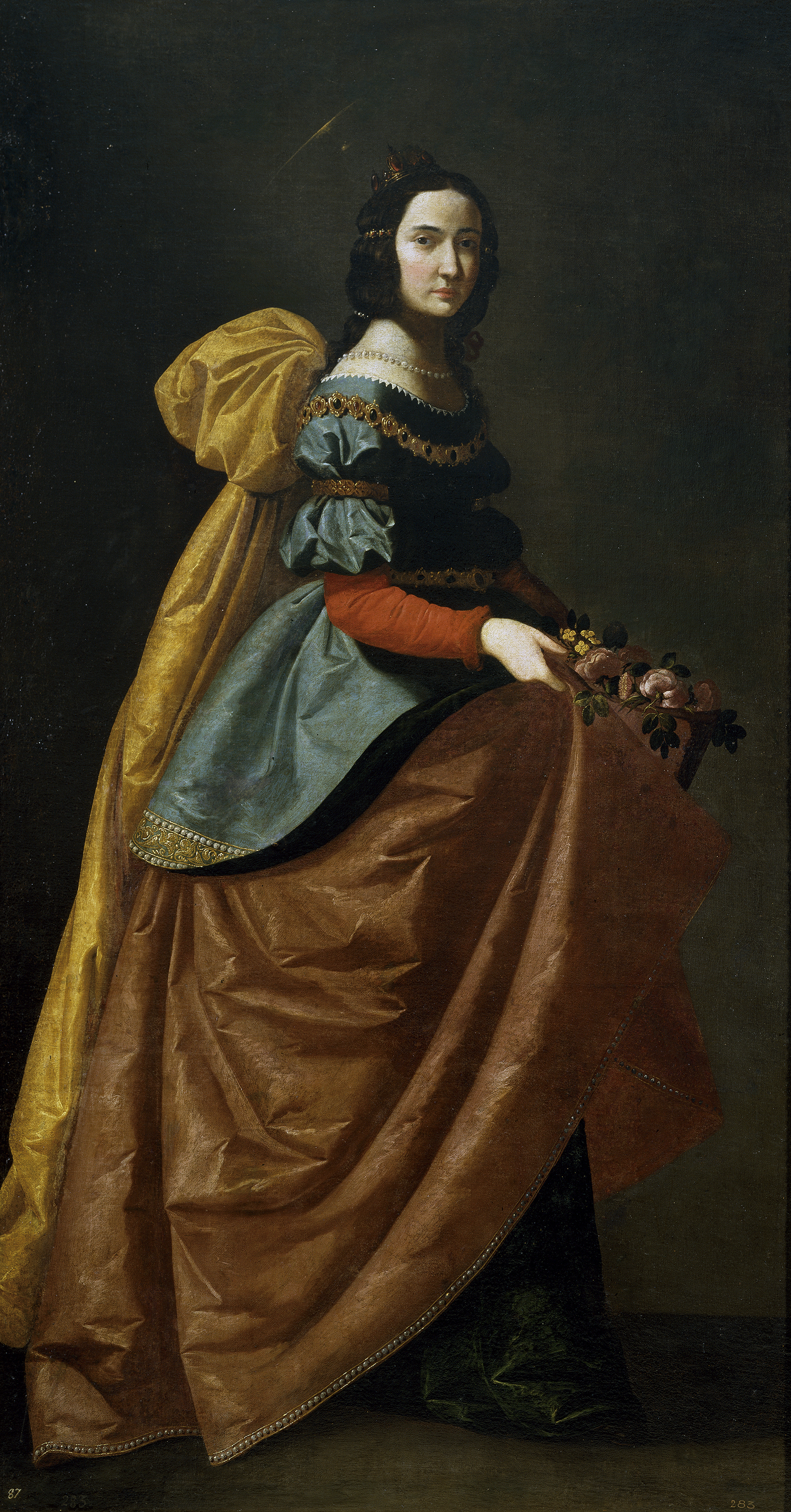
『ポルトガルの聖イサベル』（1630-1635年）プラド美術館
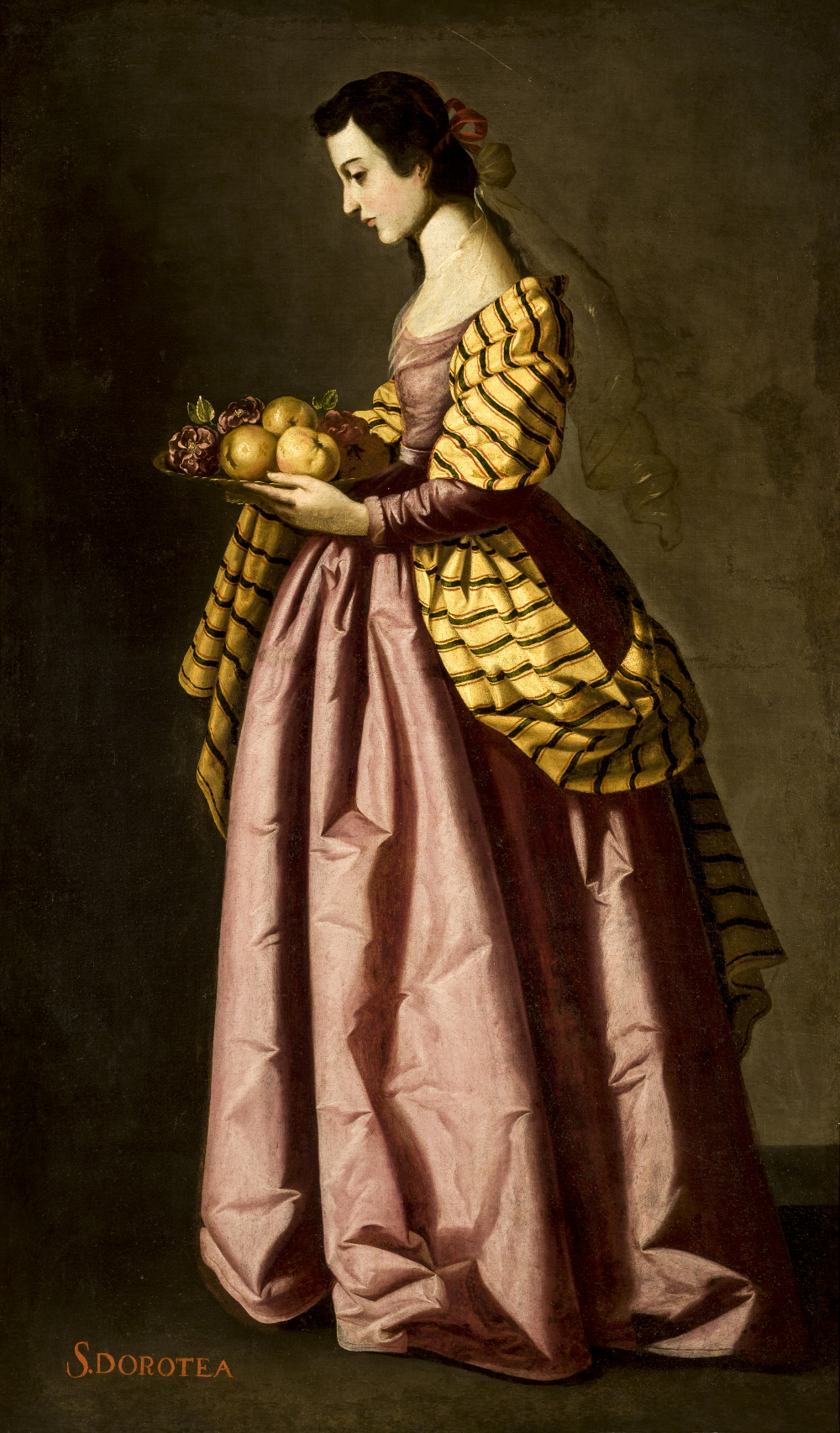
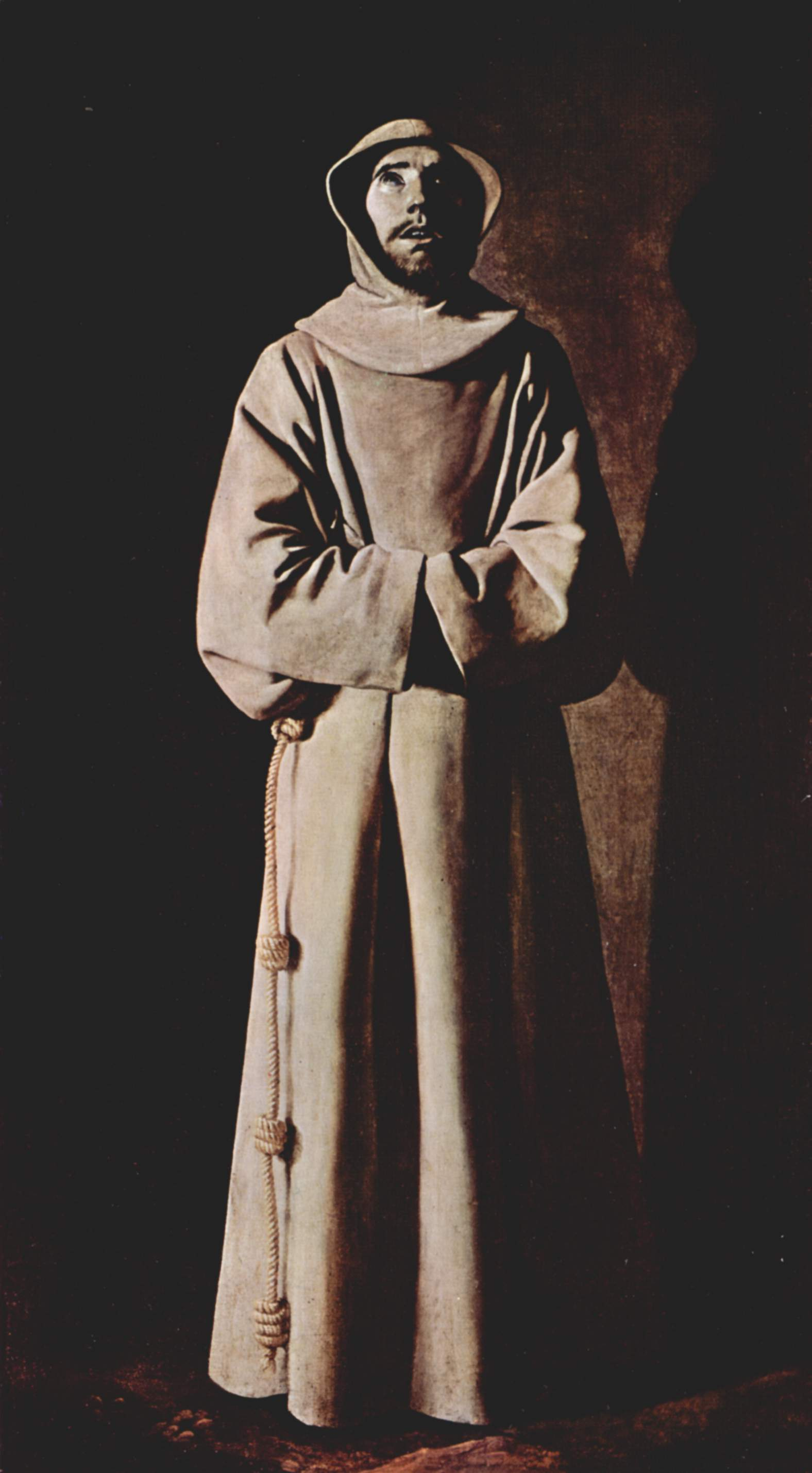
『聖フランチェスコ』（1650-1660年）リヨン美術館
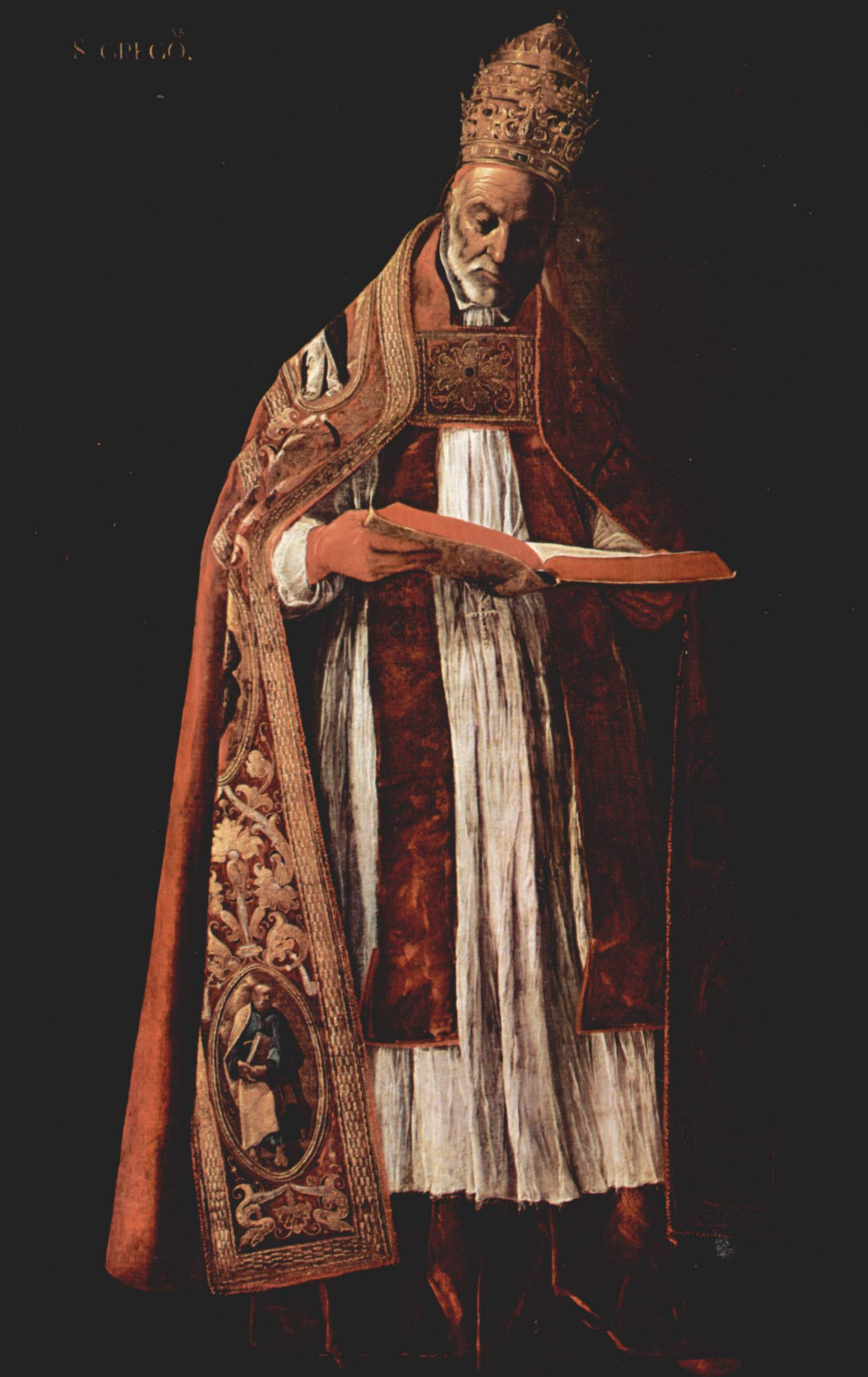
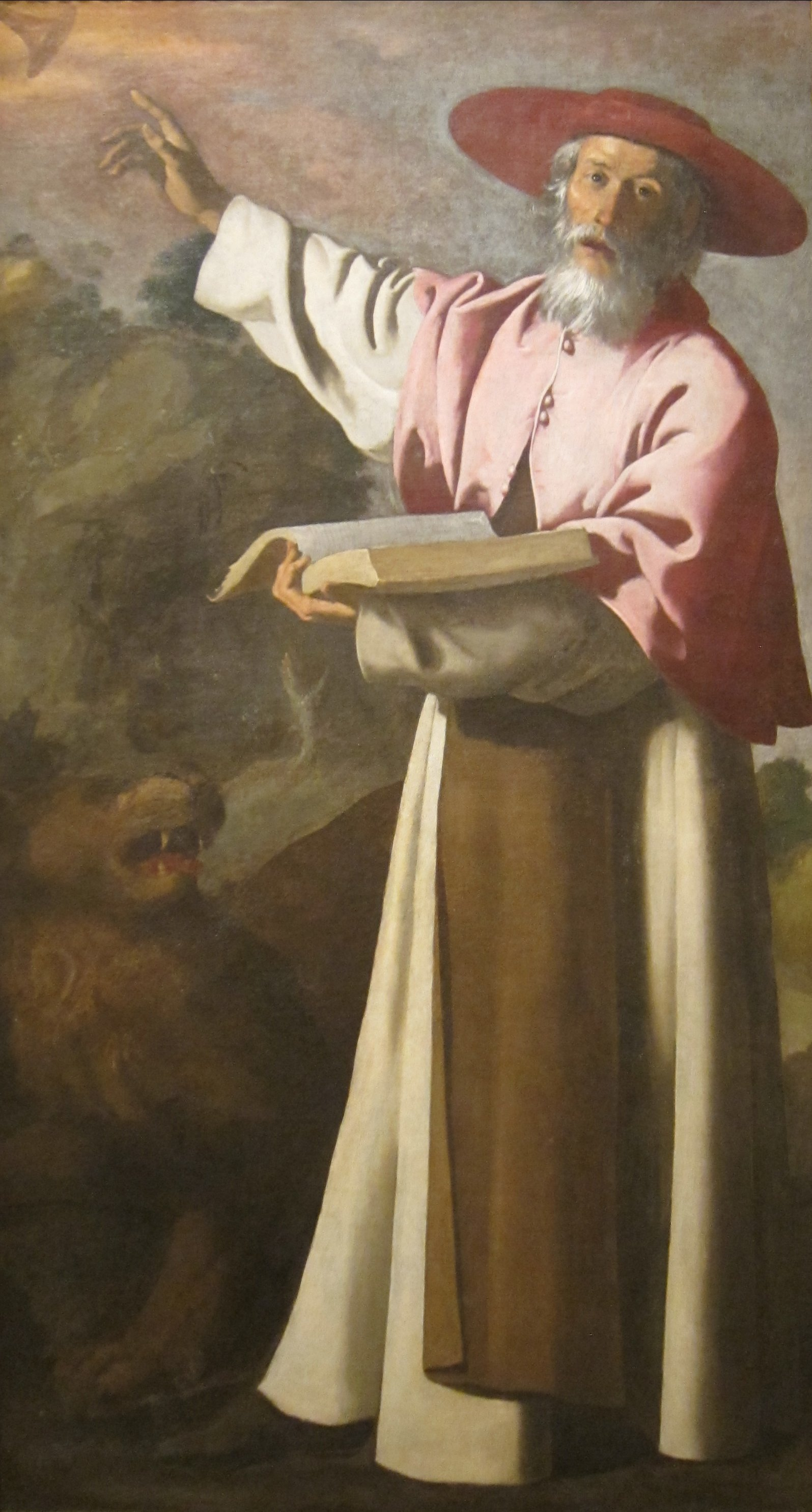
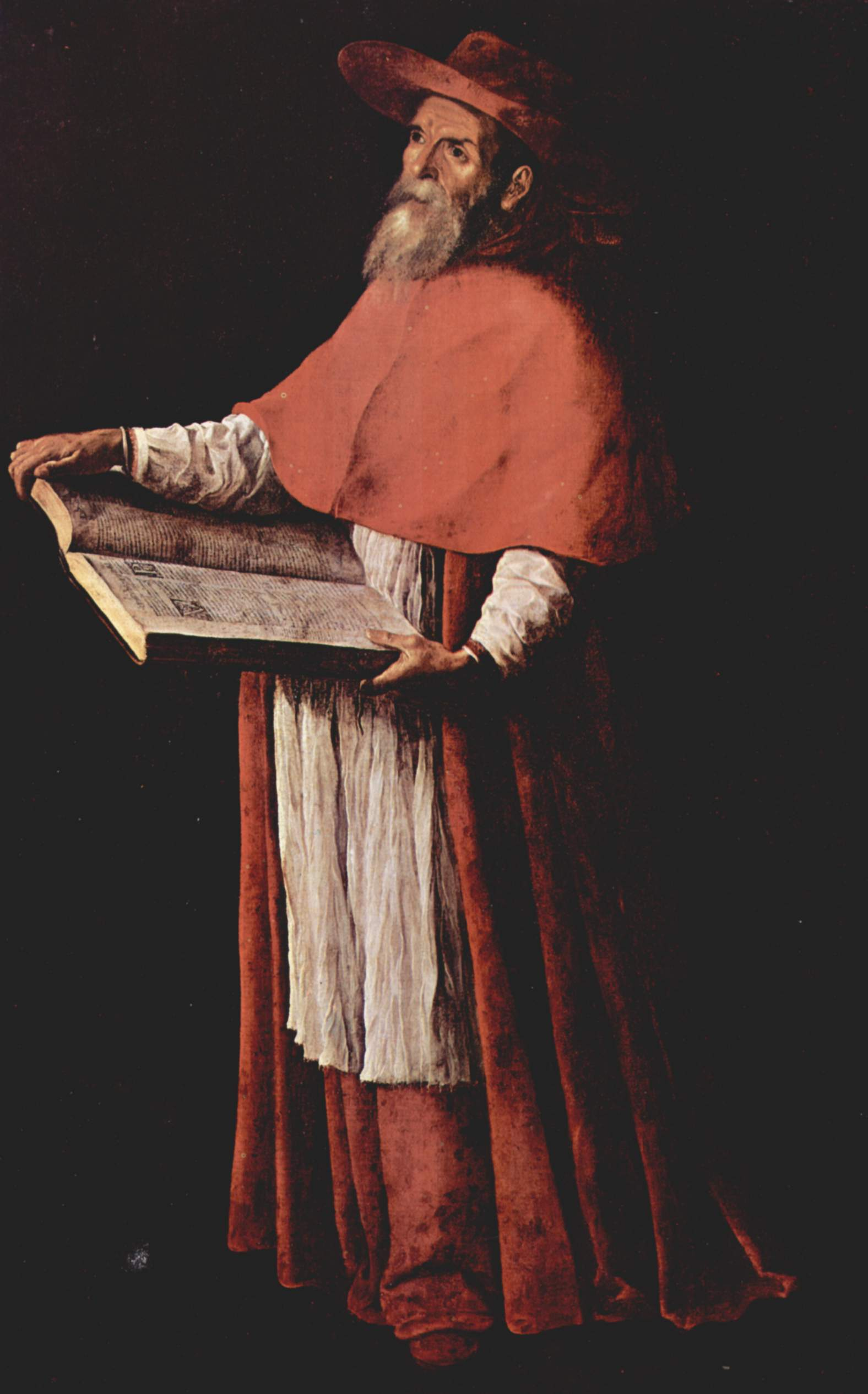
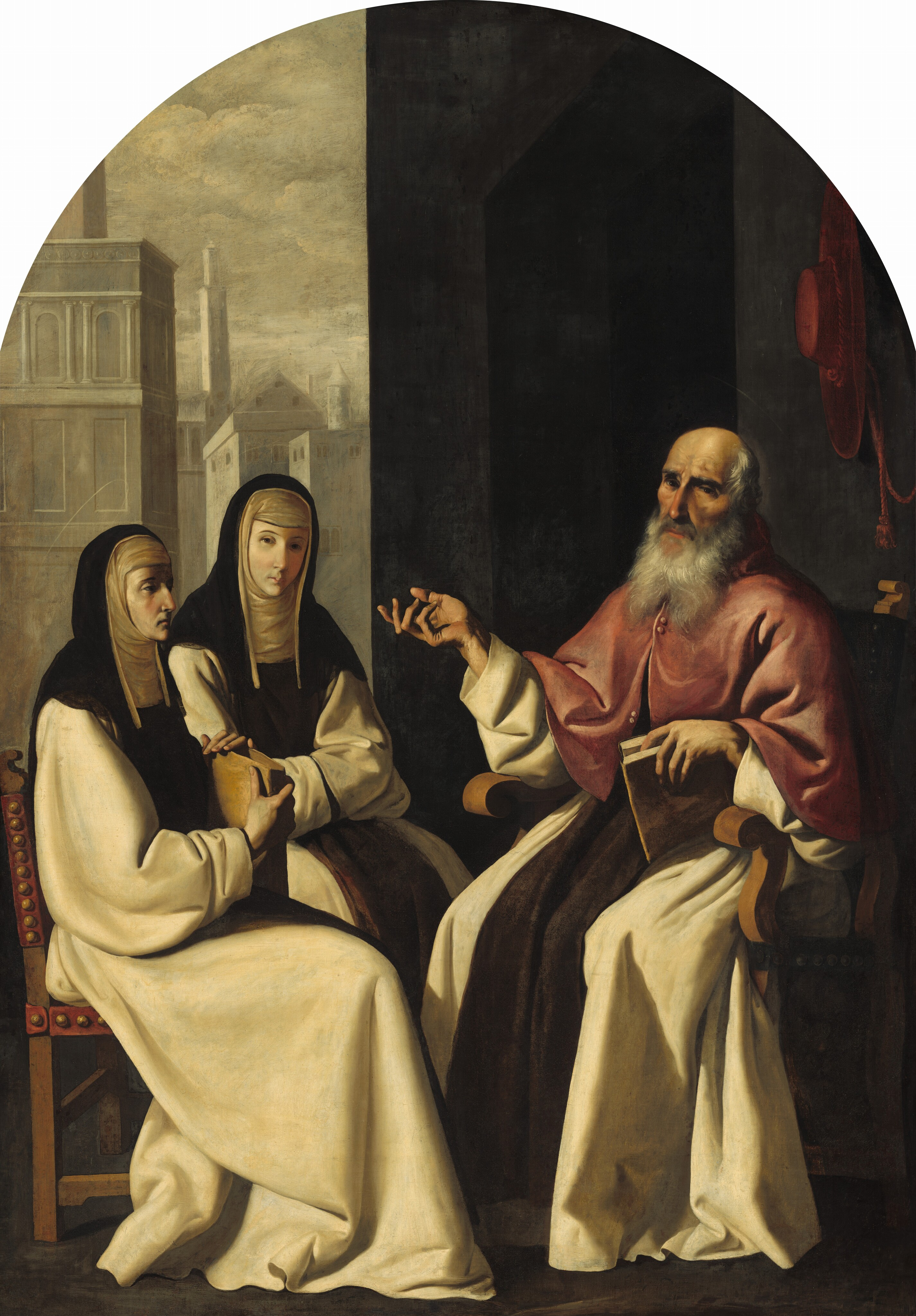
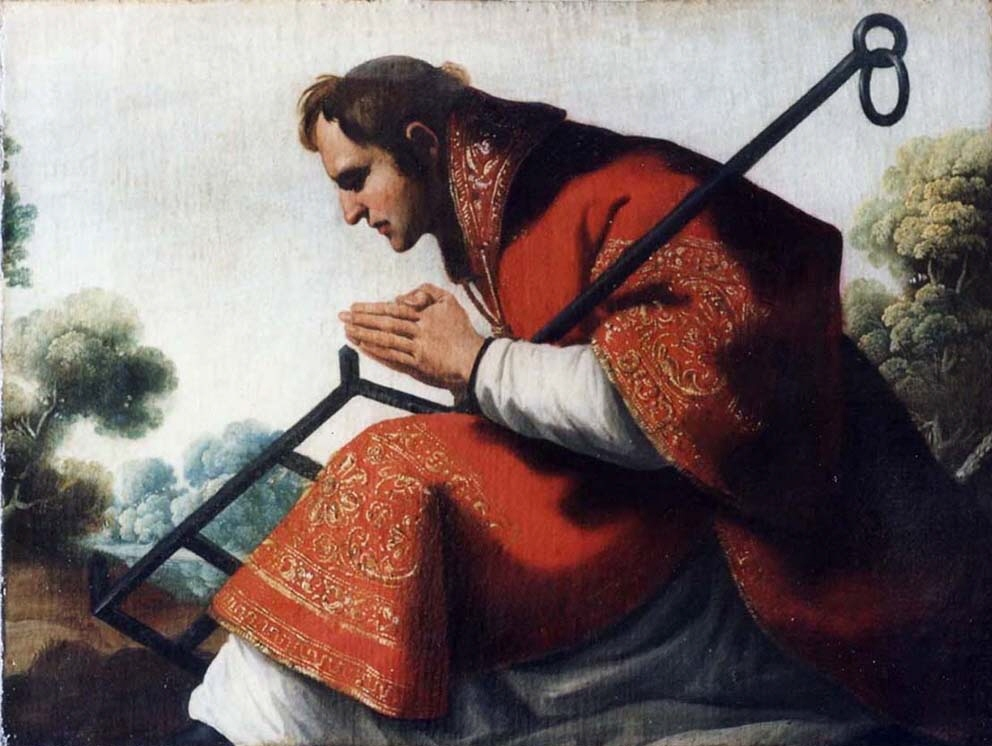
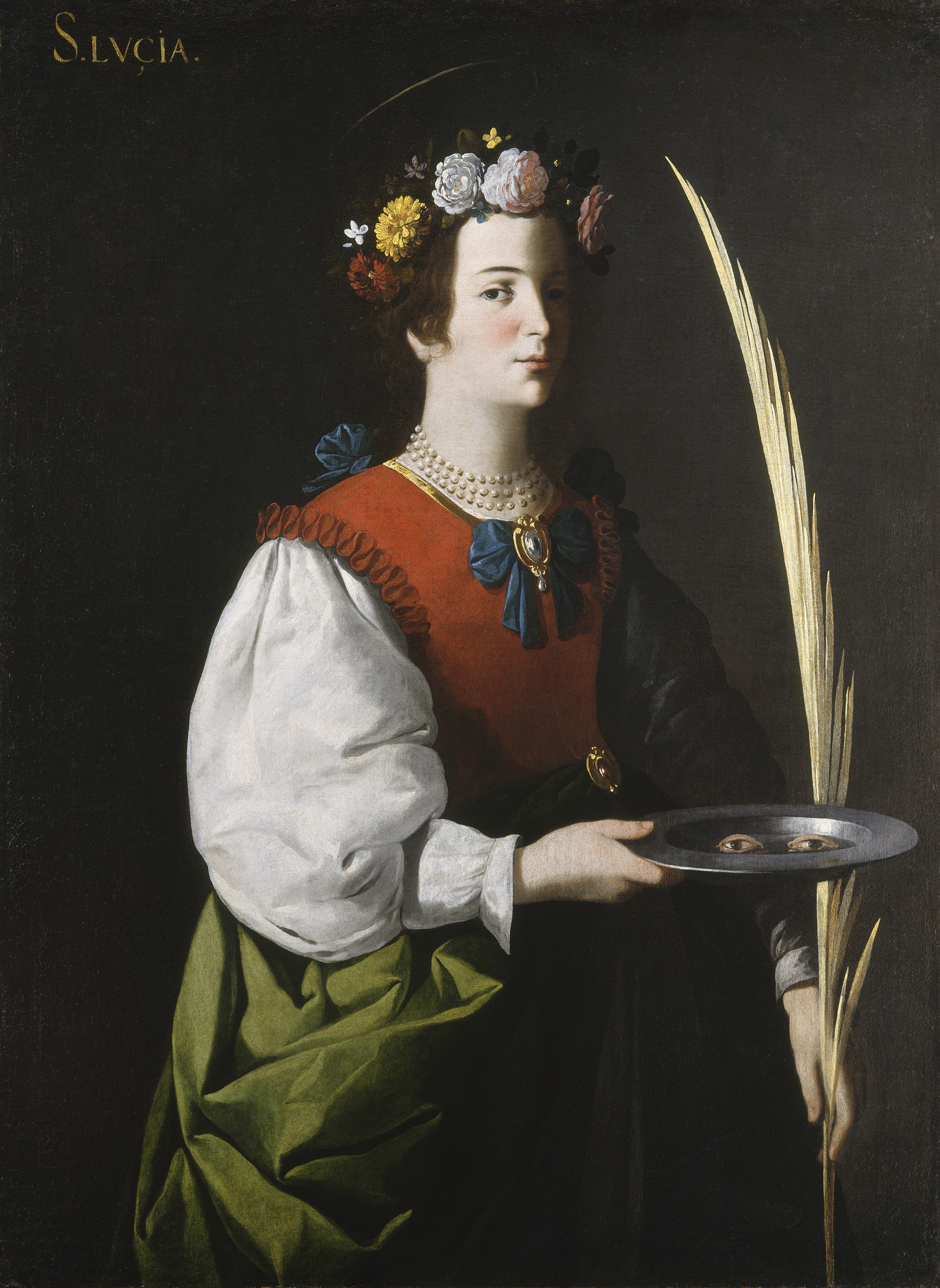
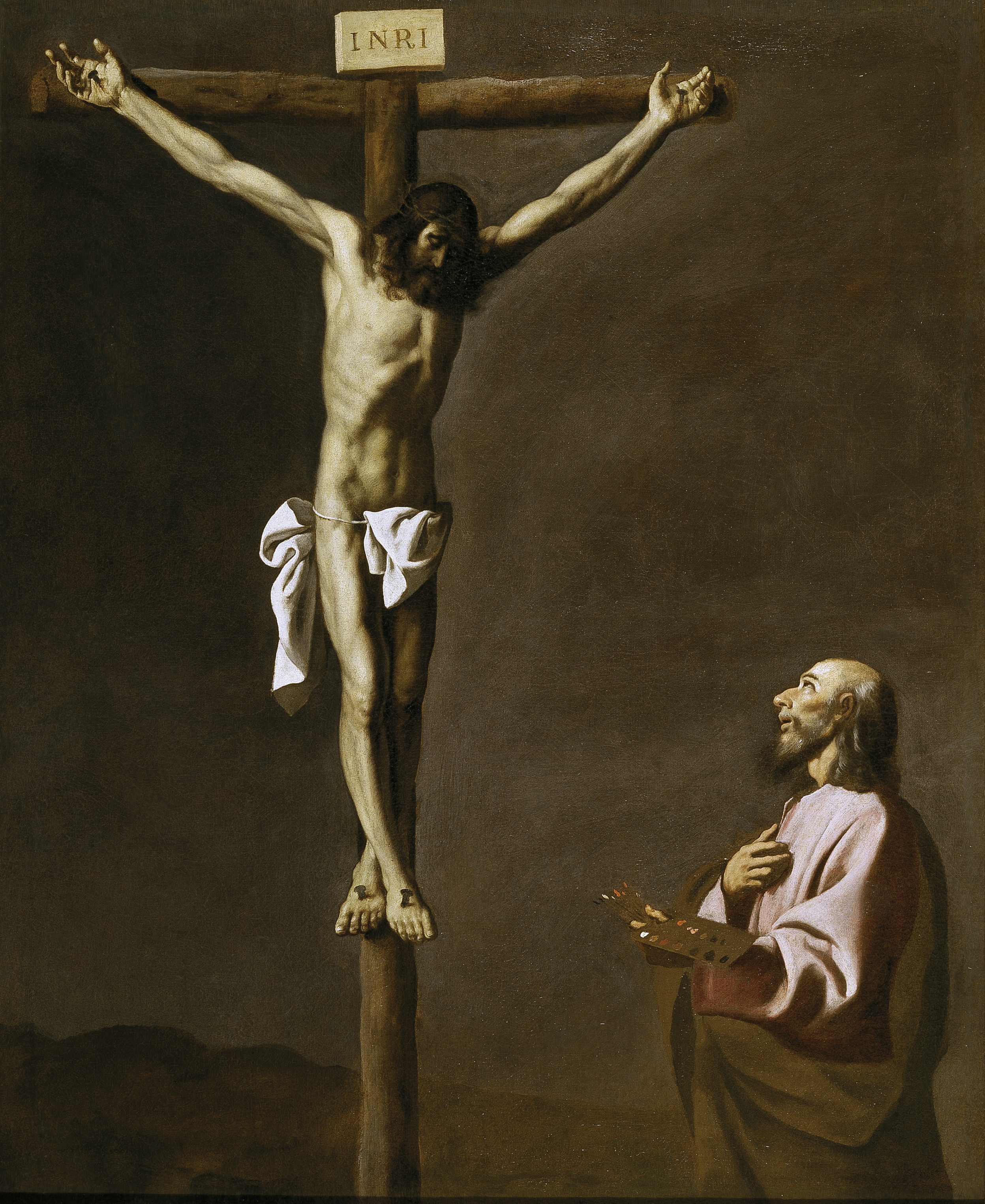
『磔刑を描く聖ルカ』（1650年頃）プラド美術館
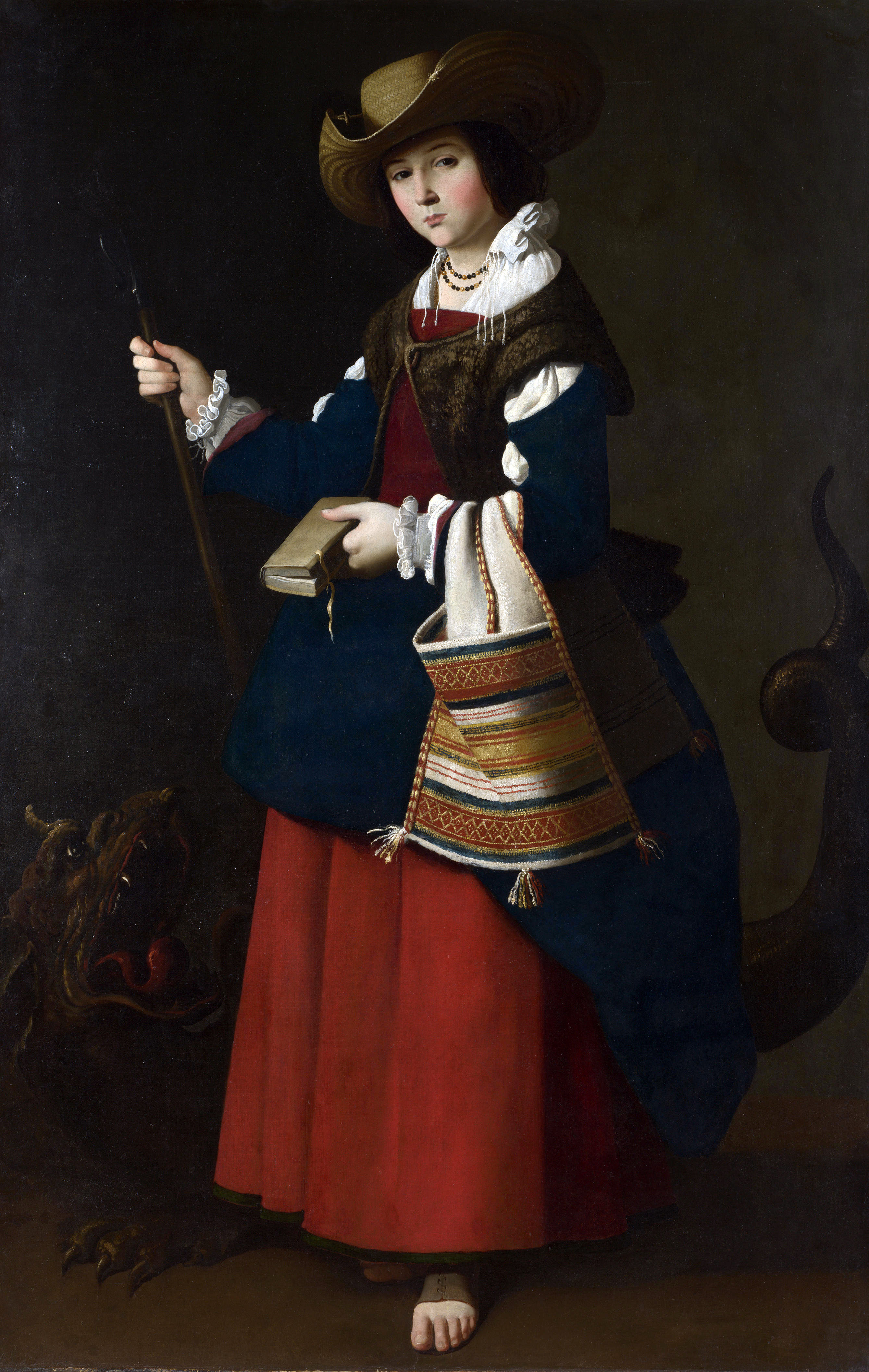
『アンティオキアの聖マルガリタ』（1629年）ナショナル・ギャラリー (ロンドン)
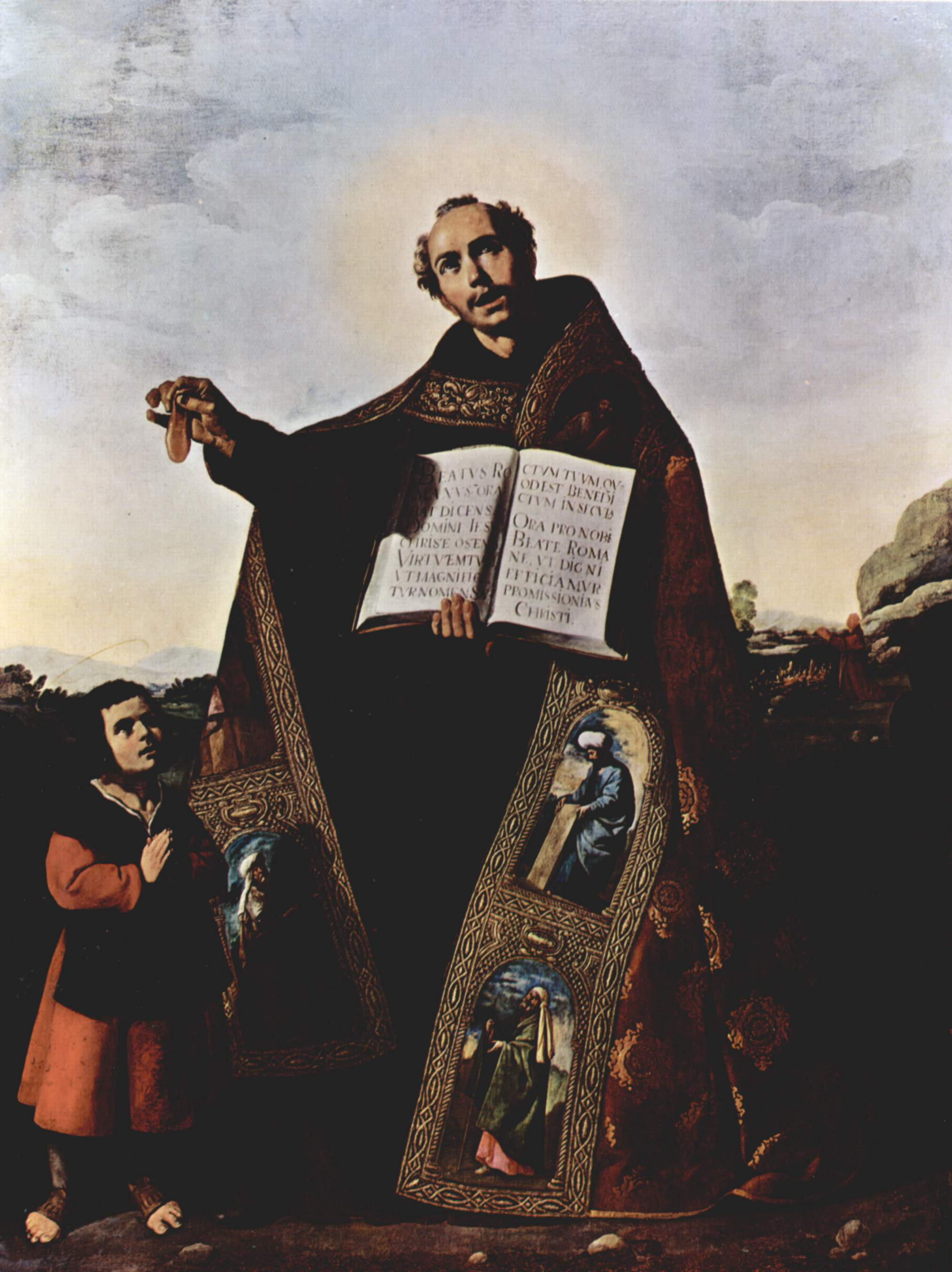
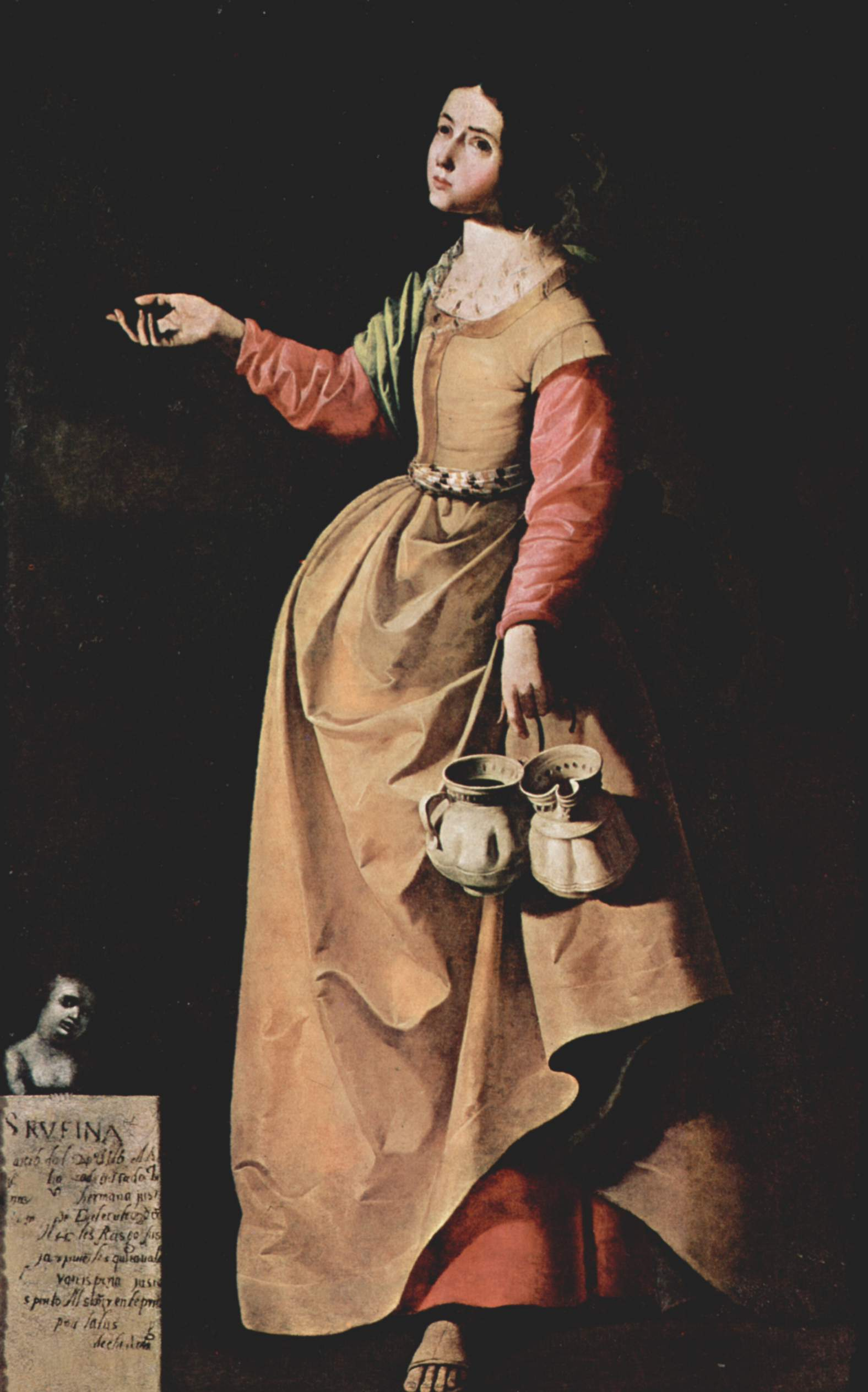
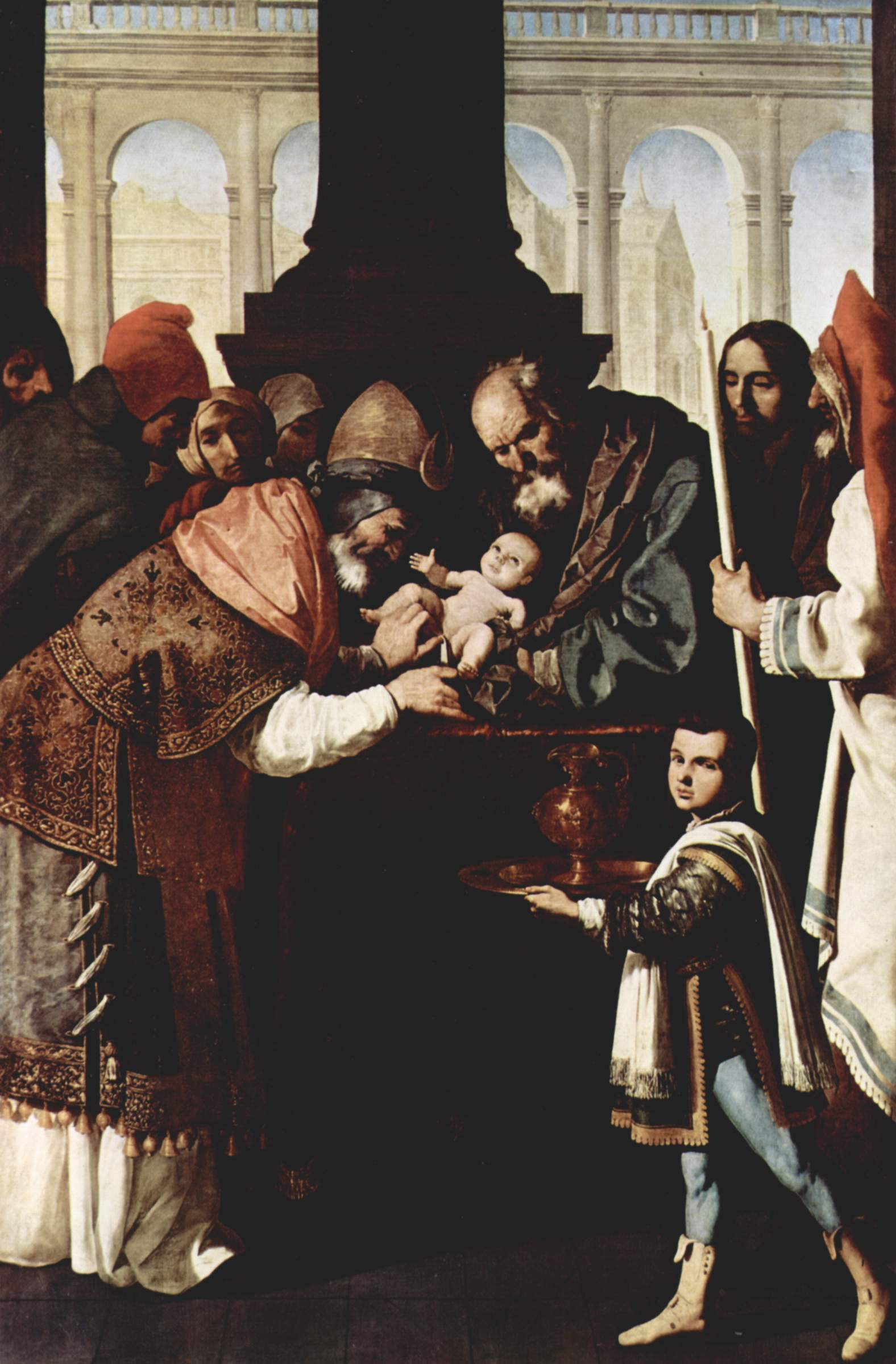
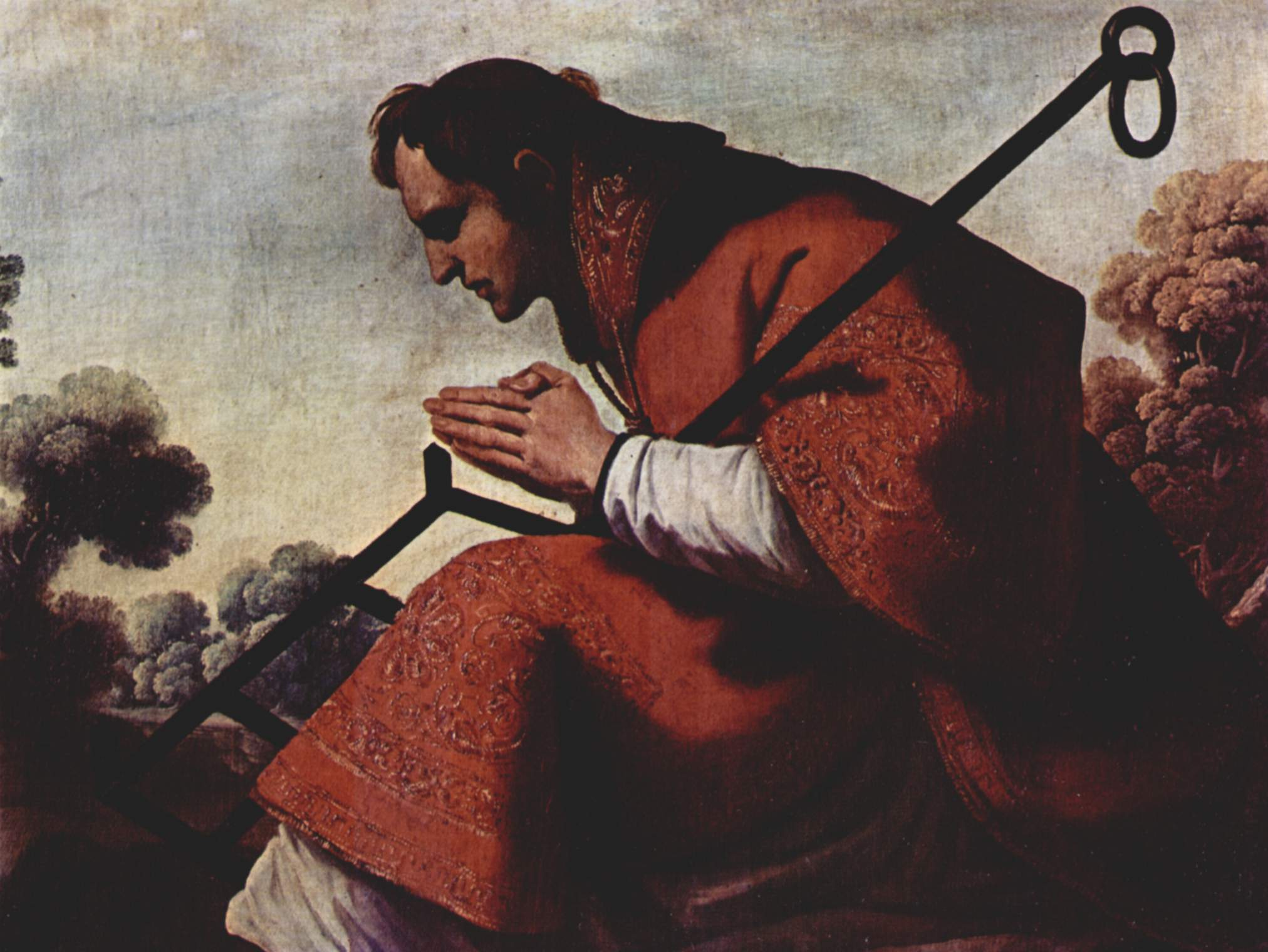
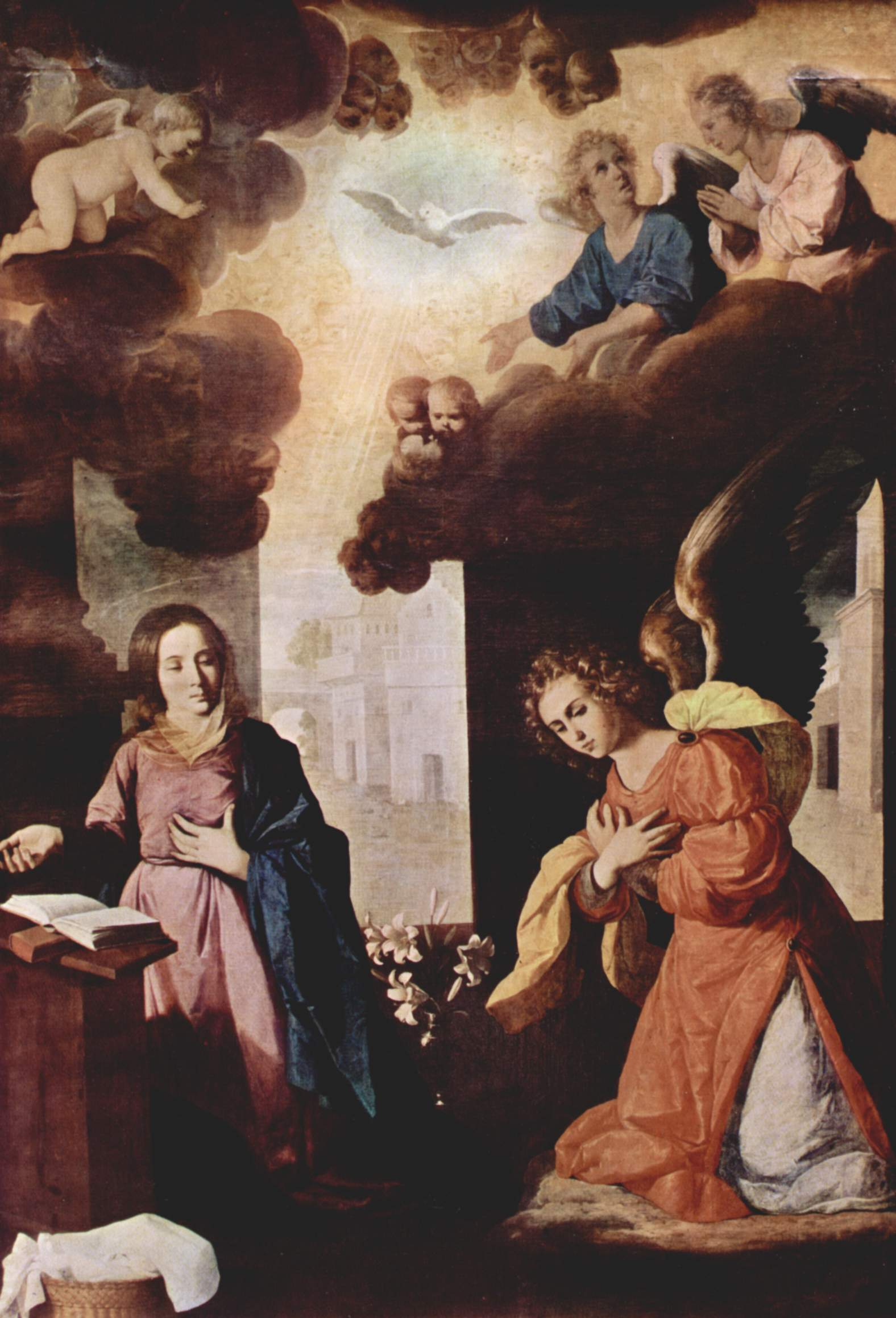
『受胎告知』 (1638-1639年) グルノーブル美術館
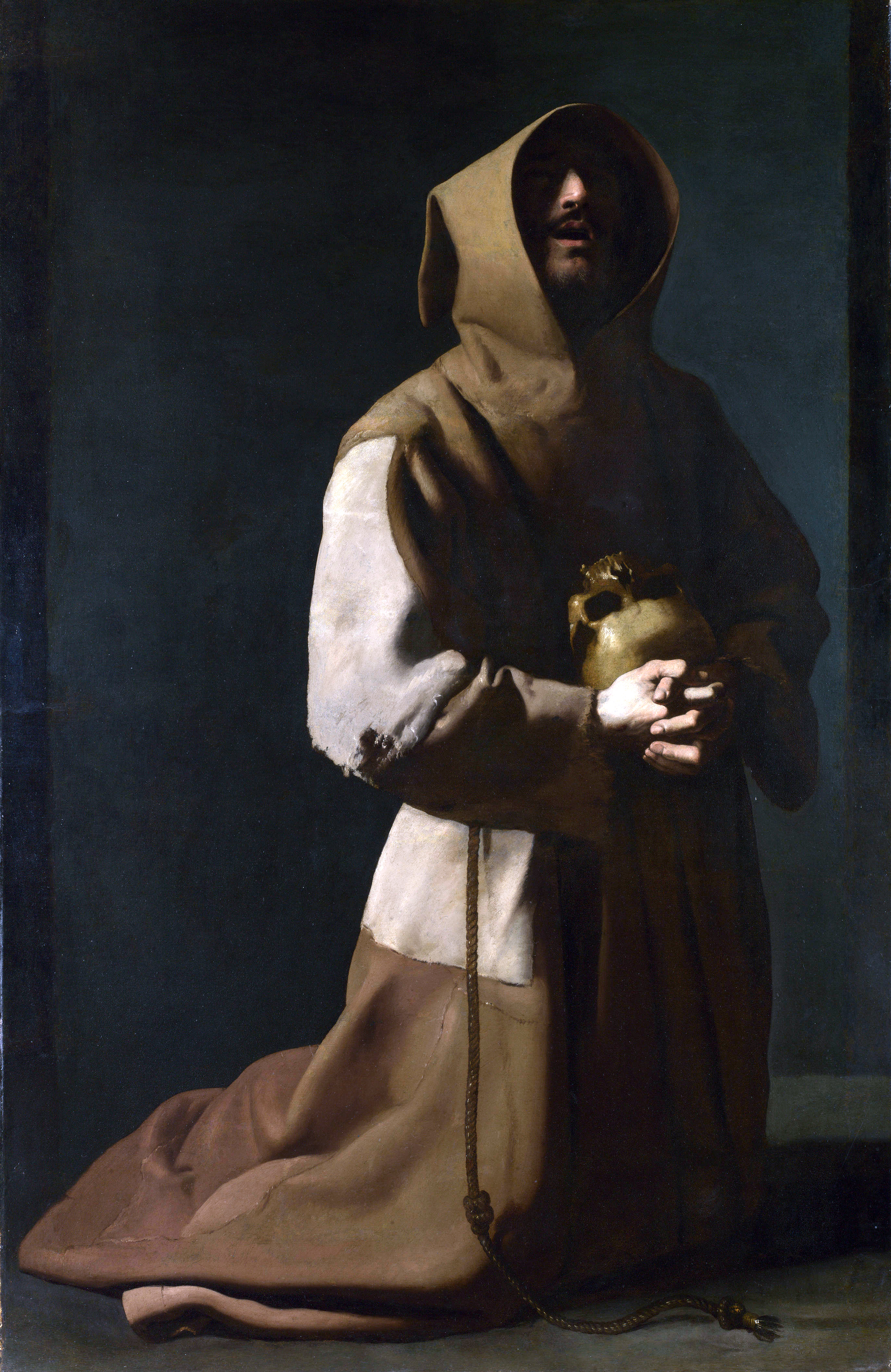
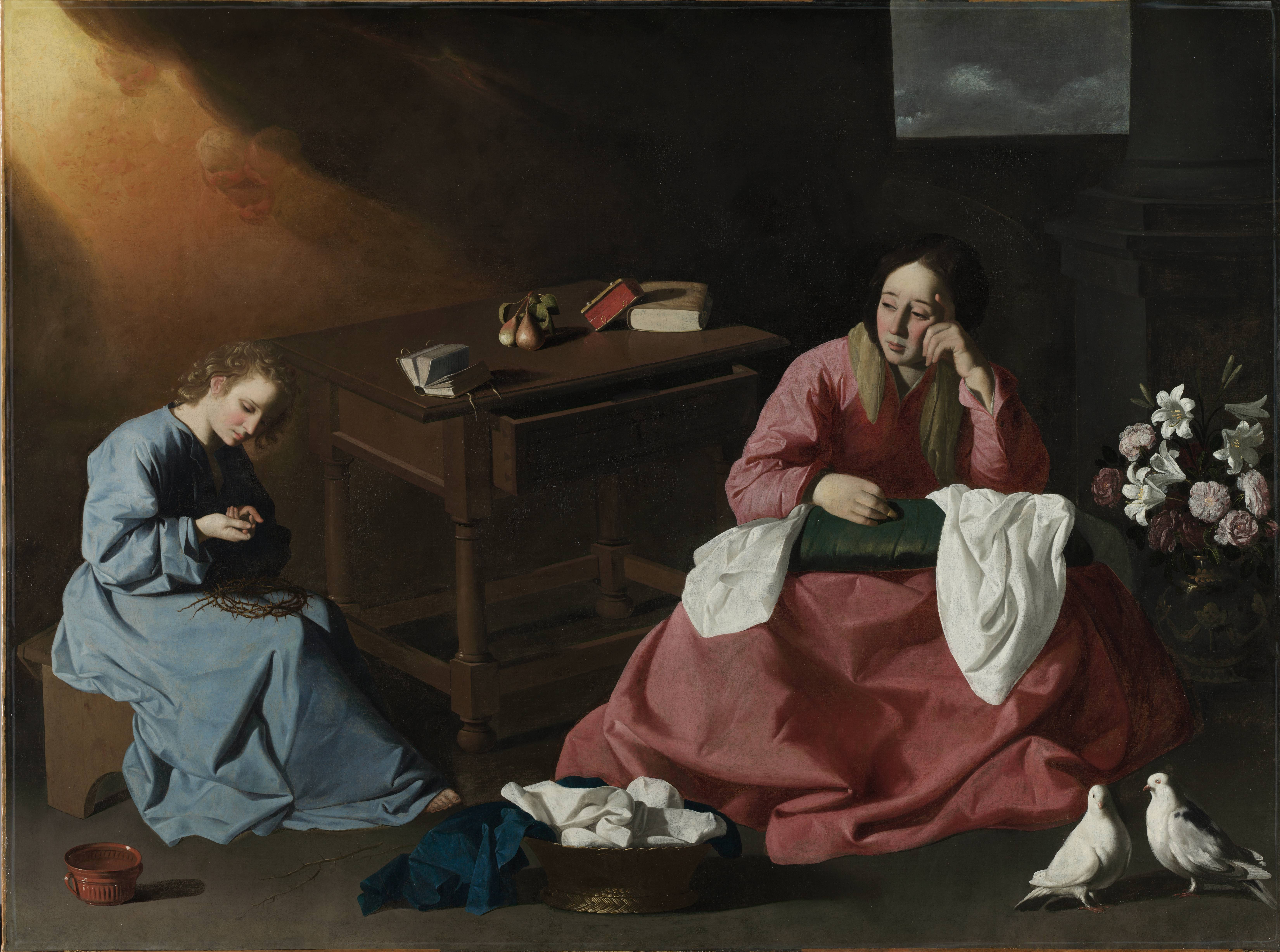
『ナザレの家のキリストと聖母マリア』 (1640年頃)  クリーブランド美術館
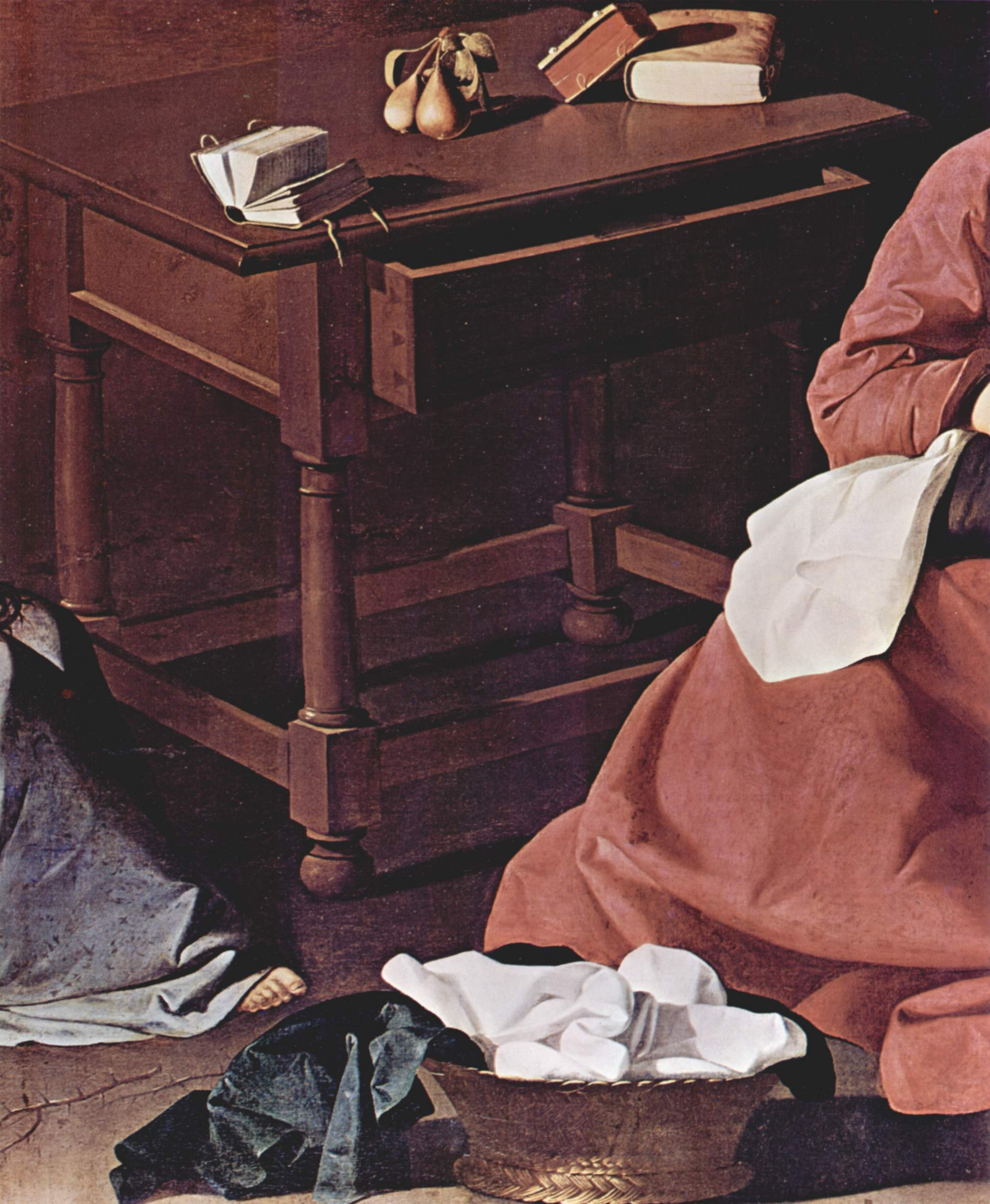
『ナザレの家のキリストと聖母マリア』 (部分)
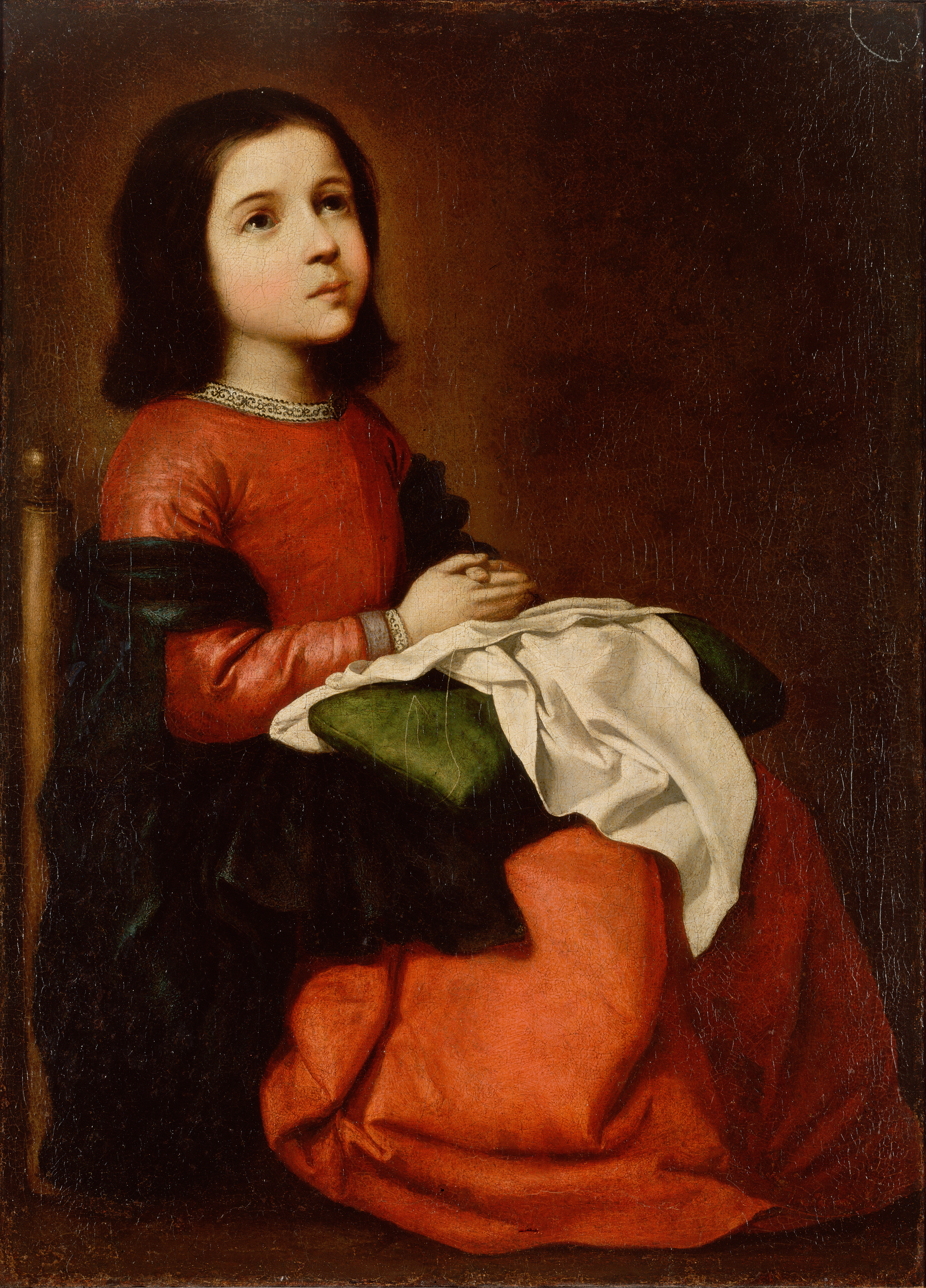
『祈る幼い聖母マリア』 (1660年)  エルミタージュ美術館
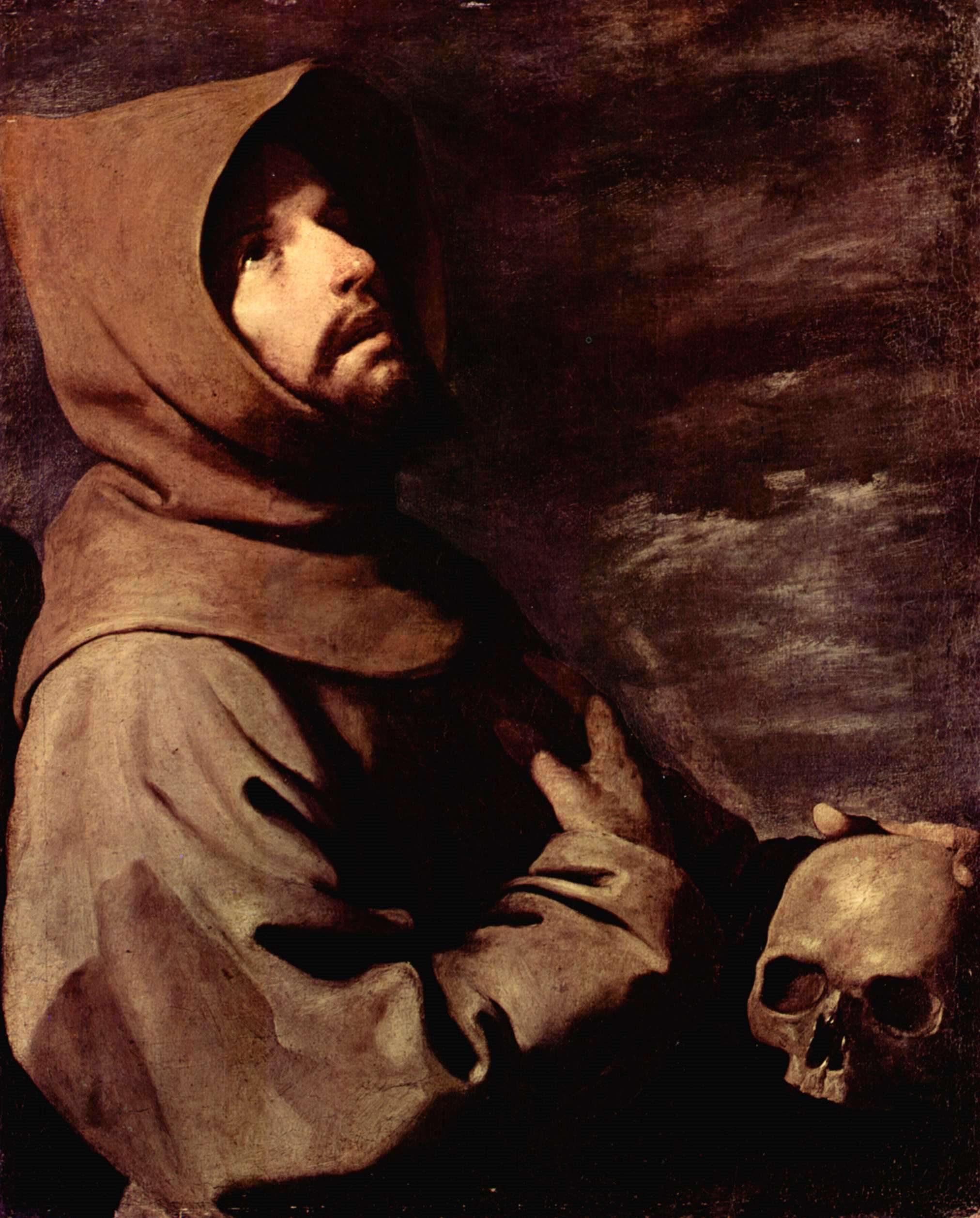
『恍惚の聖フランチェスコ』 (1658-1660年) アルテ・ピナコテーク
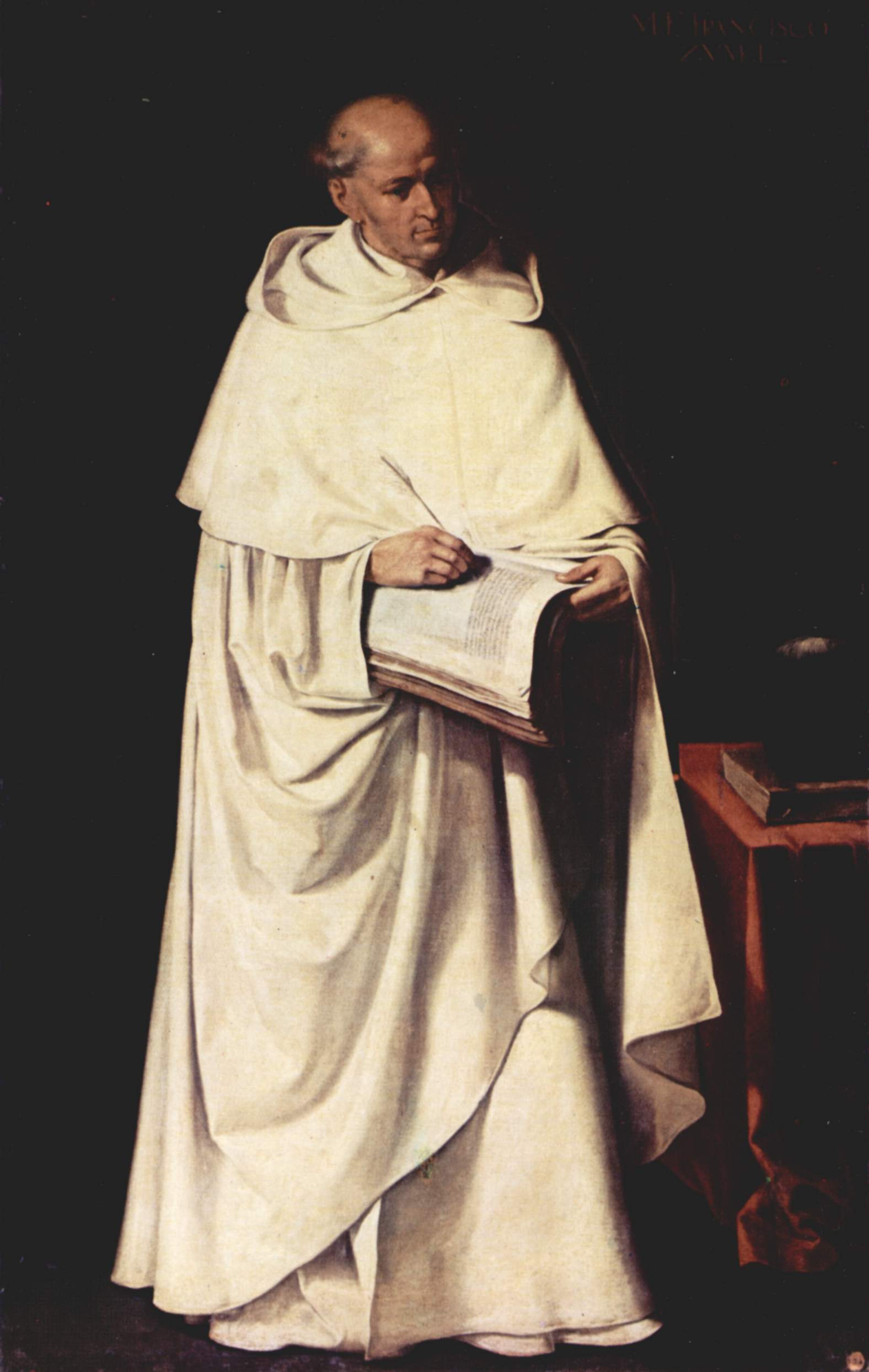
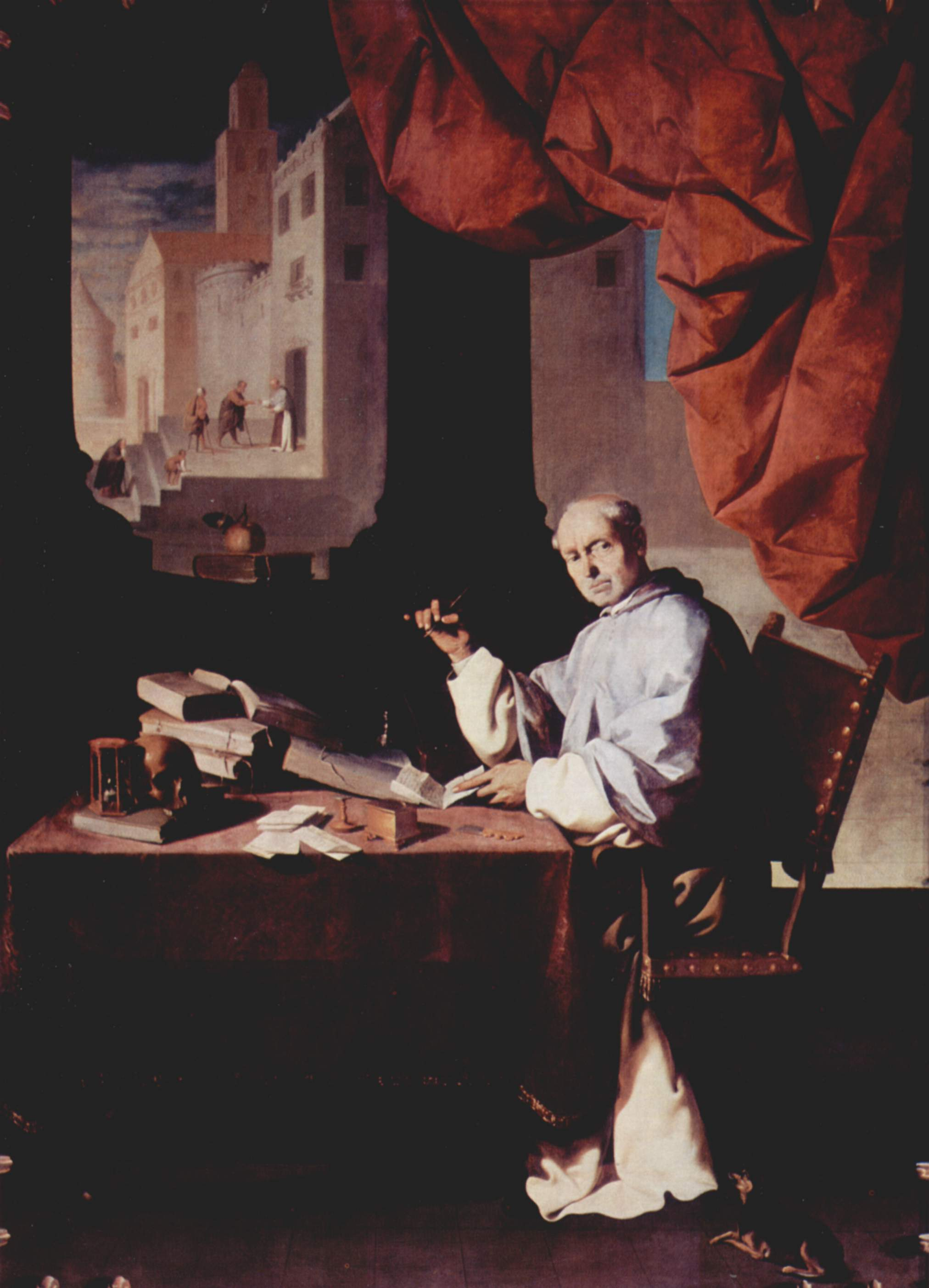
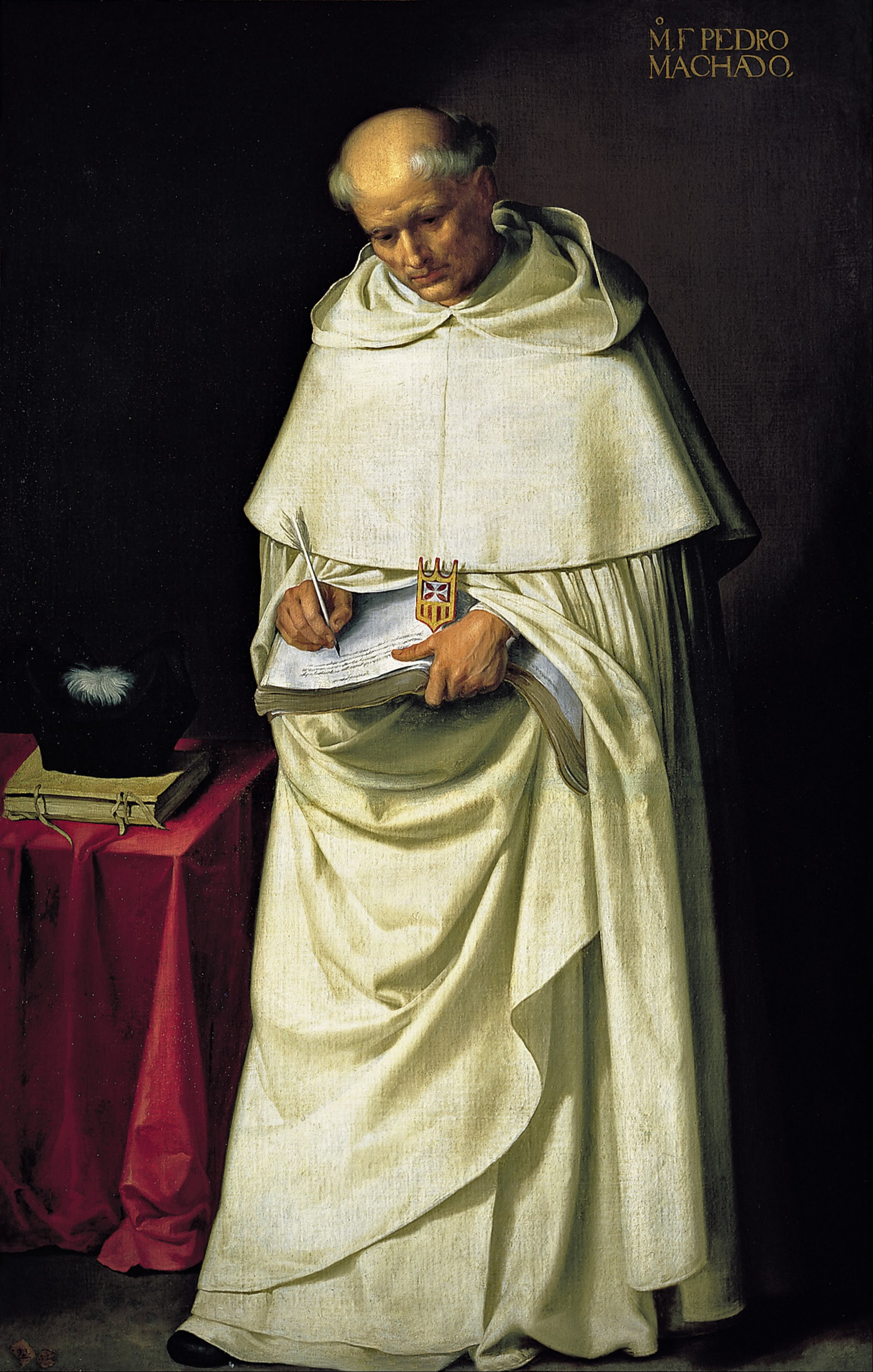
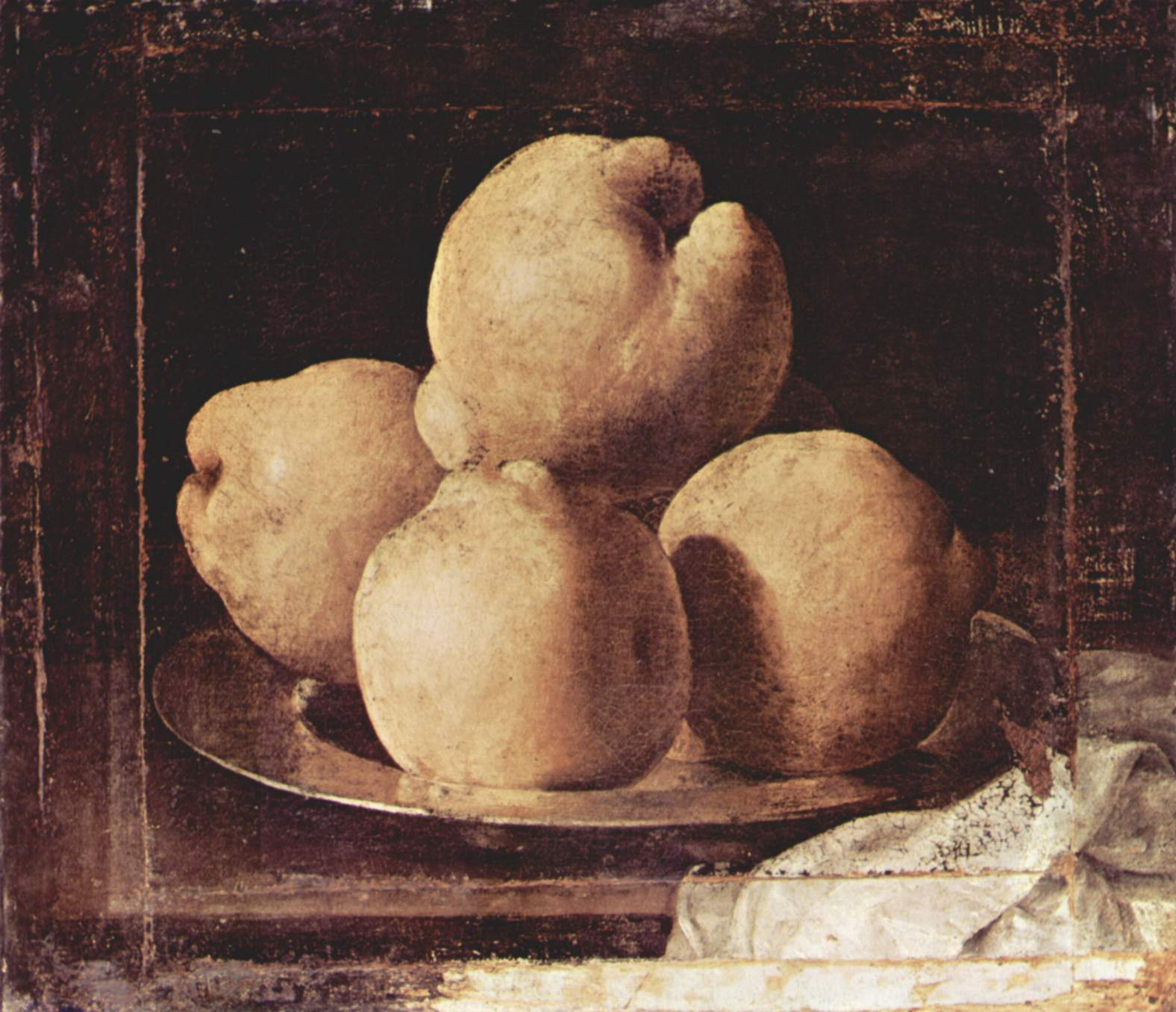
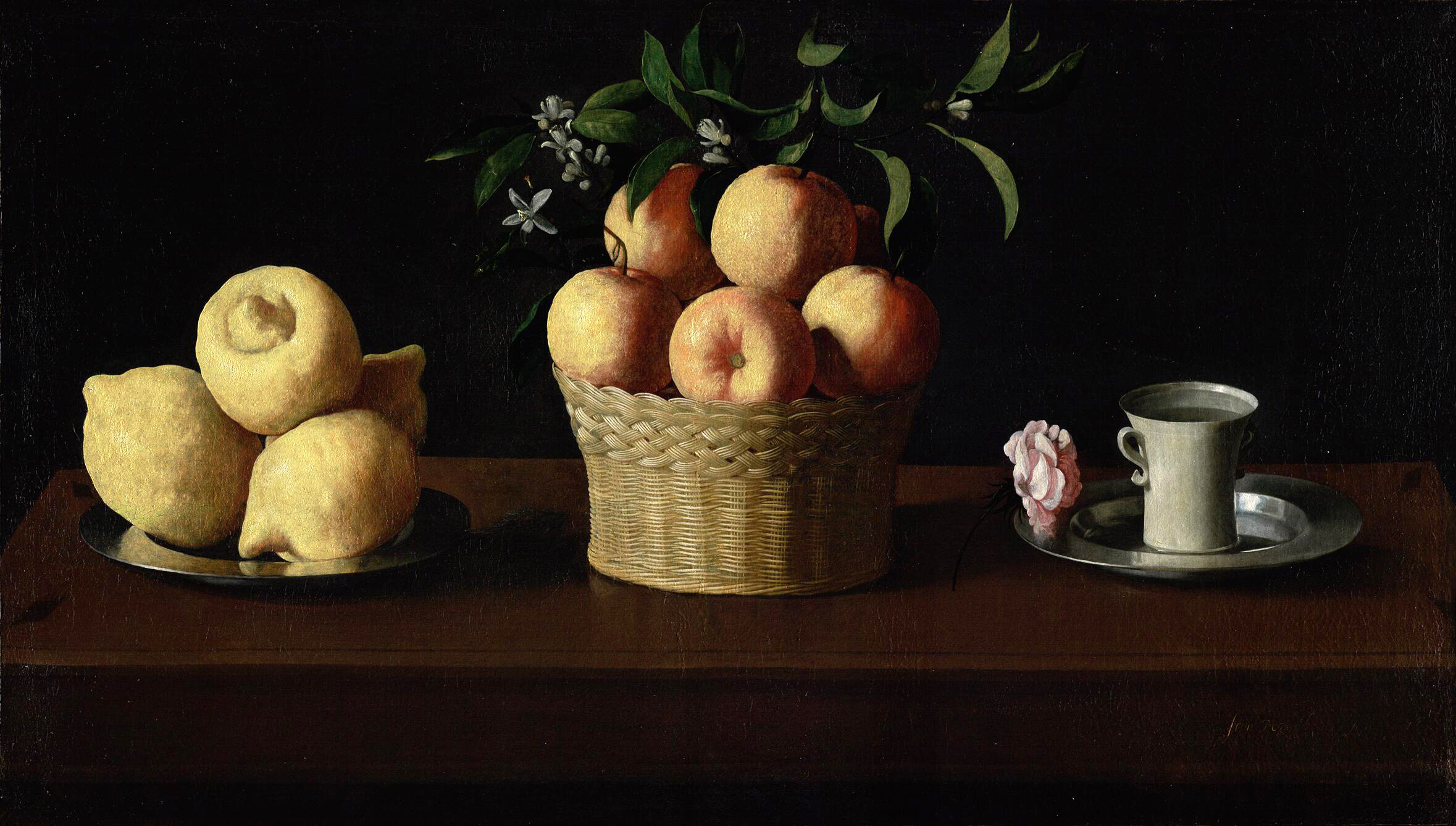
『レモン、オレンジ、バラのある静物』 (1633年) ノートン・サイモン美術館
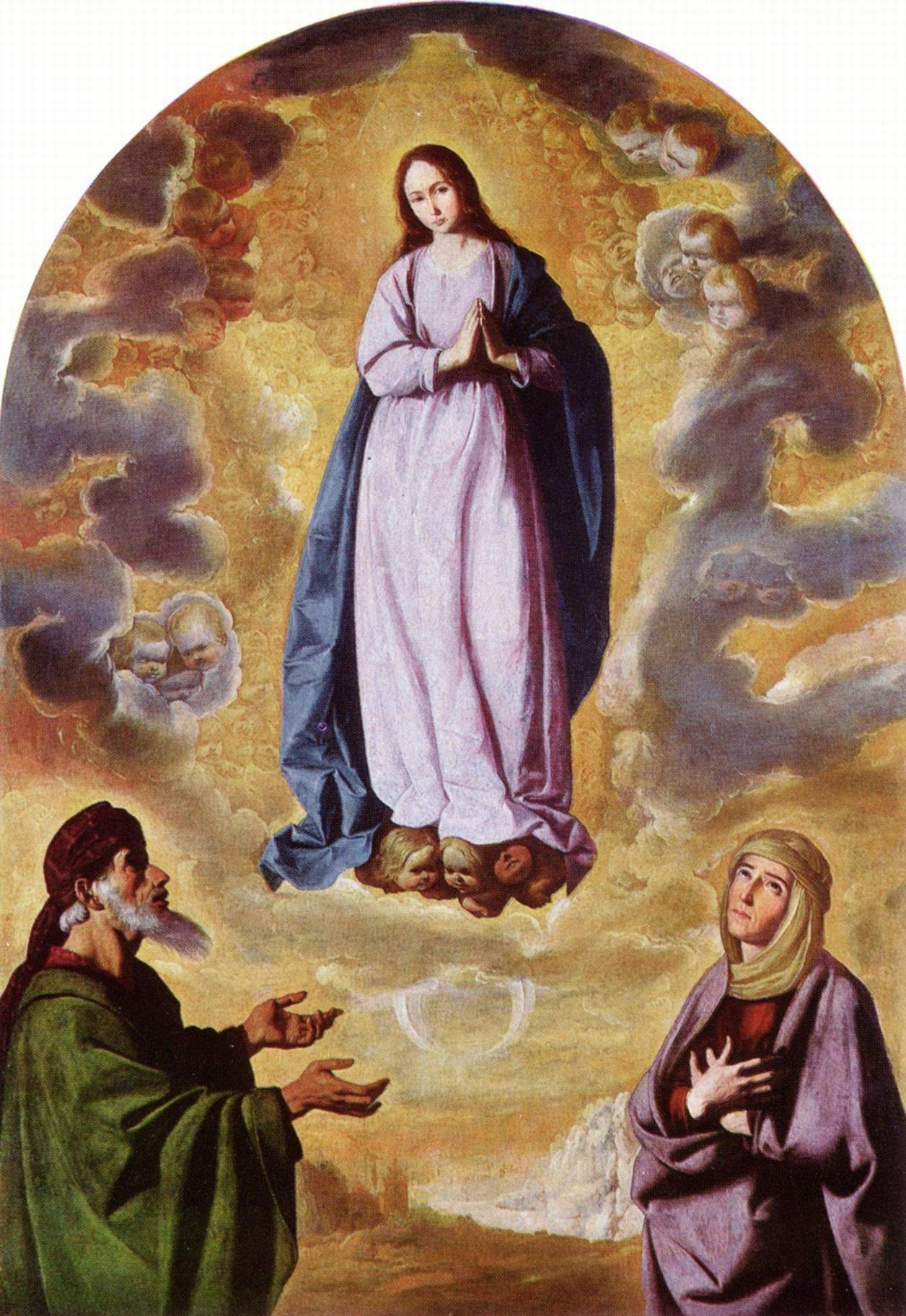
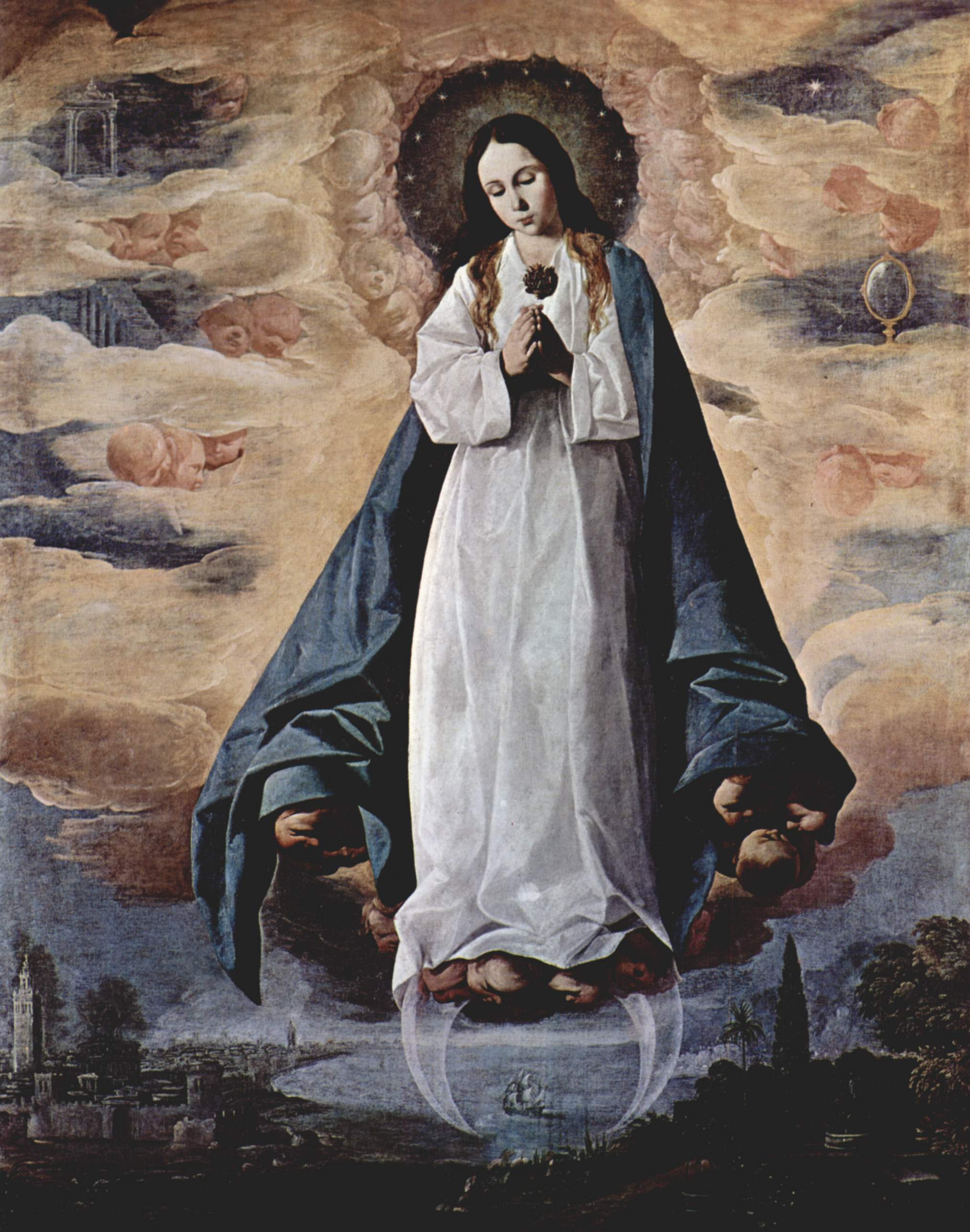
『無原罪の御宿り』
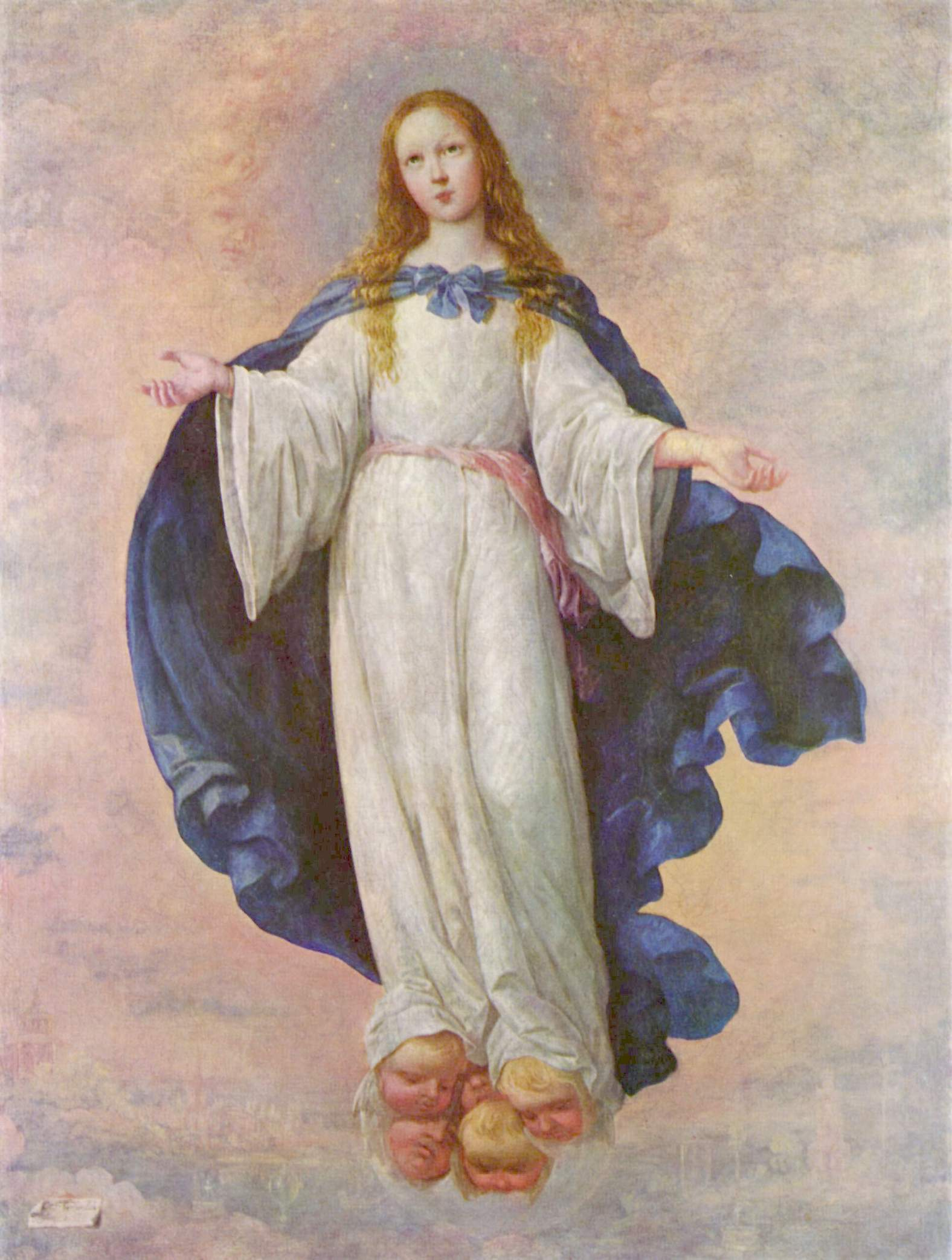
『無原罪の御宿り』
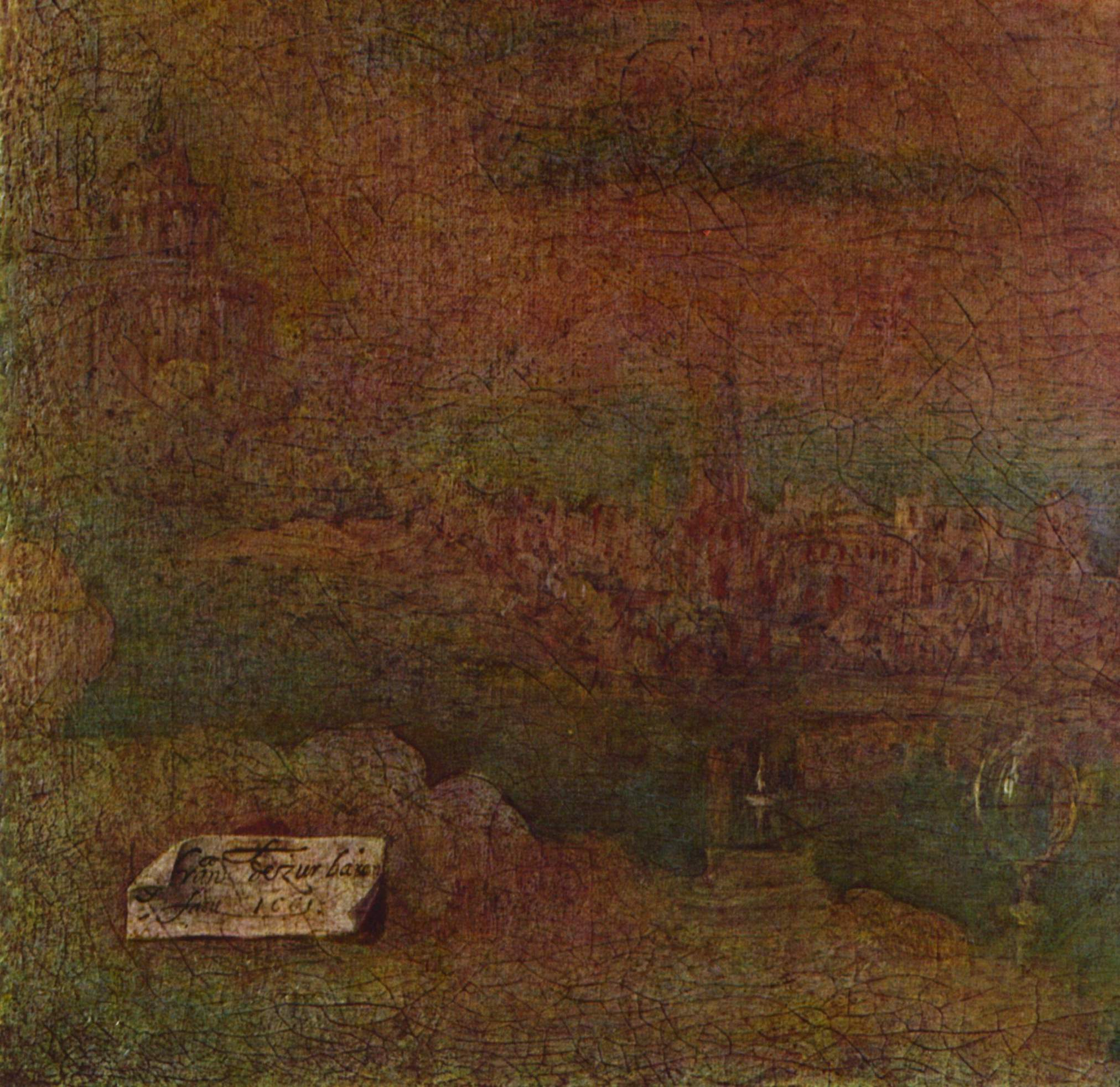
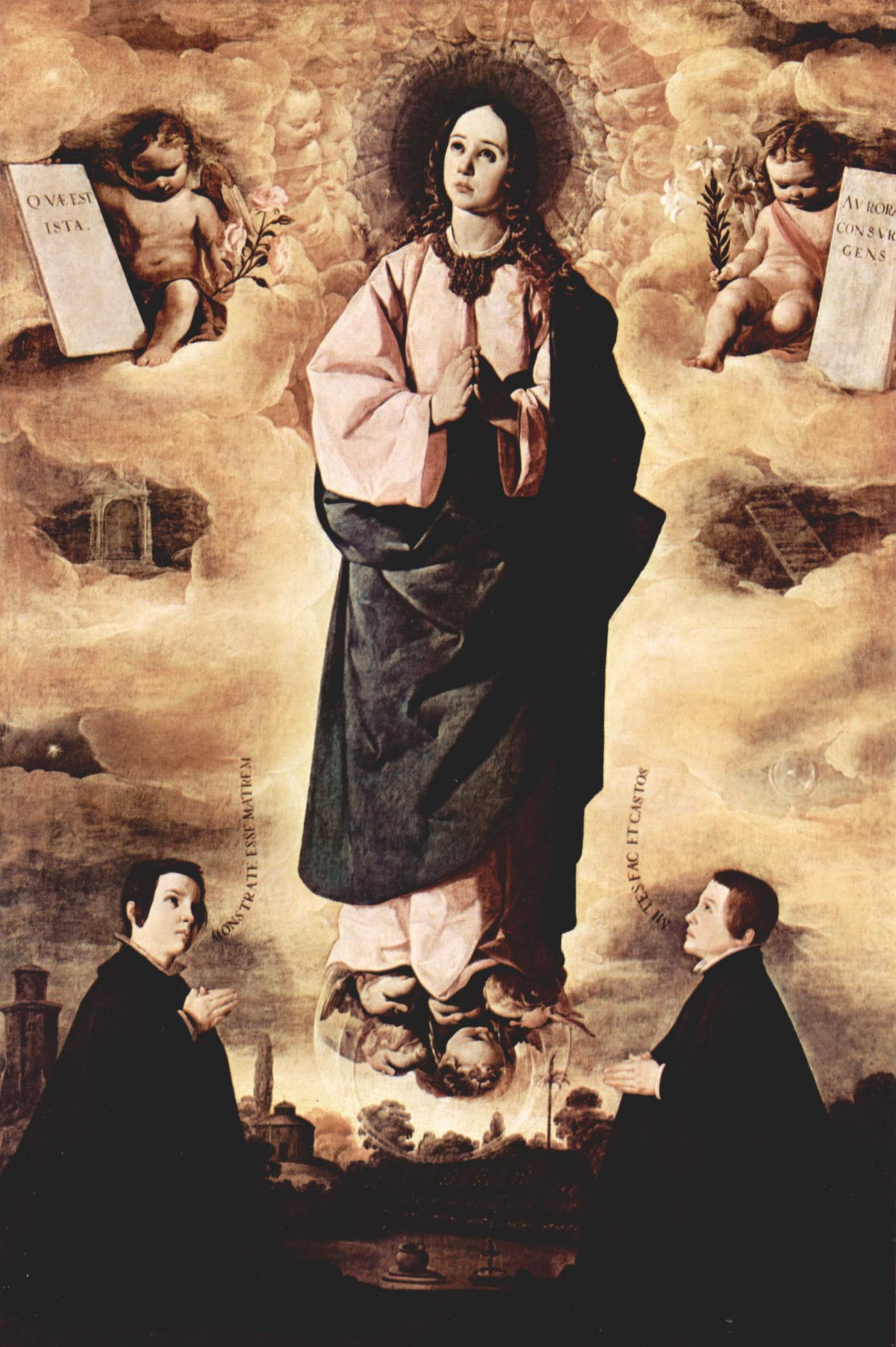
『無原罪の御宿り』(1632年) カタルーニャ美術館
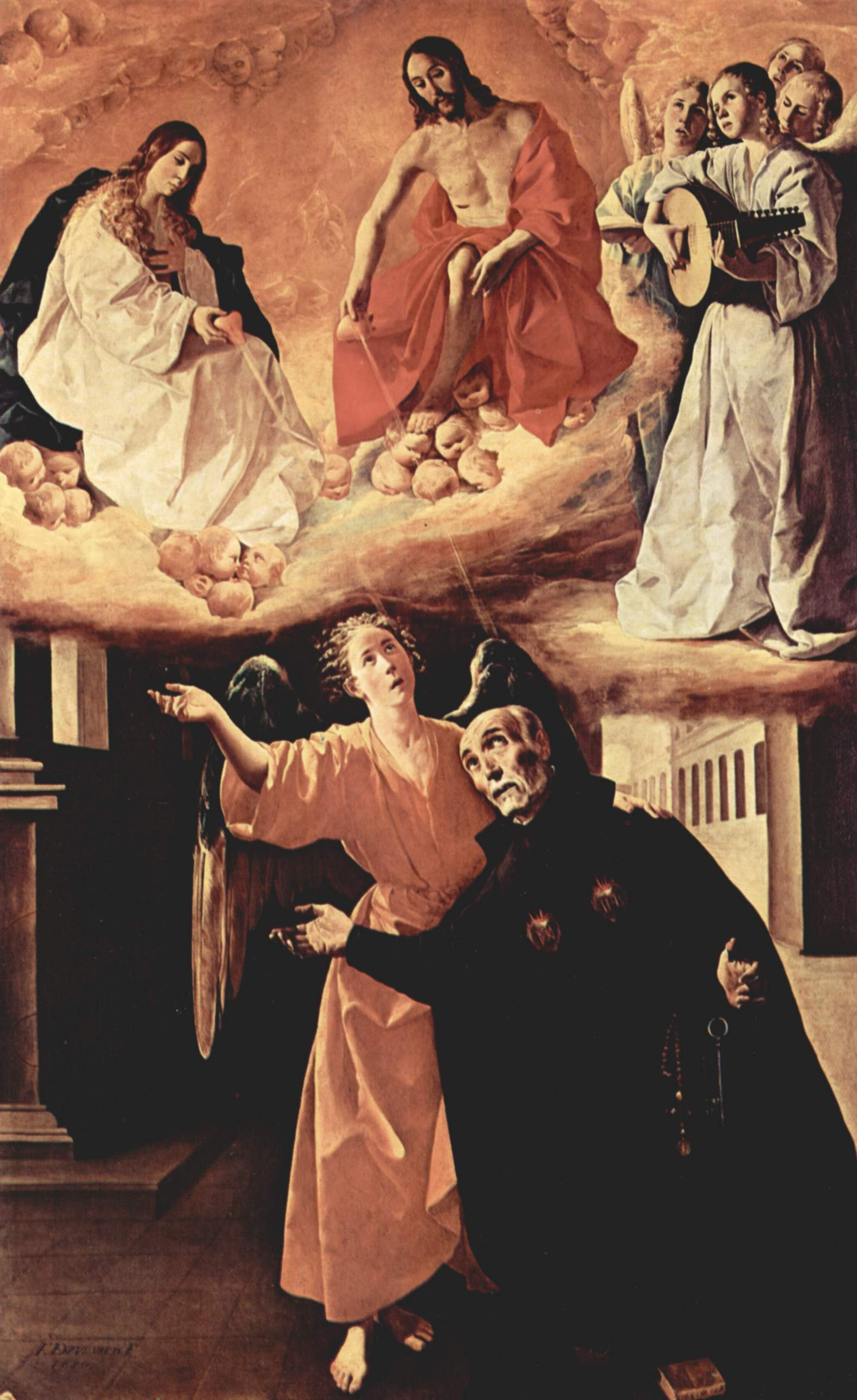
『聖アロンソ・ロドリゲスの幻視』 (1630年) 王立サン・フェルナンド美術アカデミー
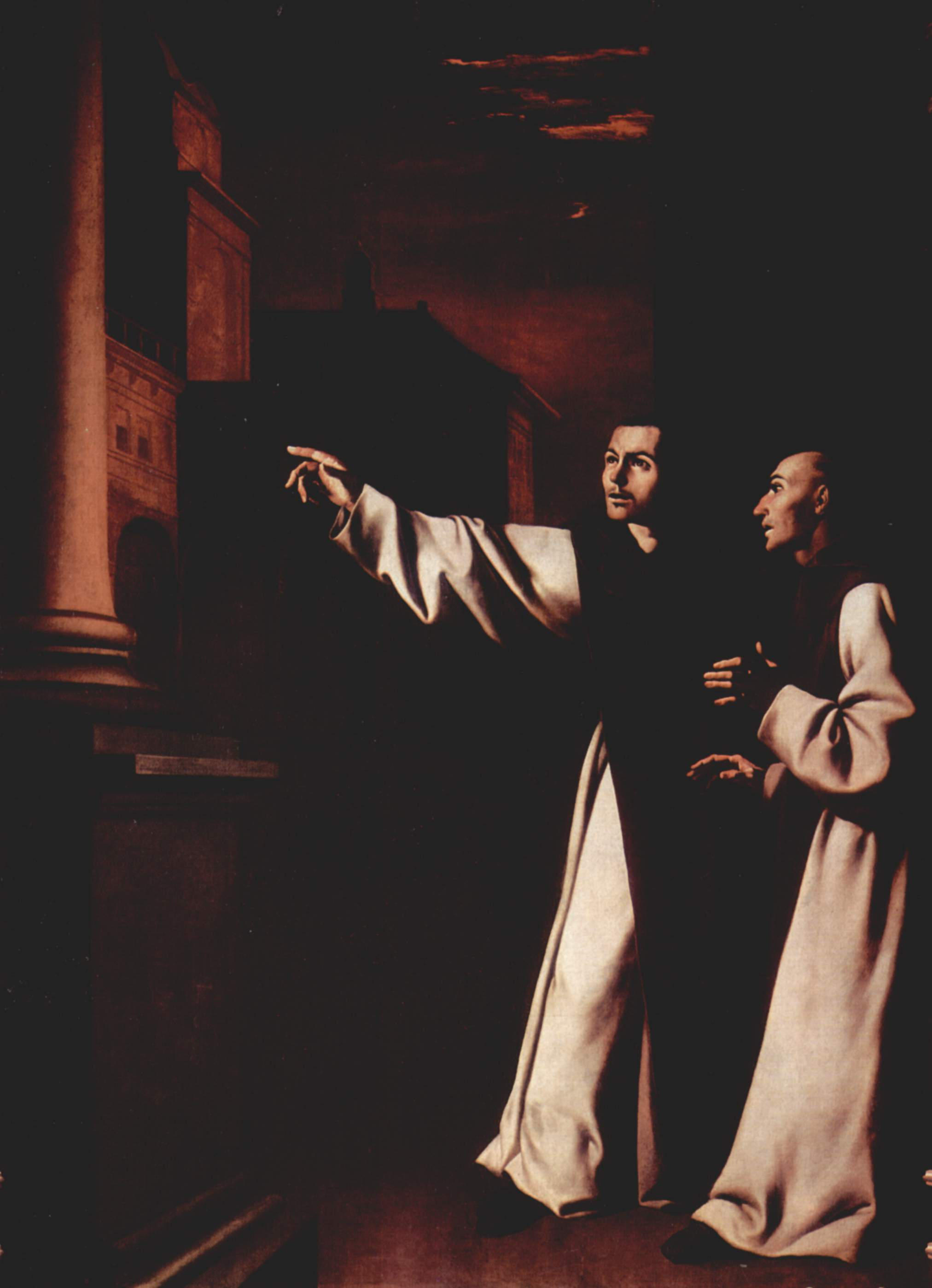

## 関連文献
- 『スルバラン 世界の巨匠シリーズ』ジョナサン・ブラウン編・解説、神吉敬三訳、美術出版社、1976年
- 『NHKプラド美術館4　民衆の祈りと美』大高保二郎・雪山行二責任編集、日本放送出版協会、1992年 - 「第2章 敬虔なる魂、スルバラン」